# Миклухо-Маклай, Николай Николаевич
Никола́й Никола́евич Миклу́хо-Макла́й (5 [17] июля 1846, Языково, Новгородская губерния — 2 [14] апреля 1888, Санкт-Петербург) — русский этнограф, антрополог, биолог и путешественник, изучавший коренное население Юго-Восточной Азии, Австралии и Океании, в том числе папуасов северо-восточного берега Новой Гвинеи, называемого Берегом Маклая.
Образование получил в Германии. В 1864—1869, 1870—1882 и 1883—1886 годах жил за пределами России, никогда не оставаясь на родине больше чем на год. Автор около 160 научных трудов, в основном статей и заметок, при жизни публиковавшихся чаще всего на немецком и английском языках. Известен также как защитник коренных народов Юго-Восточной Азии и Океании, активно выступал против работорговли. Как учёный, последовательно придерживался принципа единства человеческого рода; отвергал популярные в своё время теории, что чёрные расы, включая австралийских аборигенов и папуасов, представляют собой переходный биологический вид от обезьяны к человеку разумному. В то же время рассматривал северо-восточное побережье Новой Гвинеи как «этнографический заповедник», на единоличное обладание которым претендовал. Это толкало его на путь политических авантюр, в частности — призывам к российской колонизации Берега Маклая, с одновременным созданием Папуасского Союза — независимого государства, главой которого стремился стать. После того, как российское правительство отклонило этот проект, обратился с одновременным предложением установить протекторат к правительствам Великобритании и Германской империи (при этом в обращении к Бисмарку призывал Германию стать гарантом того, что Новая Гвинея не будет подвергаться колонизации). В итоге Берег Маклая был в 1884 году превращён в германскую колонию.
День рождения Миклухо-Маклая неофициально отмечается как профессиональный праздник этнографов.

## Происхождение. Семья
Род Миклух сравнительно достоверно прослеживается лишь с середины XVIII века. Сам Н. Н. Миклухо-Маклай в предсмертной автобиографии, датированной 1887 годом, утверждал, что потомственное дворянство было дано его прапрадеду Степану Миклухе — хорунжему казачьего полка, отличившемуся при штурме Очакова во время русско-турецкой войны. Эта версия была практически безоговорочно принята всеми биографами XX века, хотя она содержит множество анахронизмов: подвиг при взятии Очакова отнесён к 1772, а не к 1788 году; Стародубский казачий полк, в котором служил С. Миклуха, не входил в состав соединений, участвовавших в осаде и штурме Очакова. Тем не менее в Государственном архиве Черниговской области уже независимой Украины были обнаружены документы, относящиеся к жизни Степана Миклухи. Он родился около 1750 года и жил с семьёй в Стародубе — полковом городе Гетманщины, с 1782 года — уездном городе Новгород-Северского наместничества. В городе был даже Миклухин переулок, в котором жили многие представители рода. С. Миклуха после преобразования казачьего полка в регулярный Стародубский легкокавалерийский полк Русской армии был удостоен первого обер-офицерского звания — корнета. Таким образом, документальных доказательств пожалования дворянства роду Миклух не существует. Материалы первой половины XIX века также прямо называют прадеда Н. Н. Миклухо-Маклая — Степана Степановича — «происходящим из личных дворян», а членов рода — «корнетскими детьми».

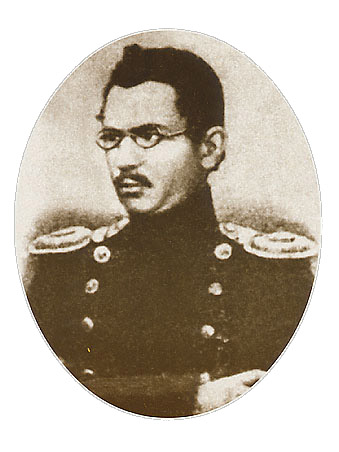
Николай Ильич Миклуха — отец

Дед Н. Н. Миклухо-Маклая — Илья Степанович Миклуха — родился в 1791 году и дослужился до чина коллежского секретаря, по документам не имея недвижимого имущества. Его старший сын, отец путешественника Николай Ильич Миклуха, родился 24 октября 1818 года и смог в 1829 году поступить в Нежинский лицей. Далее он поступил в Институт Корпуса инженеров путей сообщения, обучаясь в нём с 1837 года. Успешно сдав выпускные экзамены, Н. И. Миклуха был произведён в чин инженер-поручика и отправлен на строительство канала, соединяющего реки Москву и Волгу. В декабре 1843 года он был произведён в инженер-капитаны и поставлен на сооружение дистанции Николаевской железной дороги, проходящей через Валдайскую возвышенность.
14 апреля 1844 года в Москве в Воскресенской церкви на Сретенке Н. И. Миклуха обвенчался с Екатериной Семёновной Беккер, дочерью героя Отечественной войны 1812 года полковника Беккера, служившего тогда чиновником московского Приказа общественного призрения. Жениху было 25 лет, невеста была восемью годами его моложе. Молодожёны отправились к месту службы — деревню Языково Боровичского уезда Новгородской губернии. Здесь супруги снимали комнату в имении Рождественское, принадлежащем помещику Н. Н. Евстифееву. 2 июля 1845 года у четы родился первенец — Сергей (скончался в 1895 году). 17 июля 1846 года на свет появился второй сын, названный Николаем. Крещён он был в церкви св. Николая Чудотворца в Шегриной Горе; восприемник — генерал-майор А. Н. Ридигер, происходил из семейства, которое в будущем даст России патриарха.

### Двойная фамилия. Национальная идентичность
Согласно Д. Д. Тумаркину, впервые двойная фамилия — Миклухо-Маклай (Miklouho-Maclay) — появилась в подписи к статье «Рудимент плавательного пузыря у селахий», написанной в 1868 году на немецком языке; это была первая научная публикация Николая. Уже после опубликования биографии, написанной Тумаркиным, исследования архивных документов показали, что вторая часть фамилии появилась на четыре года раньше. Петербургский исследователь П. Л. Белков обнаружил, что в одной из записных книжек 1882 года приклеена «откуда-то аккуратно вырезанная прямоугольная бумажка с надписью: „N. Von Maclay Stud. philоs. Heidelberg. 1864“. Следовательно, Миклухо-Маклай взял себе шотландское имя ещё при первом появлении в Гейдельбергском университете в 1864 году, при этом не очень заботясь об упоминании имени „Миклуха“. Именем „N. von Maclay“ он пользовался и в своих ранних публикациях за рубежом. Самая первая публикация Миклухо-Маклая по этнографии, статья „Über die Rokau-rogo-rogo oder die Holztafeln von Rapanui“, подписана этим именем — N. von Maclay».
Вопрос о происхождении двойной фамилии не может считаться окончательно решённым. Первым к проблеме обратился в 1890-е годы географ Д. Н. Анучин. Работая над изданием дневников исследователя, он запросил барона Ф. Р. Остен-Сакена, а тот в 1898 году разыскал гимназического приятеля Н. Н. Миклухо-Маклая — библиотекаря Русского географического общества Ю. В. Бруннемана. По версии Бруннемана, двойной фамилией Николай пользовался якобы ещё в гимназии. По версии, высказанной в 1901 году Г. Ф. Штендманом, «прибавка „Маклай“ совершенно произвольная: сокращённое малороссийское Миколай (Николай), поставленное после фамилии священником в церковной книге». Версия Штендмана была повторена в 1938 году Н. Н. Водовозовым в его книге об учёном. Д. Д. Тумаркин ещё в 1982 году провёл проверку данной версии, после чего выяснилось, что метрические книги были утрачены в Великую Отечественную войну, однако ряд фотокопий сделал в 1930-е годы племянник учёного — Д. С. Миклухо-Маклай. Из фотокопий следует, что формула записи была соблюдена точно и приставки «Маклай» в церковной книге нет. Нет её и в метрике, выписанной в 1857 году по запросу Екатерины Семёновны Миклухи Новгородской духовной консисторией.
Существовала также «шотландская легенда», восходящая к преданию семьи Миклух. По легенде, шотландский наёмник Микаэль Маклай попал в битве при Жёлтых Водах в плен к казакам, прижился и превратился в Миклуху. Никакими свидетельствами или документами она не подтверждается. Н. А. Бутинов в своём биографическом очерке 1953 года, со слов племянницы учёного, писал, что приставка «Маклай», вероятно, происходит от фамилии «Махлай», которую носил кто-либо в разветвлённом роду Миклух.

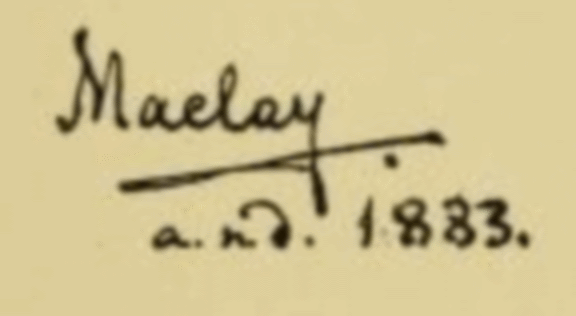
Автограф на английском

Н. А. Бутинов, после многих лет исследований проблемы, предложил в 1998 году следующую версию: обнаружив на Канарских островах новый вид губок Guancha blanca, Н. Н. Миклуха по традиции добавил к названию сокращённую фамилию первооткрывателя (по-латыни — Mcl). Из этих трёх букв он составил новую фамилию — Maclay, которую и присоединил к исконной. Д. Д. Тумаркин, признавая данную версию, давал ей психологическое обоснование. Николай Миклуха всегда тяготился незнатностью отца и неблагородностью казацкой фамилии; матери — наполовину польке — с большим трудом удалось добиться причисления сыновей к потомственному дворянству. Двойные же фамилии были характерны для польско-украинских дворянских родов (например, Грумм-Гржимайло, Доливо-Добровольский и др.). Поселившись в Германии, Н. Миклуха, по мнению Х. Вотте — его немецкого биографа, — распускал или, по крайней мере, не опровергал слухи о своём княжеском достоинстве. Его учитель Эрнст Геккель в частной переписке 1860-х годов называл Николая «русским князем» и даже «князем из Киева». По данным переписки и из научных публикаций следует, что ещё в 1867 году Геккель называл своего ученика Миклухой, но уже в 1868 году писал, что его «сопровождал студент-медик Миклухо-Маклай».
Начиная с 1870-х годов, находясь за пределами России, Н. Н. Миклухо-Маклай нередко опускал первую — исконную — часть своей фамилии, а в Великобритании и Австралии с 1874 года представлялся как «барон Маклай» или «де Миклухо-Маклай», что изначально было недоразумением, допущенным журналистами. Д. Н. Анучин указывал, что в этом просматривается аналогия с А. Гумбольдтом, которого со времени его путешествия в Америку именовали «бароном», каковым он никогда не был в действительности. В жёстко стратифицированном британском и колониальном обществе, с его сословными предрассудками и привилегиями, дворянский титул позволял добиваться существенных научных и общественных целей, в том числе защиты прав коренных народов.
Вопрос о национальной идентичности Миклухо-Маклая также не может считаться окончательно решённым. Немалое влияние в этом вопросе оказала мать — Екатерина Семёновна, — воспитывавшая Миклуху после ранней смерти отца. Как вспоминал брат путешественника Михаил, «в нашей семье не было квасного патриотизма, мы были воспитаны в уважении всех национальностей, в уважении личности». Польское восстание 1863—1864 годов побудило Миклуху глубже заинтересоваться польской культурой. В итоге в предсмертной автобиографии Миклухо-Маклай, ссылаясь на происхождение своих родителей, писал (в третьем лице), что «Ник. Ник. представляет собой смесь элементов: русского, германского и польского».

## Ранние годы. Юность

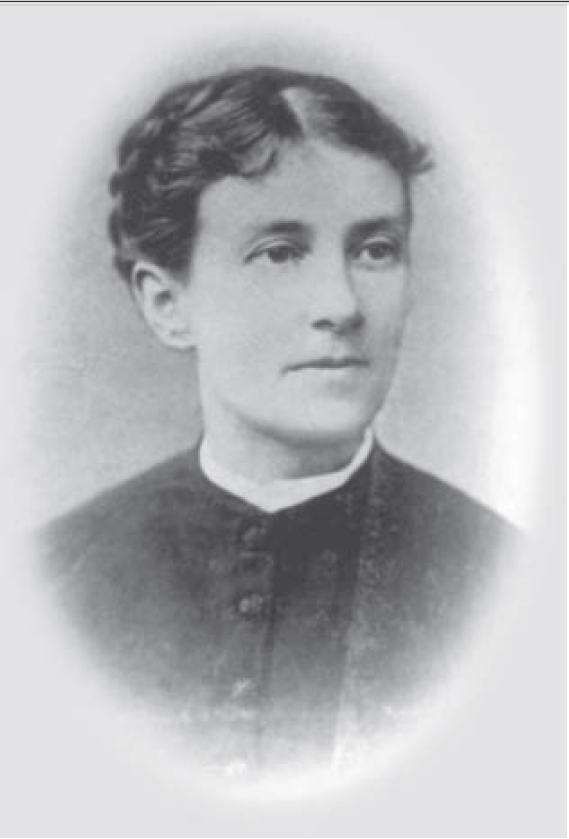
Екатерина Семёновна Беккер-Миклуха — мать

### Раннее детство
10 августа 1846 года Николай Ильич Миклуха был назначен помощником начальника опытного железнодорожного пути; осенью семейство Миклух переселилось в Петербург на казённую квартиру. 18 марта 1848 года Н. Миклуха был назначен заведующим Николаевским вокзалом и первыми 12-ю верстами дороги до Колпино. К тому времени семейство расширилось — 11 мая 1849 года родилась дочь Ольга (скончалась в 1880 году). В августе 1849 года глава семьи был назначен начальником опытного пути между Вышним Волочком и Тверью, его протяжённость составляла 112 вёрст. Однако в октябре 1850 года Н. Миклуха вызвал недовольство начальника Южной дирекции Николаевской дороги и был отстранён от дел, более года ожидая нового назначения. Тем не менее в декабре он был награждён орденом св. Анны 3-й степени . Наконец, 9 октября 1851 года инженер-капитан Миклуха без повышения в чине был назначен начальником VI отделения Николаевской железной дороги, простиравшегося от станции Спировская до Клина. Семья жила в Твери. 31 мая 1853 года родился ещё один сын — Владимир. В период 1853—1855 годов Н. Миклуха получил несколько благодарностей и медаль «За отлично усердную службу» за бесперебойную перевозку войск во время Крымской войны. Однако в день 39-летия, 24 октября 1855 года, он был отстранён от занимаемой должности. Предположительно, это было сделано по его собственной просьбе в связи с резко ухудшившимся здоровьем: открылся туберкулёз.
В конце 1855 года семейство Миклух переехало в Петербург, в квартиру у Таврического сада. Здесь 12 апреля 1856 года родился последний сын — Михаил, который потом стал собирателем и хранителем семейного архива. Глава семьи заведовал Александровским механическим заводом при Николаевской железной дороге. В декабре 1856 года он был назначен руководителем строительства Выборгского шоссе, что окончательно подкосило его здоровье. 20 декабря 1857 года Н. И. Миклуха скончался в возрасте 41 года.

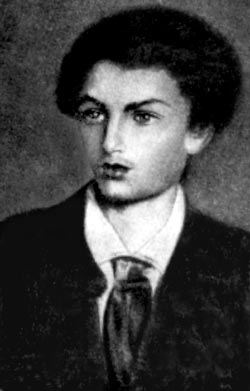
Н. Ваулин. Портрет Коли Миклухи в 15-летнем возрасте

Материальное положение семьи было крайне тяжёлым, поскольку Н. Миклуха не выслужил пенсии, однако семейные сбережения были вложены в акции пароходной компании «Самолёт»; мать также подрабатывала черчением географических карт. Эти средства позволяли дать детям образование: общеобразовательные предметы преподавали приходящие учителя, а гувернантки обучали немецкому и французскому языкам. Рисовать детей учил художник Ваулин, который открыл у Николая художественные способности, а также нарисовал самый ранний из его портретов.

### Гимназия и Петербургский университет
В 1858 году старших детей — Сергея и Николая — отдали в 3-й класс Анненшуле. Однако преподавание там велось на немецком языке, что вызывало протесты братьев, и плата за обучение оказалась слишком высока. Братьев было решено перевести в казённую гимназию, для чего требовалось большое количество документов. Е. С. Беккер-Миклуха обратилась в Черниговское дворянское собрание, в результате выяснилось, что в родословных дворянских книгах род Миклух не числится. Тогда Екатерина Семёновна подала прошение в Петербургское дворянское собрание о внесении её и детей (Николаю было тогда 12 лет) в родословную книгу дворянства Петербургской губернии, ссылаясь на чин покойного супруга. Прошение было удовлетворено.
16 августа 1859 года Сергей и Николай Миклухи были зачислены в 4-й класс Второй Петербургской гимназии, расположенной на углу Большой Мещанской улицы и Демидова переулка. Николай учился плохо и пропускал занятия, как он признавался двадцать лет спустя, не только по нездоровью. В результате в 4-м классе гимназии он провёл два года, причём в 1860/1861 учебном году посещал занятия редко и пропустил 414 уроков. Единственная оценка «хорошо» у него была по французскому языку, «удовлетворительно» по немецкому языку, а по остальным предметам — «худо» и «посредственно». Тем не менее в 5-й класс он был переведён.
Общественно-политический подъём 1861 года, связанный с отменой крепостного права в России, не оставил в стороне и гимназистов. 14 октября в результате разгона студенческой манифестации у здания Санкт-Петербургского университета были арестованы 35 человек, в их числе братья Сергей и Николай Миклухи (которым тогда было, соответственно, 16 и 15 лет). Они были заключены в Петропавловскую крепость и помещены в Кронверкскую куртину, где не допускались свидания и передачи с воли. Однако уже 18 октября они были отпущены, поскольку следственная комиссия сочла братьев «взятыми по ошибке».
В 1861/1862 учебном году Николай Миклуха по-прежнему пропускал занятия, по результатам аттестации получив «хорошо» по французскому и латинскому языкам, «удовлетворительно» по русскому и немецкому языкам, естественной истории, географии, истории и физике и «посредственно» по математике. В шестой класс гимназии он перешёл с большим трудом. В следующем году Николай перенёс тяжёлое воспаление лёгких, на экзаменах получил средний балл «две целых семь девятых» и был оставлен на второй год в 6-м классе.
27 июня 1863 года Николай Миклуха подал заявление о выходе из гимназии. Родственники, в первую очередь М. Н. Миклуха, а вслед за ними биографы утверждали, что он был исключён по политическим мотивам. Уйдя из гимназии, Николай думал о поступлении в Академию художеств, но его мягко отговорила мать. 24 сентября 1863 года Н. Миклуха воспользовался возможностью поступления в университет вольнослушателем, без окончания гимназического курса, и подал прошение о зачислении на физико-математический факультет. 17-летний вольнослушатель усердно занимался естественными науками; 3 февраля 1864 года он подал прошение о праве посещать курс физиологии.
26 февраля 1864 года в университете началась сходка, вызванная обвинением в доносительстве на товарищей одного из студентов. С 27 февраля студенты стали критиковать университетские порядки и требовали отставки инспектора; в этот день Николай Миклуха пытался провести в университет своего гимназического товарища Суфщинского. Это стало причиной того, что вольнослушателю Миклухе было запрещено посещать университет, причём в донесении инспектора Н. Озерецкого говорилось, что он и ранее неоднократно нарушал правила и университетский устав.
В предсмертной автобиографии 1887 года Миклухо-Маклай утверждал, что был исключён без права поступления в русские университеты. Эту версию некритически восприняли практически все биографы конца XIX — первой четверти XX века, но в 1923 году её подверг сомнению Д. Н. Анучин. Тем не менее, по политическим мотивам, в советской литературе данная версия возобладала. Только в 1983 году в статье Б. Н. Комиссарова была восстановлена последовательность событий февраля 1864 года и их истинные последствия. Как вольнослушателя, Н. Миклуху не могли исключить без права поступления, поскольку это было высшей мерой наказания для студента, решение о которой выносил университетский суд, а затем она утверждалась попечителем учебного округа. Запрет на вход в университет, применявшийся к вольнослушателям, даже не сопровождался особой бюрократической процедурой.
Определению дальнейшего пути Н. Миклухи способствовал его бывший домашний учитель В. Миклашевский, который посоветовал ему поступать в Гейдельбергский университет. Как и в других немецких университетах, российским подданным не было необходимости предъявлять при этом документы об образовании. Мать согласилась с доводами Миклашевского и, несмотря на тяжёлое материальное положение семьи, решила отправить сына в Германию. Главной проблемой стало при этом получение заграничного паспорта, поскольку молодёжи документы выдавали неохотно в связи с Польским восстанием. Однако в марте 1864 года Н. Миклуха заболел воспалением лёгких, усугублённым плевритом, и, после освидетельствования девятью врачами в полицейском участке, по ходатайству матери получил искомый паспорт. 21 апреля 1864 года Николай выехал в Германию.

## Годы учения

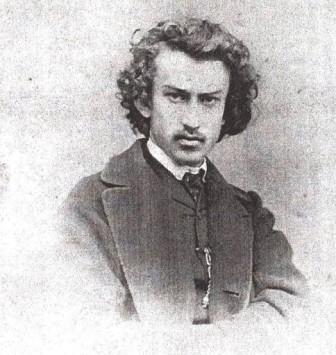
Фотография Николая Миклухи — студента (до 1866 года)

### Гейдельберг и Лейпциг
Русское университетское землячество в Гейдельберге насчитывало около 130 человек (всего в городе тогда было 15 тыс. жителей и около 3000 студентов, из которых до 500 иностранцев). Русские студенты имели свободный доступ к бесцензурной прессе на родном языке, а с 1863 года — начала Польского восстания — раскололись на две противоборствующие группировки. 18-летний Н. Миклуха встал на сторону группировки «герценистов», выступавших в поддержку восставших поляков. М. Н. Миклуха в материалах к биографии брата писал, что Николай в те годы разделял некоторые взгляды Базарова — героя тургеневского романа «Отцы и дети». В этом его поддерживал бывший учитель — поляк по национальности — Миклашевский, который познакомил его с польскими студентами, Николай даже попытался изучать польский язык. Этому решительно воспротивилась мать (наполовину полька), которая писала ему: «Да зачем тебе этот язык, лучше английский…», и всячески призывала сына получить инженерную специальность.
В Гейдельберге Н. Миклуха записался на курсы лекций по геометрии и тригонометрии, а также прослушал курсы политической экономии, новейшей истории, государства и права, вызвав упрёки со стороны матери. Материальные условия его были плачевны — денег, высылаемых из Петербурга, едва хватало на плату за обучение и квартиру; товарищи Миклухи по университету единодушны в том, что он сильно нуждался. Из-за опасений полицейских преследований в России, по совету матери в первые каникулы Миклуха отправился в Шварцвальд, чтобы дополнительно поправить здоровье. Из его автобиографии известно, что в зимний семестр 1864/1865 учебного года он изучал в Гейдельберге физику, химию, геологию, философию, уголовное и гражданское право. Судя по выпискам из книг и сохранившимся конспектам лекций, Н. Миклуха увлёкся в Гейдельберге утопическим социализмом, особенно Оуэном и Сен-Симоном, а также идеями Чернышевского, роман которого «Что делать?» привёз с собой из Петербурга. Вести о гражданской казни Чернышевского потрясли Николая, он попросил мать прислать ему фотографический портрет писателя, который перерисовал. Однако разгром демократического движения 1860-х годов привёл к тому, что русское студенчество за границей раскололось. Умеренные вернулись в Россию и поступили на гражданскую службу, радикалы перебирались в Швейцарию, поскольку в Великом герцогстве Баденском усилилась полицейская реакция. К 1866 году в Гейдельберге почти не осталось русских студентов.
Летний семестр 1865 года Н. Миклуха провёл в Лейпцигском университете, где поступил на камеральный факультет, готовивший специалистов для работы управляющими в сельском хозяйстве, лесоводстве и др. На факультет Миклуху зачислили 19 апреля 1865 года, он прослушал четыре курса: физической географии; теории национальной экономии, сравнительной статистики и государствоведения Германии; истории греческой философии; учения о костях и сухожилиях. По мнению Д. Д. Тумаркина, поступив по желанию матери на «прикладной» факультет, он продолжал «зондировать» разные науки. В октябре 1865 года Николай переехал в Йену, которая привлекла его как дешевизной, так и тем, что местный университет стал центром пропаганды дарвинизма в Германии.

### Йена
Судя по сохранившимся документам, 19 октября 1865 года Николай фон Миклухо (как он себя назвал и подписывался в документах) подал заявление на медицинский факультет Йенского университета; матери он писал об этом с осторожностью. Помимо медицинских курсов, Николай оплатил также лекции по основам сельского хозяйства, астрономии и телеграфии, но в дальнейшем перестал отвлекаться и три года занимался профильными предметами. Наставниками Миклухи в Йенском университете стали Карл Гегенбаур и Эрнст Геккель, особенно последний. Уже в письмах, датированных мартом 1866 года, Геккель называет Миклуху «своим усердным и полезным помощником». Хотя работа ассистента не оплачивалась, но она давала много полезного опыта: Николай готовил для лекций Геккеля наглядные пособия и препараты, изготавливал для него таблицы и рисовал данные микроскопических наблюдений. Из-за усиленных занятий с микроскопом в марте 1866 года Миклуха заработал «лёгкий паралич левой половины лица», причём Геккель навещал его в больнице и писал родителям, что должен заботиться о русском студенте, у которого нет в Германии никого.
Студентов из России в Йене было не более 20—30 человек, они не составляли землячества. Николай почти не общался с ними, поглощённый научными занятиями, но подружился с князем Александром Александровичем Мещерским, в своё время — тоже заключённым Петропавловской крепости. С лета 1866 года они снимали комнаты в доме пекаря Хуфельдта.
К 1865 году относятся первые свидетельства романтических устремлений будущего учёного — Николай Миклуха освоил тогдашний немецкий обычай знакомиться с девицами по переписке (объявления от желающих печатались в газетах); переписка могла привести и к очному знакомству и даже заключению брака. Первичной целью для него, видимо, было совершенствование в немецком эпистолярном жанре. Сохранились несколько образчиков подобных писем, причём Николай писал в ироническом тоне и даже с чувством превосходства. В 1868 году Миклуха познакомился с Аурелией — дочерью профессора статистики Бруно Гильдебранда, наставника А. Мещерского. Аурелия была образованной девушкой, свободно владела французским и изучала русский язык, играла на фортепиано. Её переписка с Миклухой не сохранилась, но в Москве были найдены 32 письма к А. Мещерскому, в которых отношения с Николаем занимают много места. Во время клинической практики, по свидетельству брата — М. Миклухи и датского литературного критика Г. Брандеса, вспыхнул роман между Николаем и его пациенткой, которая перед смертью завещала ему свой череп. Николай сделал из него настольную лампу, причём череп был поставлен на локтевые кости, фитиль был установлен на своде черепа, а над ним был сооружён зелёный абажур. Лампа эта существовала ещё в 1887 году и, по словам Н. Н. Миклухо-Маклая, использовалась им во всех экспедициях.

### Экспедиция на Канарские острова

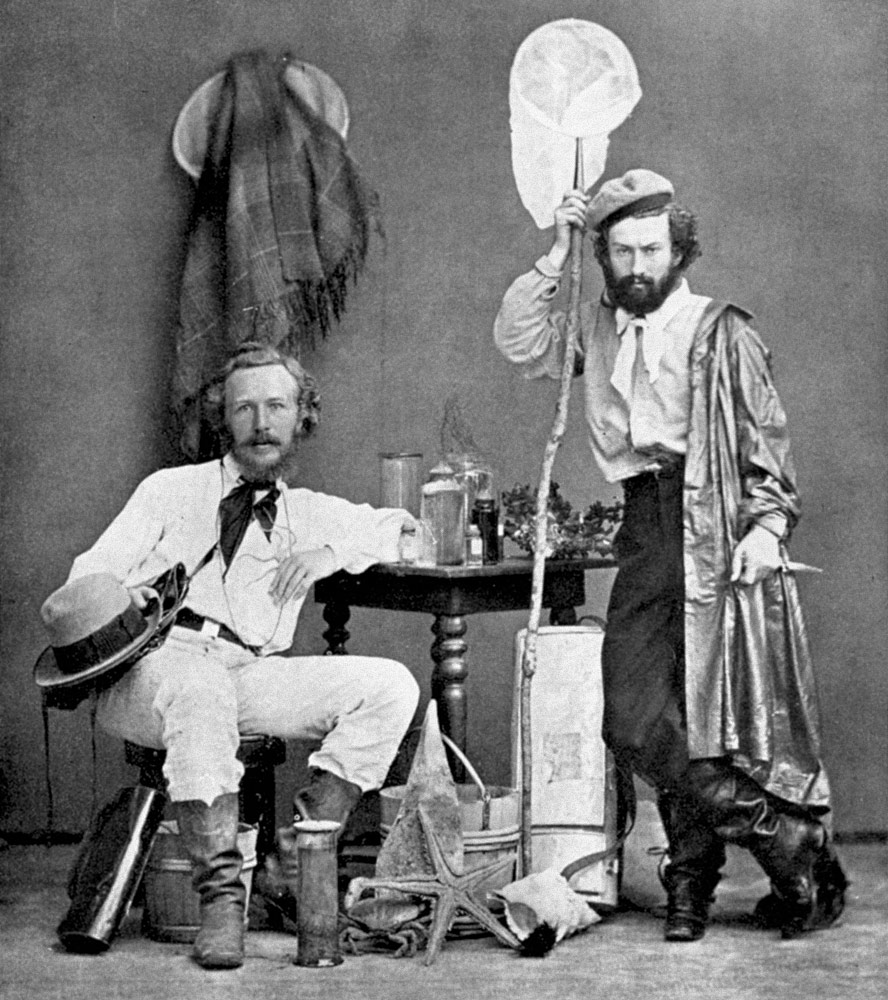
Эрнст Геккель (слева) со своим ассистентом Миклухо-Маклаем на Канарских островах. Декабрь 1866 года

В марте 1866 года научный руководитель Николая Э. Геккель закончил монографию «Общая морфология организмов» и, испытывая усталость от кабинетной работы, решил совершить поездку на Сицилию для изучения средиземноморской морской фауны. В команду он пригласил приват-доцента Рихарда Грефа из Бонна и двух своих студентов — Германа Фоля и Николая Миклуху. Экспедиция едва не была сорвана из-за начала австро-прусской войны, в которой герцогство Саксен-Веймар-Айзенах участвовало на стороне Пруссии. После окончания войны началась эпидемия холеры в Южной Европе, из-за чего было прервано пароходное сообщение и закрыты границы. В частности, власти Мессины, которая была целью Геккеля, оповестили, что будут обстреливать любое судно, которое приблизится к гавани. Маршрут поездки пришлось менять.
В конце октября 1866 года Фоль и Миклуха поездом отбыли в Бордо, а оттуда морем — в Лиссабон. Благодаря рисунку Николая известно, что они побывали и в Синтре; Геккель с Грефом добирались в Лиссабон через Англию, где собирались познакомиться с Томасом Гексли и самим Дарвином. Знакомство состоялось, особенно любезным оказался Гексли. Только 15 ноября участники экспедиции отплыли на Мадейру: Геккель предполагал провести там первичное ознакомление с пелагической и литоральной фауной Атлантики, а затем отправиться на Канары. Оказалось, однако, что сообщение с островами прервано из-за холеры. Путешественников выручил прусский фрегат «Ниоба», совершавший учебное плавание; его командир был племянником профессора ботаники Йенского университета. Пробыв в Фуншале всего два дня, путешественники были доставлены в Санта-Крус на о. Тенерифе 22 ноября.
9 декабря команда высадилась в гавани Арресифе на о. Лансароте, причём из-за шторма плавание вместо 30 часов продлилось 4 суток. В гавани развернулась бурная деятельность: сачками собирались медузы, рачки и радиолярии, обитавшие в поверхностном слое воды, а сеть служила для добычи образцов придонной фауны. Студент фон Миклухо изучал морские губки и в результате обнаружил новый вид известковой губки, назвав её Guancha blanca в честь коренных обитателей островов. Образцы изучаемых рыб чаще всего покупались у рыбаков на базаре, в результате Н. Миклуха собрал данные по плавательным пузырям рыб и мозгу акул.
Местные жители настороженно отнеслись к немецким зоологам, считая их не то прусскими шпионами, не то колдунами. Последний слух привёл к тому, что к Геккелю регулярно обращались с просьбами об исцелении и предсказании будущего. Арендованный членами команды дом кишел насекомыми и крысами; Геккель подсчитал, что только в январе 1867 года убил более 6000 блох. Было решено сворачивать работу и возвращаться в Европу, но это можно было сделать только через Марокко. 2 марта на английском пароходе Геккель и Греф добрались до Марокко, далее провели две недели в Альхесирасе, изучая морскую фауну. На поезде они добрались до Парижа, где осмотрели Всемирную выставку, после чего вернулись в Йену.
Миклуха и Фоль решились объехать султанат Марокко: купив арабские костюмы и наняв проводника-переводчика, с караваном они добрались до Марракеша, где Николай особенно интересовался бытом и жизнью берберов. Далее путешественники поехали в Андалусию. Прибыв в Мадрид, Николай пожелал пожить в цыганском таборе, но не сообщал подробностей. Геккель пометил на одном из писем Миклухи, что в Мадриде он сильно заболел. В Йену Николай вернулся через Париж в начале мая 1867 года.

### Выбор жизненного призвания
Вернувшись в Йену, Миклуха вновь стал ассистентом Геккеля, но у него выросла самооценка. Перед началом зимнего семестра 1867/1868 годов он, взяв рекомендательные письма Геккеля и Гегенбауэра, совершил поездку по крупнейшим зоологическим коллекциям европейских музеев. Дневников он тогда не вёл, но из отрывочных упоминаний в его научных статьях известно, что он побывал в Дании, Норвегии, Швеции и Франции. 6 июля 1867 года в редакцию «Йенского журнала медицины и естествознания» поступила первая статья учёного, посвящённая рудиментам плавательного пузыря у селахий. Примечательно, что она была подписана «Миклухо-Маклай».
В 1868 году Миклухо-Маклай закончил медицинский факультет Йенского университета; поскольку он не собирался становиться практикующим врачом, то отказался от сдачи государственных экзаменов. Продолжая ассистировать Геккелю, он занялся разработкой двух параллельных тем: морфологии губок и эволюции нервной системы животных. Летом 1868 года вышла его вторая статья — «Материалы к познанию губок», в которой описывался новый вид, открытый в Арресифе. В июле 1868 года Миклухо-Маклай написал свою третью статью — «К сравнительной анатомии мозга», основанную на собственных полевых материалах по мозгу акул. Здесь он впервые обратился к теоретическим вопросам и критиковал тогдашнего авторитета в нейрофизиологии — академика Карла Бэра. В статье Николай Николаевич кратко изложил своё понимание механизма эволюции, в отличие от своих учителей Дарвина и Геккеля — апологетов борьбы за существования, считая её дифференциацией, то есть переходом от исходной формы к иным формам, не обязательно высшим. К. Бэр, судя по переписке, весьма одобрительно отнёсся к идеям молодого учёного. Впрочем, основные её тезисы, как касающиеся дифференциации, так и роли в ней участков мозга рыб, так и не удержались в науке.
В апреле 1868 года Николай посетил Готу, где его особенно привлекла редакция географического журнала А. Петерманна: молодой учёный интересовался перспективными направлениями географических исследований, особенно в малоизвестных регионах мира, где возможны крупные открытия. У Петерманна он узнал о готовящейся первой германской полярной экспедиции и даже хотел принять в ней участие, но получил отказ. Также отказом ответил Миклухе шведский полярный исследователь Адольф Норденшёльд. Получив отказ, учёный решил совершить путешествие на Сицилию, на которую так и не попал с Геккелем в 1866 году. Решение об этом было принято сразу после публикации статьи «К сравнительной анатомии мозга», но к тому времени у Миклухо-Маклая не было денег даже чтобы оплатить долги по жилью. В июле и августе он бомбардировал письмами брата Сергея, прося повлиять на мать, жалуясь на нездоровье и безденежье.

### Экспедиция в Италию

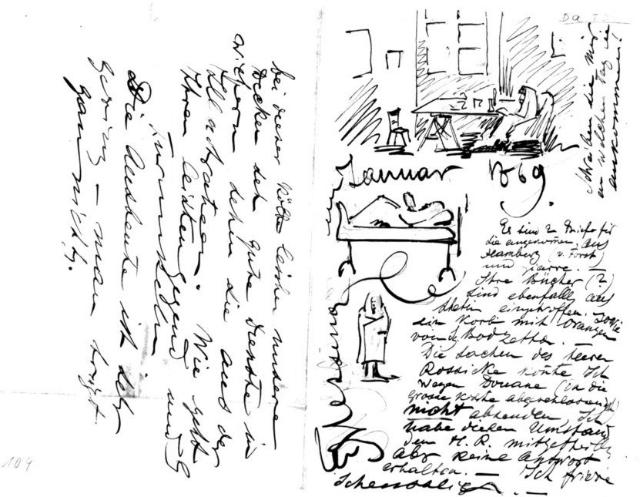
Одно из писем Н. Миклухо-Маклая. Мессина, январь 1869 года

Инициатором поездки на Сицилию в 1868 году был Антон Дорн — зоолог-дарвинист, ученик Геккеля, уже имевший полевой опыт на Балтике и Северном море. Летом 1868 года он стал приват-доцентом Йенского университета и мог отправиться в путь не раньше октября. У Миклухо-Маклая к тому времени долг составлял 463 талера (около 400 рублей серебром), поэтому пришлось бежать от кредиторов, а свои финансовые дела Николай попросил вести студента К. Модзалевского.
Весь сентябрь 1868 года Миклухо-Маклай провёл в Италии как турист, переезжая из города в город. Геккелю он писал, что провёл 10 дней в Венеции, 2 дня во Флоренции, полдня в Пизе, 2½ дня в Виченце, 5 дней в Риме, 8 дней в Неаполе, где поднялся на Везувий, побывал на Капри, в Сорренто и так далее. Не была забыта и наука: Николай в Венеции встретил спонгиолога Джакомо Нардо, который рекомендовал его на съезд естествоиспытателей в Виченце. Впрочем, в письме Геккелю от 2 октября говорилось, что съезд большей частью свёлся к посещению окрестных вилл, а все его участники имели свободный доступ в театр.
2 октября Миклухо-Маклай прибыл в Мессину, где снял комнату в третьеразрядном отеле. Вскоре ему удалось обнаружить новый вид известковых губок, который он назвал в честь учителя Astrospongia Heckelii. Дорн приехал в середине октября; не стеснённый в средствах, он снял несколько комнат в Палаццо Витале и великодушно поселил Николая у себя, видя его материальное положение. Во дворце была оборудована полевая лаборатория, где Дорн занимался ракообразными, а Миклухо-Маклай — по двум своим главным темам: морфологии губок и анатомии мозга рыб. Дорн соорудил в лаборатории аквариум с проточной водой и впервые проследил цикл возникновения лангуста из личинки.
В Мессине Миклухо-Маклай познакомился с Егором Ивановичем Барановским (1821—1914), бывшим саратовским губернатором, подавшим в отставку в 1863 году в знак протеста против мер по подавлению Польского восстания. В дом Барановских Николай ввёл и Дорна, в 1874 году старшая дочь, Мария Барановская, вышла замуж за немецкого биолога. Учёные в январе 1869 года совершили подъём на Этну, но, не достигнув всего 300 метров до кратера, сорвались с ледяного поля, причём Дорн довольно сильно ушибся.
В феврале 1869 года Миклухо-Маклай узнал из газет о завершении строительства Суэцкого канала. Он немедленно загорелся идеей изучить морскую фауну Красного моря, в те времена практически неизвестную. Кроме того, он решил воспользоваться последней возможностью описать фауну Красного моря до того, как она начнёт подвергаться воздействию средиземноморской фауны. Планам мешало хроническое безденежье: Николай рассчитал, что минимально необходимая ему сумма составит 500 рублей. Поскольку мать неодобрительно относилась к занятиям наукой, он вновь писал брату Сергею. Наконец в начале марта Е. С. Миклуха прислала 1000 франков, что соответствовало 300 рублям. 12 марта 1869 года Николай отплыл в Александрию.

### Экспедиция на Красное море

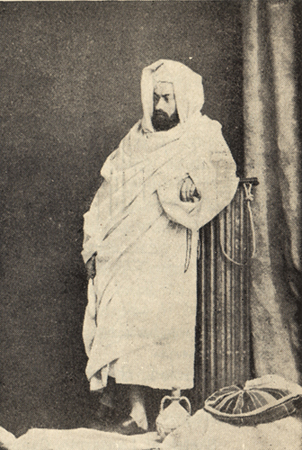
Миклухо-Маклай во время путешествия на Красное море в арабском бурнусе. 1869 год

Прибыв в Каир, Миклухо-Маклай разработал план биологических станций, одной из них была Джидда. Время для работы было выбрано крайне неудачно: визит в Джидду совпал с месяцем зуль-хиджа по мусульманскому календарю, на который приходится большой хадж: в 1869 году он падал на 15 марта — 13 апреля. Тем не менее Николай выучил несколько арабских слов, обрил голову и купил бурнус, для вида даже исполнял мусульманские религиозные обряды; впрочем, обмануть никого не удалось.
22 марта Миклухо-Маклай покинул Каир, направившись в Суэц. Там он испытал первый приступ малярии — болезни, которая будет преследовать его всю жизнь. Судя по инкубационному периоду, заразился он ещё на Сицилии, где в те времена болезнь была широко распространена. Пришлось просить у Дорна дополнительно 500 франков. Далее на египетском пароходе Николай отправился в Джидду, где провёл 18 дней. Он поселился в доме французского коммерсанта, на которого произвёл впечатление научный энтузиазм молодого человека. Наняв лодочника, Миклухо-Маклай ежедневно выезжал на коралловые рифы. Закончив исследования, он отправился в Массауа, а оттуда — в Суакин. Условия для исследований оказались тяжелы: жара даже ночью не опускалась ниже +35 °С, чаще всего не было жилья, приступы малярии не прекращались, а от пыли пустыни развился сильный конъюнктивит. С большим трудом Николай вернулся в Суэц, собрав, тем не менее, коллекцию роговых, кремнёвых и известковых губок, хранящуюся ныне в Зоологическом музее РАН. Из Александрии он отправился в Россию на пароходе «Эльбрус». Пробыв на рейде Стамбула трое суток, пароход в начале июня 1869 года прибыл в Одессу. После пятилетнего отсутствия Николай Николаевич Миклухо-Маклай вернулся в Россию.
По мнению Д. Д. Тумаркина, путешествие Миклухо-Маклая на Красное море сыграло важную роль в судьбе учёного. Здесь проявились характерные особенности его деятельности: склонность работать в одиночку, предпочтение стационарных методов исследования. Он стал превращаться в натуралиста широкого профиля, который в итоге придёт к проблеме деятельности человека и проявлений его культуры в рамках географической среды.

## Первая экспедиция на Новую Гвинею

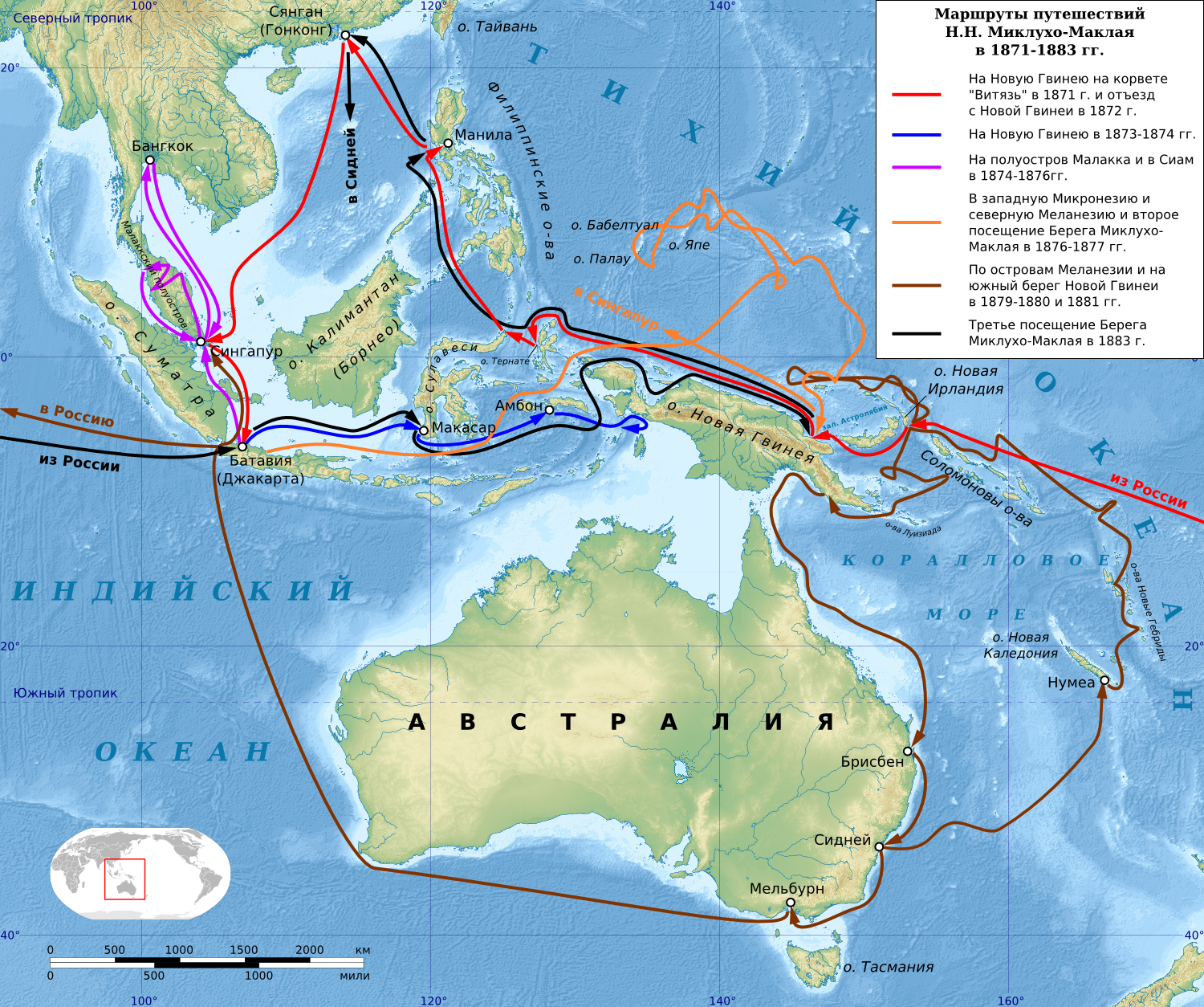
Карта путешествий Миклухо-Маклая

### Подготовка экспедиции
Ко времени возвращения Н. Н. Миклухо-Маклая в Россию материальное положение семьи Миклух несколько улучшилось: пароходное общество «Самолёт» стало выплачивать дивиденды по акциям. Получив денежный перевод от матери, Николай из Одессы долгим кружным путём отправился в Саратов, вблизи от которого располагалось имение родственников. Близ Самары он слёг с тяжёлыми малярийными приступами; не менее тяжёлым было моральное положение учёного — он отвык от России, и его раздражала окружающая действительность и люди, на что он жаловался в письмах к Дорну. Не дождавшись матери и сестры, Николай выехал в Москву, где вновь повторились малярийные приступы, сопровождавшиеся бредом и обмороками. В августе он всё-таки добрался до Саратова, где благодаря заботам родных несколько оправился. По мнению Д. Д. Тумаркина, в Москве или Саратове учёный попал в руки квалифицированного врача, который прописал ему приём хинина, смягчающего приступы болезни и обеспечивающего длительные периоды ремиссии. Хинин впервые упоминается в дневниках и письмах Н. Н. Миклухо-Маклая в октябре 1870 года, но в контексте, указывающем на длительный его приём.
Прожив месяц под Саратовом, Миклухо-Маклай отбыл в Москву на Второй съезд русских естествоиспытателей, проходивший с 1 по 11 сентября 1869 года. Он записался на секцию зоологии и сравнительной анатомии, на которой были представлены 69 докладов. Два из них принадлежали Миклуха-Маклаю (в таком написании его фамилия значится в списке участников). В первом речь шла о развитии мозга у химеры, во втором — о подготовке к созданию зоологической станции, на основе материалов, собранных с Дорном в Мессине. В последний день съезда было принято специальное постановление об основании двух биологических морских станций — в Севастополе и Сухуме, причём Севастопольская была открыта уже в 1871 году.
После съезда Миклухо-Маклай отправился в Петербург, где был нанят академиком Брандтом для обработки и публикации коллекций губок, собранных К. М. Бэром и А. Ф. Миддендорфом. Учёный быстро справился с этим заданием и опубликовал два сообщения на немецком языке в изданиях Петербургской академии наук. Это способствовало принятию его в ряды Русского географического общества (РГО), уже 5 октября Миклухо-Маклай выступил на совместном заседании физической и математической секций РГО с докладом о путешествии на Красное море. В те же октябрьские дни учёный встретился с князем Кропоткиным, который в «Записках революционера» описал его как «маленького нервного человека, постоянно страдающего лихорадкой». Кропоткин в то время был одним из разработчиков проекта большой полярной экспедиции, но перспективы её финансирования были туманны. Видимо, это побудило Миклухо-Маклая 8 октября представить в РГО собственный проект экспедиции на Тихий океан. Одобренный Ф. Остен-Сакеном, проект был представлен президенту РГО П. П. Семёнову, но встретил противодействие вице-президента графа Литке. Совет РГО, собравшийся 28 октября 1869 года, постановил «принять план г-на Маклая, включающий не только исследования животных, но и антрополого-этнографические наблюдения». Было решено обратиться в Морское министерство, чтобы доставить его в Тихий океан и обратно на военном судне.
После доклада Миклухо-Маклай сразу уехал в Йену готовить монографию об эволюции мозга у рыб. В городе он поселился у профессора Гильдебранда, дочь которого Аурелия питала к русскому учёному романтические чувства. Параллельно с подготовкой монографии «Материалы по сравнительной неврологии позвоночных» он штудировал литературу об Австралии и Океании. Наибольший интерес вызвала статья А. Петерманна «Новая Гвинея. Немецкие призывы от антиподов», вышедшая в ноябре 1869 года. В феврале 1870 года Миклухо-Маклай писал Остен-Сакену, что намерен остаться на островах южной части Тихого океана по крайней мере на 3—4 года. Несмотря на опасения РГО, Совет Общества 11 мая 1870 года планы Миклухо-Маклая одобрил и назначил ему пособие в размере 1200 руб. 21 мая морской министр адмирал Краббе сообщил, что получено Высочайшее разрешение принять Миклухо-Маклая на корвет «Витязь», но «без производства довольствия от морского ведомства». Отправление экспедиции назначалось на сентябрь.
Из Йены Миклухо-Маклай совершил поездку в Готу, где общался с Петерманном, не раскрывая, однако, своих планов. 11 марта состоялась встреча, прямо не связанная с делами: Николай узнал, что в Веймаре находятся И. С. Тургенев и Полина Виардо. Сестре Ольге он писал: «Мы довольно скоро и хорошо сошлись. Жаль, что я по уши сижу за работой, чаще бы ездил в Веймар». Контакты — очные и заочные — Миклухо-Маклая с писателем продолжались до самой смерти Тургенева в 1883 году.
В материальном отношении Миклухо-Маклай по-прежнему полностью зависел от матери, с которой предпочитал в тот период общаться через сестру Ольгу. Сдав в набор книгу, в апреле 1870 года учёный решил поехать в Лондон для консультаций со специалистами и закупки научного оборудования. Наделав в Йене долгов, на последние деньги Николай выехал в Лейден, где получил чек от матери с письмом, в котором заявлялось, что до возвращения в Петербург он больше не может ни на что рассчитывать. В Лондоне он провёл не более недели, но успел сделать многое — в первую очередь лично познакомился с Томасом Гексли. Гексли заочно знал Миклухо-Маклая по письмам Геккеля и Дорна и встретил русского учёного с радушием. Гексли поделился воспоминаниями о своём путешествии в Австралию и Новую Гвинею в 1846—1850 годах, а также дал рекомендацию для приёма в Адмиралтействе. Миклухо-Маклай был представлен президенту Королевского географического общества — сэру Мэрчисону, который пообещал выправить ему рекомендательное письмо ко всем английским консулам на островах Тихого океана, но это оказалось невозможным. Не удалось закупить никакого оборудования в связи с британской дороговизной. 30 апреля Николай срочно покинул Лондон из-за обострения малярии и вернулся в Йену через Брюссель. Он не мог выехать в Россию из-за безденежья, и только 24 мая Екатерина Семёновна Миклуха в очередной раз прислала ему перевод. Познакомившись в Берлине с Рудольфом Вирховым и оставив в Лейпциге вторую часть монографии для опубликования, Миклухо-Маклай 17 июля 1870 года отплыл из Штеттина в Петербург.

### Перед отплытием
Главной проблемой для Миклухо-Маклая перед отправлением в Южные моря стало то, что Морское ведомство не собиралось ради него менять маршрут «Витязя», следовательно, ему предстояло добираться в Новую Гвинею самостоятельно из Батавии. Субсидии РГО в 1200 руб. было заведомо недостаточно: сам учёный оценивал бюджет своей экспедиции минимум в 5000 руб. В этой ситуации он вновь обратился к матери с просьбой продать полагающуюся ему в счёт наследства долю акций компании «Самолёт». Е. С. Миклуха мягко отказала, поскольку по совету брата — отставного артиллериста С. С. Беккера — изыскивала средства для покупки имения; С. Беккер к тому времени несколько лет подыскивал подходящее хозяйство, которое можно было бы купить в рассрочку. Учёный пытался одалживать деньги у знакомых, наконец передал в Зоологический музей свои коллекции губок, но с условием компенсации расходов на «собирание, хранение и провоз этих коллекций», которые оценил в 300 руб. Некоторые члены РГО снабдили его безвозмездно оборудованием: М. А. Рыкачёв выдал ему новейший анероид, вице-адмирал С. Зеленой — термометр для глубоководных измерений, но всего это было также недостаточно. Академик Семёнов сумел заинтересовать предприятием Миклухо-Маклая известную меценатку — великую княгиню Елену Павловну. Миклухо-Маклай получил приглашение в Ораниенбаум, разместившись там с большим комфортом, и сумел завязать полезные знакомства. В результате удалось добиться изменения маршрута «Витязя», о чём Миклухо-Маклай сообщал письмом от 6 октября 1870 года.
19 октября 1870 года Миклухо-Маклай выступил на общем собрании РГО, сообщив, что планирует экспедицию продолжительностью в 7 или 8 лет, но программа была довольно неопределённой, хотя и очень амбициозной. У части присутствующих вообще возникло недоумение, поскольку исследования тропических островов казались ненужными для России. Однако по уставу РГО одобрения планов общим собранием не требовалось. Вскоре учёный получил открытое рекомендательное письмо для всех русских консулов в портах и на островах Тихого океана, а Министерство внутренних дел Российской империи прислало РГО заграничный паспорт на имя «дворянина Миклухо-Маклая, командированного с учёной целью». Так была легализована двойная фамилия исследователя.
29 октября «Витязь» навестил великий князь Константин Николаевич, который долго беседовал с Миклухо-Маклаем. Было решено, что через год после высадки русское военное судно посетит Новую Гвинею; в случае, если исследователя не будет в живых, оно должно было забрать рукописи, упакованные в герметические цилиндры. В день отплытия — 8 ноября 1870 года — 24-летний Миклухо-Маклай отправил письма князю Мещерскому и матери. Последнее гласило: 

До свидания или прощайте. Держите обещания ваши, как я свои

### Плавание до Новой Гвинеи

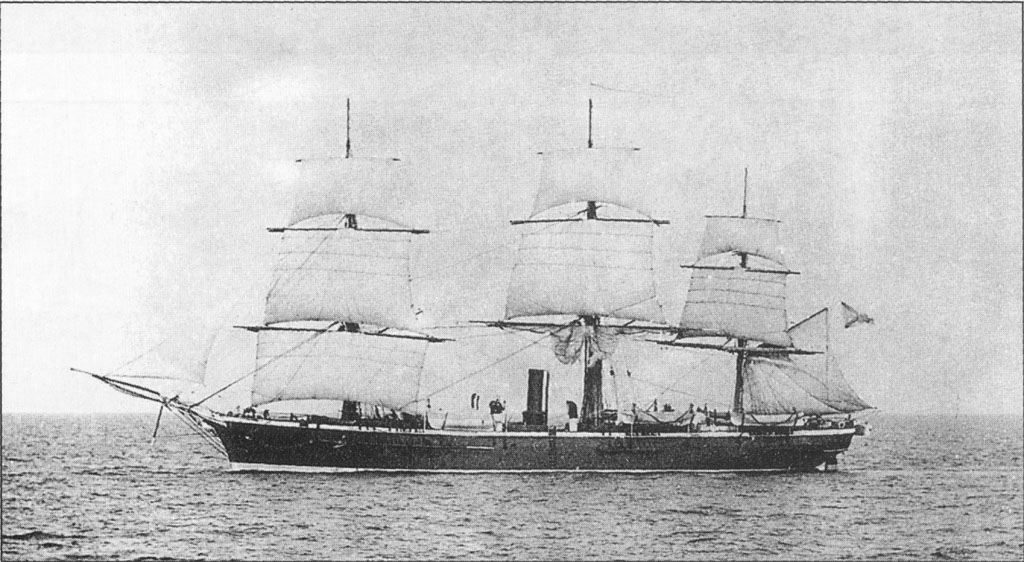
Корвет «Витязь» под парусами

После отплытия из Кронштадта «Витязь» 14 ноября пришёл в Копенгаген. По согласованию с командиром корвета П. Назимовым Миклухо-Маклай сошёл на берег, с 17 ноября по 4 декабря совершив европейскую поездку через Гамбург, Берлин, Йену, Готу, Гаагу до Остенде, а оттуда паромом добрался до Плимута, где базировался «Витязь». В поездке он закупал необходимое ему оборудование (счета посылались князю Мещерскому), установил связи в нидерландском министерстве колоний. Во время краткого пребывания в Лондоне Миклухо-Маклай познакомился с Альфредом Уоллесом — учёным, параллельно с Дарвином предложившим теорию естественного отбора. Именно в разговоре с ним Миклухо-Маклай заявил, что он сможет что-либо узнать о туземцах только тогда, когда поселится среди них и станет одним из них.
Покинув Англию, в штормовую ночь 29 декабря 1870 года «Витязь» протаранил и потопил немецкий барк, захваченный французами, который шёл без бортовых огней. Пришлось идти в Фуншал для ремонта и эвакуации спасённых. Корвет зашёл туда 31 декабря и двинулся к островам Зелёного мыса, где простоял три недели. Миклухо-Маклай изучал на берегу губок и немедленно простудился.
В начале февраля корвет попал в экваториальную штилевую зону (командир берёг уголь и шёл под парусами). 3 февраля Миклухо-Маклай провёл эксперимент с измерениями температуры океанской воды на большой глубине. Эксперимент продолжался три часа, за это время было достигнуто дно на глубине 1829 м (1000 морских саженей) и измерена температура воды +3,5 °С, в то время как на поверхности она составляла +27,56 °С. Уже в 1871 году учёный написал по этому поводу статью, опубликованную в «Известиях РГО». 7 февраля корвет пересёк экватор (в тот день Миклухо-Маклай препарировал мозг пойманной матросами голубой акулы), а утром 20 февраля прибыл в Рио-де-Жанейро. В Бразилии Миклухо-Маклай сразу же устроился в городскую больницу, где имел возможность осмотреть несколько сот представителей чёрной расы обоего пола. Наиболее интересные с его точки зрения «образчики» он водил к фотографу, где запечатлевал без одежды «с трёх сторон и в пяти положениях». Судьба этого антропологического фотоархива неизвестна.
9 марта 1871 года плавание продолжилось, 1 апреля «Витязь» вошёл в Магелланов пролив. Через три дня они пришли в Пунта-Аренас. Хотя резкий переход от тропиков Бразилии к холодам Патагонии привёл к болезни Миклухо-Маклая, он усердно изучал и зарисовывал патагонцев. 11 апреля «Витязь» продолжил путь и 16 апреля вышел в Тихий океан и направился на север вдоль побережья Чили. В начале мая команда добралась в Вальпараисо, где Назимов простоял месяц, ожидая инструкций из Петербурга. Часть из них касалась Миклухо-Маклая, который просил, чтобы до высадки в Новой Гвинее корвет зашёл в Австралию. Для изучения индейцев учёный поехал в Талькауано, где приобрёл у начальника местной тюрьмы более 200 карточек арестантов с фотографиями и описанием преступлений: он считал, что сможет установить связь между характером и формой черепа. Эти материалы также до сих пор не обнаружены.
В конце мая из Петербурга подтвердили заход на Новую Гвинею, но запретили посещение Австралии. Это ставило Миклухо-Маклая в крайне неудобное положение: деньги, полученные от РГО, он перевёл в банки Сиднея и Мельбурна, а кроме того, рассчитывал приобрести товары для мены с папуасами и нанять двух слуг. Теперь оставалось сделать это на пути к Новой Гвинее. 2 июня 1871 года «Витязь» вышел в море.
Курс к Новой Гвинее был проложен по кратчайшей дистанции. 24 июня «Витязь» подошёл к острову Пасхи и лёг в дрейф у западного побережья. Корвет посетил Жан Дютру-Борнье, арендовавший остров у правительства Чили, чтобы разводить там овец. Убедившись в масштабе катастрофы, постигшей остров с 1862 года, Назимов отказался от высадки и через два дня пошёл на остров Питкэрн, куда Миклухо-Маклай не высаживался, будучи больным. 8 июля корвет прибыл на Мангареву, больной Миклухо-Маклай на четыре дня отправился на берег. Здесь он общался с туземцами, в том числе с эмигрировавшими рапануйцами, приобрёл каменный топор, барабан и подставку для жертвоприношений.

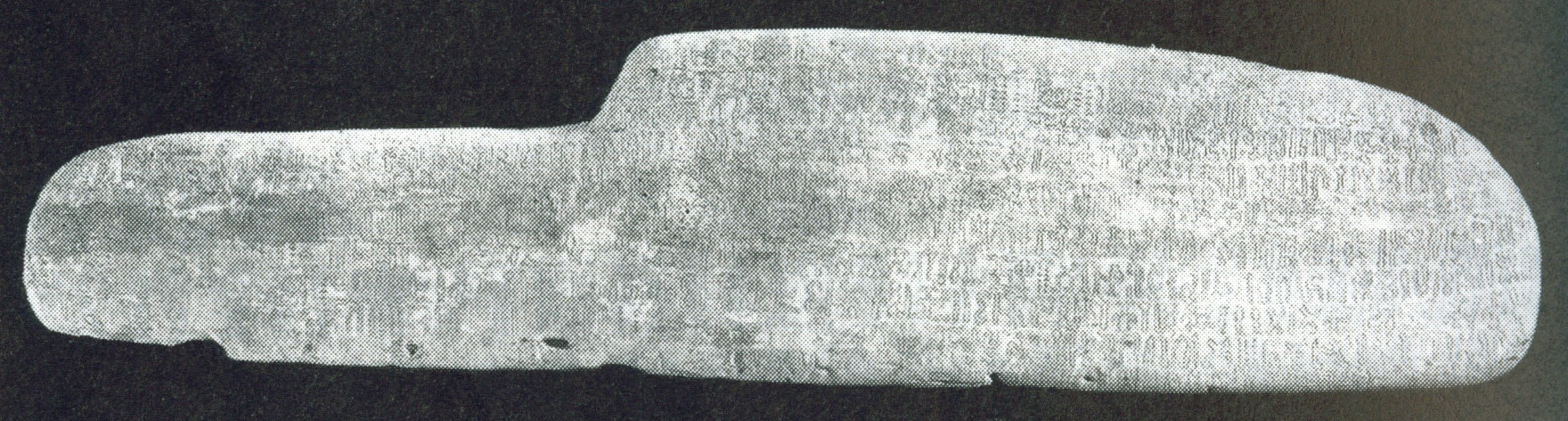
Большая табличка ронго-ронго, доставленная Миклухо-Маклаем. Санкт-Петербург, МАЭ

21 июля команда прибыла на Таити. Учёный под предлогом нездоровья снял домик в Папеэте, но вёл активный образ жизни. Судя по записной книжке, Миклухо-Маклай посетил католического епископа Жоссана и королеву Помаре IV, ознакомился с жизнью на плантациях и был на приёме в честь иностранных моряков. Одна из плантаций принадлежала шотландцу Уильяму Стюарту, здесь учёный не только исследовал рабочих, привезённых со всевозможных островов, но и подружился с хозяином. Стюарт сбывал свою продукцию в Австралию и потому мог поставить необходимые продукты и товары по сиднейскому кредитиву. Здесь Миклухо-Маклай приобрёл дешёвый красный коленкор, ножи, иголки, мыло и т. п. на сумму около 300 долларов. Краткие заметки этнографа, по сути, составили костяк очерка или статьи, так и не написанной. Особенное впечатление на Миклухо-Маклая произвели эротические танцы. Одновременно он получил в подарок от епископа Жоссана табличку кохау ронго-ронго и ещё одну, вероятно, купил у рапануйца, переселившегося на Таити или на Мангареву. Таблички ныне хранятся в МАЭ.
11 августа «Витязь» прибыл в Апиа, это был последний пункт, где Миклухо-Маклай мог снабдиться припасами и нанять слуг. Учёный встретился с предпринимателем Теодором Вебером, который заодно был германским консулом на Самоа. Открытое письмо немецкого правительства, предписывающее оказывать Николаю Николаевичу безвозмездные услуги, произвело впечатление. Вебер подыскал двух слуг: шведского матроса Ольсена (Миклухо-Маклай называл его «Ульсон») и юношу с острова Ниуэ по кличке Бой (англ. Boy). Не оставлял учёный и научных исследований, на Самоа особенно заинтересовавшись сексуальными обычаями местного населения. Сделав по пути остановки на Ротуме и Новой Ирландии, 19 сентября 1871 года корабль достиг северо-восточного побережья Новой Гвинеи, войдя в Залив Астролябия (англ. Astrolabe Bay).

### Первое пребывание на берегу Маклая

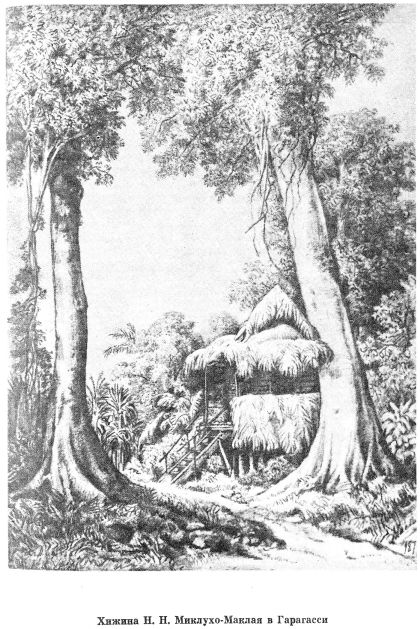
Хижина в Гарагаси. Гравюра по рисунку Миклухо-Маклая

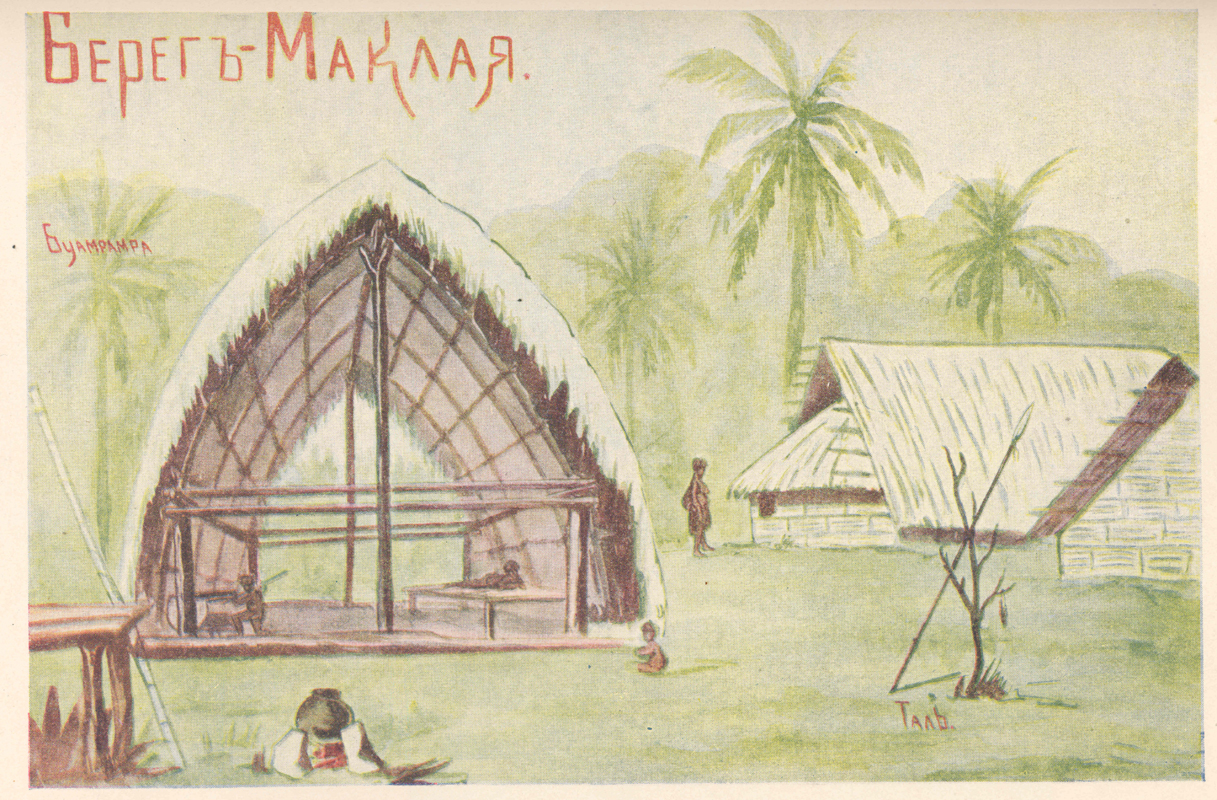
Мужской дом (буамбрамра) и жилая хижина (таль). Рисунок Миклухо-Маклая, 1871 или 1872 год

20 сентября 1871 года «Витязь» встал на якорную стоянку примерно в 140 м от берега. Вскоре появились папуасы; их допустили на борт корвета, но после мирной встречи командир распорядился дать артиллерийский салют: перепуганные папуасы бросили подарки и поспешно ретировались. Миклухо-Маклай, отказавшись от охраны, с Ульсоном и Боем высадился на берегу и посетил деревню, всё население которой сбежало в джунгли. Самым смелым оказался папуас по имени Туй (в произношении, зафиксированном Д. Д. Тумаркиным в 1977 году, — Тойя). Именно Туй стал в дальнейшем главным посредником Миклухо-Маклая при общении с обитателями прибрежных деревень.
Назимов предупредил, что сможет простоять не более недели, поэтому Миклухо-Маклай при помощи Туя выбрал для стационарной базы небольшой мыс Гарагаси, где была сооружена хижина для учёного (размером 7 × 14 футов), а в шалаше, принадлежащем Тую, устроили кухню. По настоянию командира «Витязя» площадка 70 × 70 м была заминирована, но сведения, применялись ли Миклухо-Маклаем мины, противоречат друг другу и непроверяемы. Из продуктов у Николая Николаевича было два пуда риса, чилийские бобы, сушёное мясо и банка пищевого жира. Назимов заставил Миклухо-Маклая взять дневное довольствие команды — то есть дневной запас провианта на 300 человек, но Николай Николаевич отказался брать запас безвозмездно. 27 сентября «Витязь» покинул залив.
Первый месяц на Новой Гвинее прошёл довольно напряжённо. Миклухо-Маклай пришёл к выводу, что его визиты чрезмерно беспокоят островитян и ограничился только контактами с туземцами, навещавшими его на мысе Гарагаси. Поскольку он плохо знал язык и обычаи, то первое время ограничивался метеорологическими и зооботаническими исследованиями. Уже 11 октября его свалил первый «пароксизм» лихорадки, повторные приступы продолжались во всё время пребывания учёного в Заливе Астролябии. Постоянно болели слуги, особенно плохо было Бою, у которого Миклухо-Маклай диагностировал «опухоль лимфатических желёз в паху». Проведённая операция не помогла, 13 декабря мальчик умер. Миклухо-Маклай при этом вспомнил данное профессору Гегенбауэру обещание добыть препарат гортани чернокожего человека с языком и всей мускулатурой, который он и приготовил, несмотря на опасность положения. Тело Боя было захоронено в море, а папуасам исследователь внушил, что юноша «улетел в Россию».
К новому, 1872 году авторитет Миклухо-Маклая среди местного населения вырос, и 11 января он впервые получил приглашение в деревню Бонгу. Произошёл обмен подарками, но жён и детей новогвинейцы от учёного по-прежнему прятали. В феврале 1872 года Николаю Николаевичу удалось излечить Туя от тяжёлого ранения (на него упало дерево, рана на голове загноилась), после чего учёный был принят в деревне, Туй представил ему жену и детей; мнение о европейце как о злом духе было значительно поколеблено. Символическое включение этнографа в местный социум состоялось 2 марта на ночной церемонии, в которой участвовали мужчины трёх родственных деревень — Гумбу, Горенду и Бонгу. Художественное описание церемонии оставил сам Миклухо-Маклай в дневнике. После этого учёный мог спокойно совершать дальние экскурсии по побережью и даже в горы. Наибольшую трудность создавал языковой барьер: к концу своего первого пребывания на Новой Гвинее учёный владел примерно 350 словами местного языка бонгу, а в окрестностях бытовали не менее 15 языков. Зачастую для того, чтобы выяснить значения самых обиходных слов, у Миклухо-Маклая уходили месяцы.

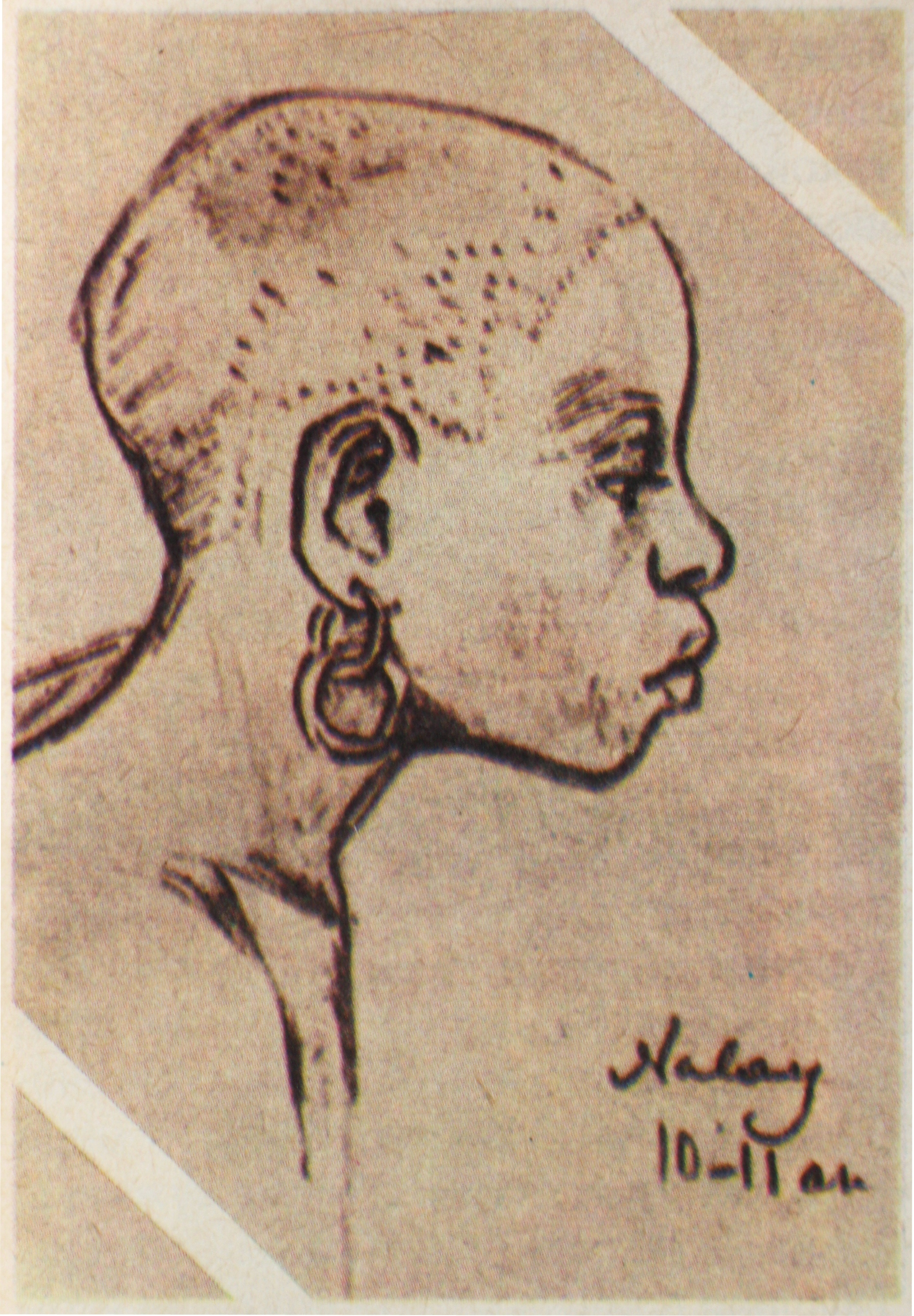
Мальчик Налай 10—11 лет. Рисунок Миклухо-Маклая, июль 1872 года

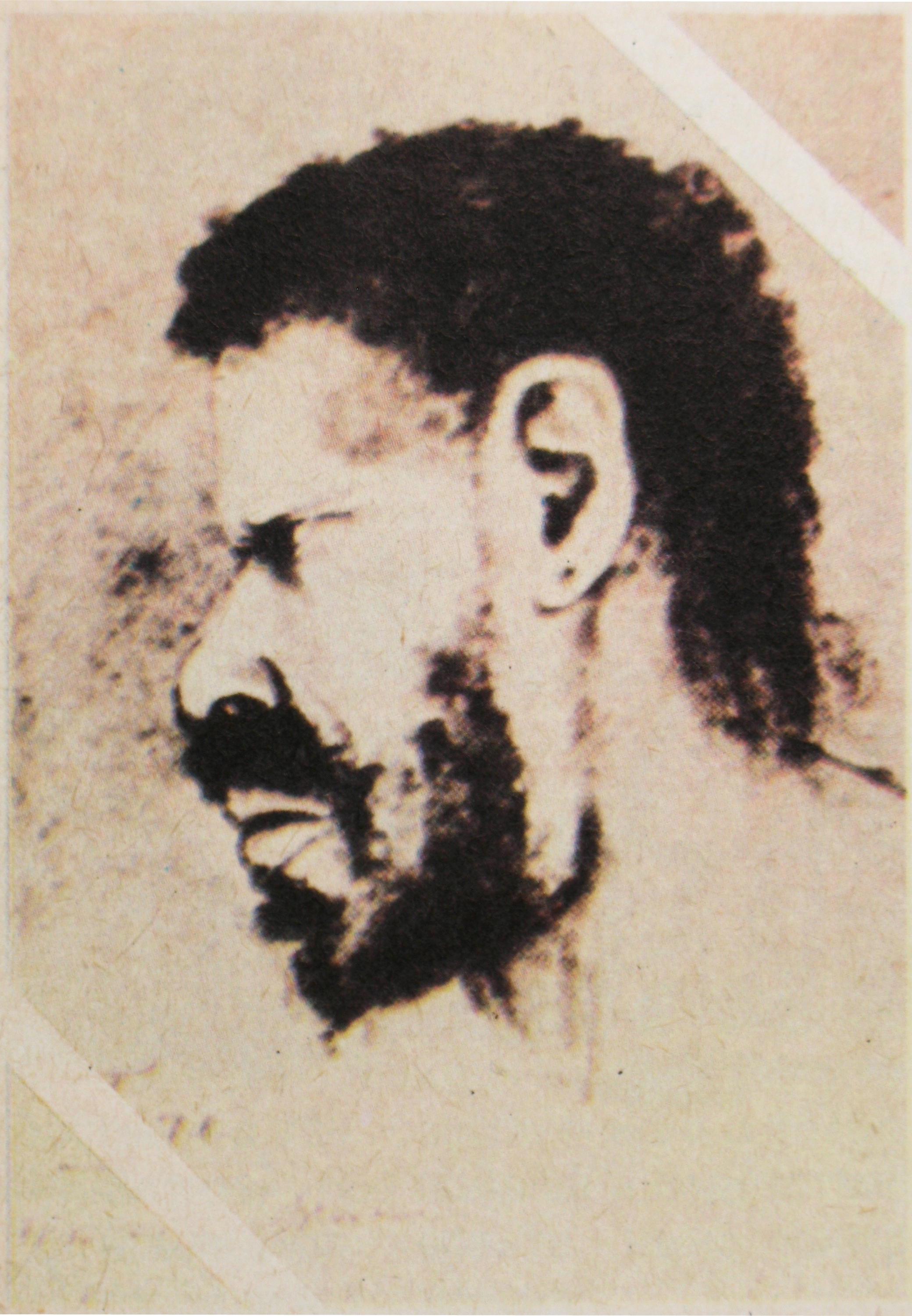
Боге — папуас из горной деревни Энглам-Мана. Рисунок Миклухо-Маклая, май-июнь 1872 года

Исследованные территории, берега залива Астролябия и часть побережья к востоку от него до мыса Хуон, Миклухо-Маклай назвал своим именем — «Берег Миклухо-Маклая», определив его географические границы следующим образом: от мыса Кроазиль на западе до мыса Короля Вильяма на востоке, от берега моря на северо-востоке до горного хребта Мана Боро-Боро на юго-западе.

Я таким образом называю берег Новой Гвинеи вокруг Астролаб-Бай и бухты с архипелагом Довольных Людей по праву первого европейца, поселившегося там, исследовавшего этот берег и добившегося научных результатов.
19 декабря 1872 года в Залив Астролябии вошёл паровой клипер «Изумруд». К тому времени Миклухо-Маклая считали погибшим, о чём даже была напечатана заметка в газете «Санкт-Петербургские ведомости» от 6 (18) июля. Состояние здоровья и невозможность нормально обработать научные материалы побудили Миклухо-Маклая покинуть (хотя бы временно) Новую Гвинею. После двухдневных проводов в прибрежных деревнях Николай Николаевич погрузился на борт «Изумруда», который 24 декабря на рассвете поднял якорь и направился к Молуккским островам. После пяти дней пребывания в бухте Константина более половины команды заболели малярией.

#### «Человек с Луны»
Не вполне ясно, как мог возникнуть у новогвинейцев миф о том, будто Н. Н. Миклухо-Маклай прибыл к ним с Луны. Его так и называли — «каарам тамо», что означает «лунный человек» («каарам» — луна, «тамо» — человек). По мнению Н. А. Бутинова, учёный, плохо зная язык бонгу, допустил ошибку, когда перевёл папуасское прозвище как «человек с Луны». В действительности оно означает «человек с цветом кожи, похожим на свет луны», то есть отличный от папуасов с их тёмным цветом кожи. В языке бонгу при определении местожительства или происхождения человека на первое место всегда ставится слово «тамо», а после него (а не перед ним) название местности, например, «тамо Бонгу» — человек из деревни Бонгу, «тамо Русс» — человек из России, как часто называли самого Миклухо-Маклая. Правильное произношение понятия «человек с Луны» не «каарам тамо», а «тамо каарам». Кроме того, по поверьям папуасов, Луна — нечто очень маленькое, по размерам сопоставимое с кухонным горшком и явно непригодное для обитания каких-либо существ. Возможность совместить представление о Маклае как о добром духе — культурном герое и «белом папуасе» существовала в идее реинкарнации, свойственной папуасской религии. Таким образом, Маклай рассматривался как один из первопредков, например, Ротей, дух которого перенёсся в Россию.

## Индонезия, Филиппины, Малакка. Второе путешествие на Новую Гвинею

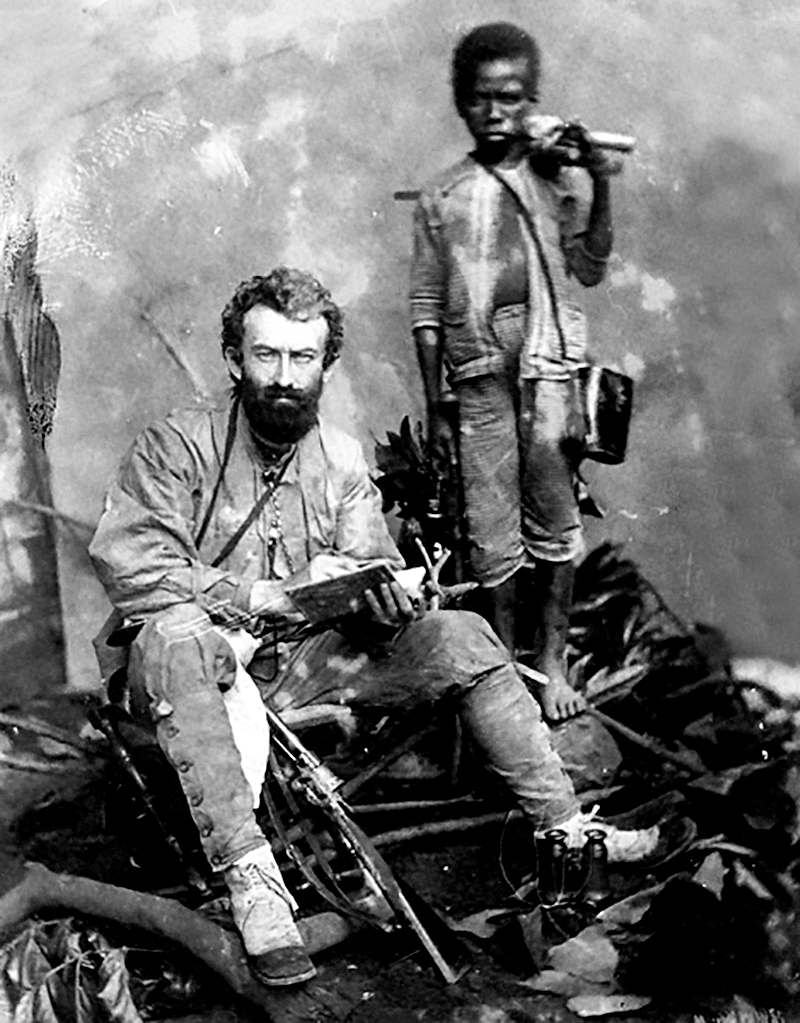
Миклухо-Маклай с папуасом Ахматом. Малакка, 1874 или 1875 год

### Плавание на «Изумруде». Гонконг. Батавия
В январе 1873 года «Изумруд» прибыл на Тернате, где простоял 6 недель — до полного выздоровления экипажа. Судовой врач залечил Миклухо-Маклаю нарывы на ногах, и, хотя приступы малярии не оставляли его, он был весьма бодр. За время стоянки он совершил поездки на Тидоре и северную часть Сулавеси — полуостров Минахаса. Дневниковых записей он не вёл, но сохранились около 30 рисунков, сделанных им на Тернате, Тидоре и Минахасе. На одном из них изображён воин в полном боевом снаряжении, которое учёный приобрёл (хранится в МАЭ). На Тернате Миклухо-Маклай окончил предварительный отчёт о Новой Гвинее для РГО. Телеграмма о его благополучном возвращении была отправлена только 11 (23) февраля 1873 года из Сурабаи. 21 марта «Изумруд» прибыл в Манилу, где простоял 6 дней. В это время Миклухо-Маклай вспомнил об обещании, данном академику Бэру, — исследовать антропологические особенности негритосов аэта, обитавших близ Манилы в горах. Всё, увиденное в местах обитания аэта, живо напомнило о Новой Гвинее, поэтому исследователь отнёс их к папуасской расе.
В апреле команда отбыла в Гонконг, где Н. Н. Миклухо-Маклай впервые обратил внимание на свою известность, растиражированную английскими газетами. Он совершил поездку в Гуанчжоу, о чём писал матери. В Гонконге антрополог заинтересовался феноменом наркомании и намеревался посетить опиекурильню, чтобы на собственном опыте испытать действие опиума. Врач-англичанин Клоус отговаривал Николая Николаевича от этого шага, но в итоге согласился присутствовать при эксперименте и записывать ощущения, сообщаемые ему Миклухо-Маклаем. Опыт проводился в Китайском клубе, имеющем кабинеты для курения. За три часа исследователь выкурил 27 трубок (суммарно — 7 г опиума), то есть дозу, значительно превышающую обычную для китайских курильщиков. Пройдя все фазы наркотического опьянения, учёный впал в прострацию, а следующие два дня испытывал головокружения и тяжесть в ногах. По результатам опыта Миклухо-Маклай в 1875 году опубликовал в Батавии статью на немецком языке «Опыт курения опиума (физиологическая заметка)».
Из Гонконга Миклухо-Маклай связался с генерал-губернатором Нидерландской Ост-Индии Джеймсом Лаудоном, ходатайствуя об участии в голландской экспедиции на Новую Гвинею. Лаудон тут же сообщил, что учёный будет в экспедиции «самым желанным гостем». Решение было принято: в Батавии Николай Николаевич покинул борт «Изумруда». Лаудон предложил ему поселиться в летней губернаторской резиденции в Бейтензорге, расположенном к югу от Батавии. Судя по эпистолярному наследию, у Миклухо-Маклая завязался роман с женой губернатора Луизой Стюрс-Лаудон. Однако, несмотря на относительно мягкий климат Бейтензорга, малярия приняла для учёного новую, изнуряющую форму.
16 августа 1873 года в Батавии Миклухо-Маклай был избран иностранным членом-корреспондентом Королевского общества естествоиспытателей Нидерландской Ост-Индии. В Бейтензорге встретились Николай Николаевич и английский биолог Джон Гелтон, который под впечатлением личности русского учёного в 1874 году опубликовал в журнале «Nature» статью об исследованиях в Новой Гвинее. Перевод статьи Гелтона был опубликован в России в журнале «Знание» в 1874 году, а в сборнике «Природа» увидели свет «Антропологические заметки» самого Миклухо-Маклая в переводе с немецкого Д. Н. Анучина.
Финансовое положение учёного оставалось тяжёлым: у Лаудона он был вовсе избавлен от расходов, но будущее было неопределённым. Семья перестала с ним общаться после покупки имения в Малине и до самого возвращения в Россию в 1882 году. Однако нашёлся меценат — чиновник Министерства иностранных дел В. Л. Нарышкин, который через РГО перечислил Миклухо-Маклаю 2000 рублей. Это было весьма кстати, поскольку голландская экспедиция на Новую Гвинею сорвалась из-за начавшейся в это время Ачехской войны, вдобавок в ноябре 1873 года Николай Николаевич ощутил первые симптомы лихорадки денге.

### Молуккские острова. Юго-запад Новой Гвинеи. Малакка

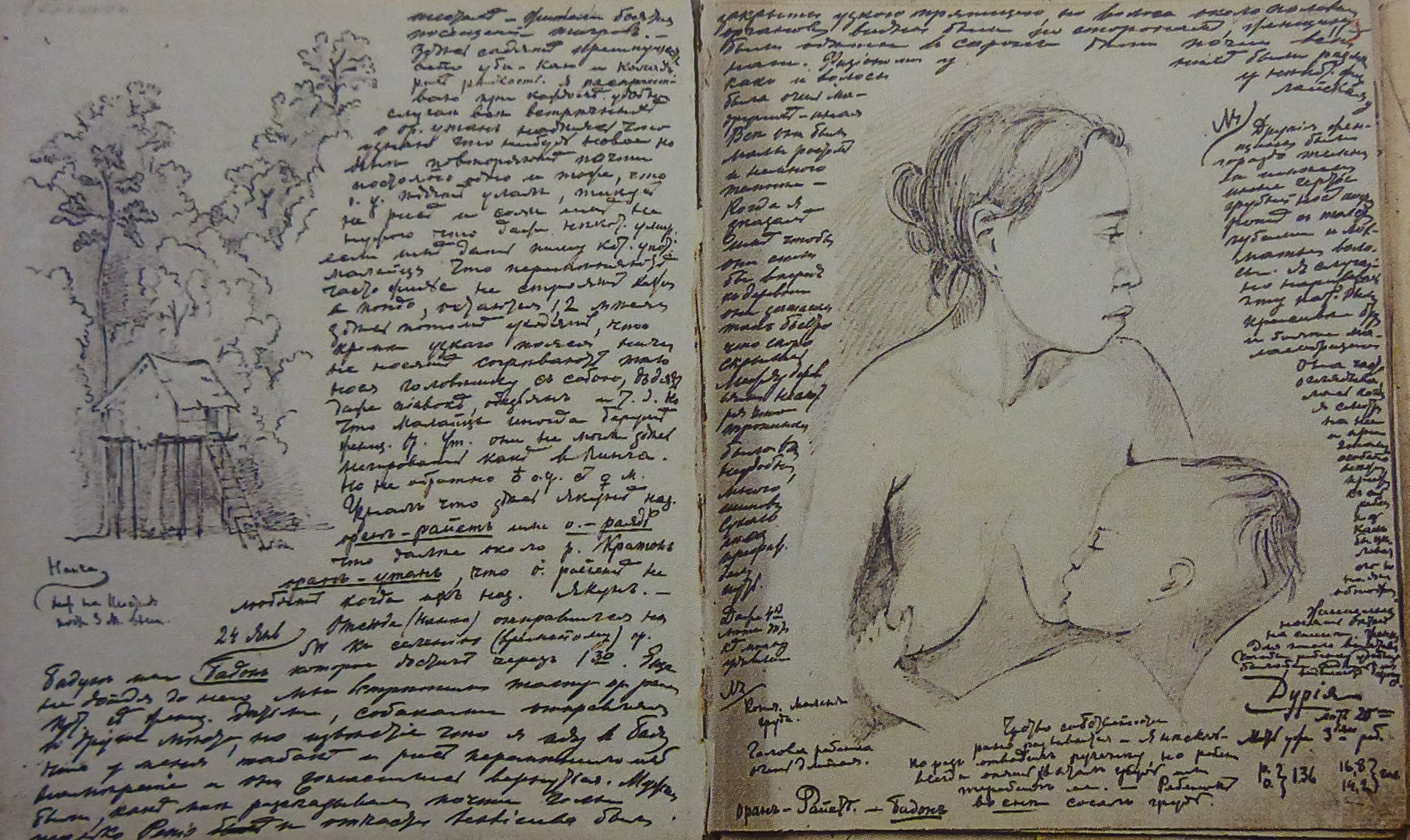
Дневник Миклухо-Маклая

Покинув Бейтензорг, 15 декабря 1873 года Миклухо-Маклай начал дневник, который до конца поездки вёлся сравнительно аккуратно. Генерал-губернатор устроил путешественника на пароход «Король Вильгельм III». Во время плавания к Молуккским островам резко ухудшилось состояние здоровья учёного: участились приступы малярии и вновь проявилась незалеченная лихорадка денге. Учёный, однако, продолжил работу: 22 декабря на Сулавеси, в Макасаре он встретился с итальянским натуралистом Одоардо Беккари (1843—1920). 2 января 1874 года Миклухо-Маклай высадился на Амбоне — конечной цели своего плавания. С Амбона Николай Николаевич написал князю Мещерскому, в письме подтвердив намерение во что бы то ни стало вернуться на Новую Гвинею. Самостоятельная экспедиция требовала существенно бо́льших расходов: найма судна и команды, закупки провианта и проч. Миклухо-Маклай просил похлопотать у РГО о присылке ему 2—3 тыс. рублей.
Наняв в Амбоне местных жителей-христиан, уже бывавших на Новой Гвинее, 23 февраля 1874 года Миклухо-Маклай отправился на остров. Он писал Мещерскому:

Отправляюсь, потому что если теперь не решусь, пожалуй, вторая экспедиция в Новую Гвинею никогда не удастся вследствие здоровья, которое уходит, и средств, которые всё более и более стесняют. Постараюсь вернуться, потому что главные результаты (этнологические) первого путешествия почти не разработаны мною, и никто это за меня сделать не сможет
Главной целью плавания было сопоставление антропологического состава населения юго-западного побережья в сравнении с северо-восточным на Новой Гвинее. С 27 февраля по 23 апреля проходило плавание вдоль берегов, в течение которого Миклухо-Маклай уточнил официальную голландскую карту. В целом путешествие оказалось намного менее результативным, чем первое. Однако именно здесь Миклухо-Маклай впервые столкнулся с работорговлей, и ему удалось лично арестовать и добиться осуждения одного из пиратских командиров. 29 апреля Миклухо-Маклай перебрался на остров Килвару, входящий в островную группу Серам-Лаут, где написал сообщение для РГО. В научном плане наиболее интересным его открытием стали результаты обследования малайско-папуасских метисов. Было установлено, что межрасовые браки дают здоровое потомство, а не приводят к неполноценности. Была у него и любовница — малайско-папуасская метиска по имени Бунгарая (во всех изданиях дневников Миклухо-Маклая фрагменты, посвящённые ей, печатались с купюрами).
В конце мая учёный на пароходе «Бали» вернулся на Амбон и по нездоровью провёл там около месяца, только в конце июля он вновь добрался до Бейтензорга, где опять поселился у Лаудонов. В беседах с генерал-губернатором он дал понять, что считает ответственными за выявленные факты пиратства и работорговли голландские власти и даже представил меморандум о политическом и социальном положении папуасов. Миклухо-Маклай был готов отложить научные исследования и возглавить вооружённый отряд, который бы построил на Новой Гвинее форт, защищавший папуасов от морских набегов. Непременным условием, однако, была абсолютная власть, предоставляемая командиру, вплоть до «права на жизнь и смерть подчинённых и туземцев». Лаудон предложение отклонил, во-первых, из-за того, что оно исходило от иностранца, а во-вторых, заявил, что правительство Нидерландов не собирается расширять свои владения.

Карта-схема путешествий Н. Н. Миклухо-Маклая по Малаккскому полуострову, составленная им самим в 1875 году

С лета 1874 года европейская и русская пресса начала регулярно отслеживать деятельность Миклухо-Маклая: Новая Гвинея входила в моду. Барону Остен-Сакену удалось добиться новой субсидии от РГО в размере 1500 руб, он также обратился в Общество любителей естествознания, антропологии и этнографии за дополнительной финансовой поддержкой путешественнику, но получил отказ. Сам Николай Николаевич обдумывал в тот период экспедицию по Яве, однако, понимая, что это приведёт к конфликтам с колониальными властями, 20 ноября 1874 года отплыл в Сингапур, который решил сделать своей главной базой для исследований на Малаккском полуострове. Прибыв туда 24 ноября, он поселился в «Европейском отеле». Покровительство учёному оказал британский генерал-губернатор Эндрю Кларк, который ввёл Миклухо-Маклая в свой дом, пригласил в губернаторскую ложу в театре и всячески подчёркивал благоволение. Причина этого была в том, что он рассчитывал использовать этнографа как разведчика, поскольку даже в 1874 году во многих районах полуострова не бывал ни один европеец. В период до конца января 1875 года Миклухо-Маклай совершил два путешествия по Малакке; он не успел подготовить свои дневники к публикации, а до наших дней дошёл только дневник первой поездки — в город Джохор-Бару.
Вернувшись в Сингапур, в феврале 1875 года Миклухо-Маклай на яхте губернатора Кларка отправился в Бангкок, где провёл 9 дней. Поездка, хотя и экскурсионная, оказалась очень тяжёлой: раны на ногах, полученные в Малакке, плохо излечивались, а сорокаградусная жара и влажность сильно угнетали. Несмотря на это, он сделал много зарисовок антропологического типа сиамцев.
В июне 1875 года Миклухо-Маклай отправился во вторую экспедицию по Малаккскому полуострову, поднявшись по реке Джохор до реки Эндау. Путешествие продолжалось до октября. Британские власти — в Сингапуре сменился генерал-губернатор — стремились как можно быстрее получить информацию стратегического характера, в результате Николай Николаевич скорейшим образом покинул город и вернулся в Батавию.

#### Вопрос об аннексии Новой Гвинеи
Ещё в мае 1875 года, вернувшись из поездки по Малакке, Миклухо-Маклай был встревожен газетными сообщениями о готовящейся аннексии восточной части Новой Гвинеи, в частности Берега Маклая. 24 мая он написал письмо П. П. Семёнову, который тогда фактически руководил РГО. Само письмо не сохранилось, но по косвенным данным, он сообщал, что намерен «сплотить в одно целое» аборигенов Берега Маклая, и просил выяснить, поддержит ли правительство России его начинание. Не получив ответа, 28 октября он отправил второе письмо, содержащее в том числе и такие строки:

Вследствие настойчивой просьбы людей этого Берега я обещал им вернуться, когда они будут в беде; теперь, зная, что это время наступило и им угрожает большая опасность (так как я убеждён, что колонизация Англии кончится истреблением папуасов), я хочу и должен сдержать слово<…> Не как русский, а как Тамо-боро-боро (наивысший начальник) папуасов Берега Маклая я хочу обратиться к Его Императорскому Величеству с просьбой о покровительстве моей страны и моих людей и поддержать мой протест против Англии… 
Примечательно, что Миклухо-Маклай заявлял, что не желает русской колонизации Новой Гвинеи, а намеревается установить над ней протекторат, который понимал как особое отношение между сильной и слабой стороной с сохранением суверенитета последней. Он заявил, что жители Новой Гвинеи «… через моё посредство подчинятся некоторым международным обязательствам и… в случае насилий со стороны белых, имели бы законного могущественного покровителя».
Письмо от 28 октября П. П. Семёнов переслал в Министерство иностранных дел, департамент внутренних сношений которого только что возглавил Ф. Р. Остен-Сакен. Остен-Сакен немедленно подготовил записку «О русском путешественнике Миклухо-Маклае» для доклада императору; в её редактировании принимал участие канцлер А. М. Горчаков. Примечательно, что он рекомендовал просьбу о протекторате отклонить, что Александр II и сделал. Решение правительства было изложено в письме, которое было отправлено Миклухо-Маклаю в феврале 1876 года и достигло адресата два года спустя. П. П. Семёнов, помимо изложения позиции высшей инстанции, мягко попенял путешественнику, что он «с почвы научной переходит на почву чисто практическую».
Не получив своевременного ответа, Николай Николаевич стал готовить самостоятельную экспедицию. Голландский предприниматель из Сингапура К. Шомбургк согласился отправить Миклухо-Маклая на коммерческой шхуне «Си Бёрд», отплывавшей из порта Чиребон на Яве в феврале 1876 года. У исследователя были три месяца для поправки здоровья и приведения в порядок научных трудов. Он завершил свой крупный труд по этнографии «Этнологические заметки о папуасах Новой Гвинеи» и отправил в Парижское антропологическое общество статью о начатках искусства у папуасов Берега Маклая. Кроме того, он отправил Рудольфу Вирхову две заметки о сексуальных обычаях даяков на Калимантане. 18 февраля 1876 года Миклухо-Маклай отправился в плавание.

### Второе пребывание на Берегу Маклая

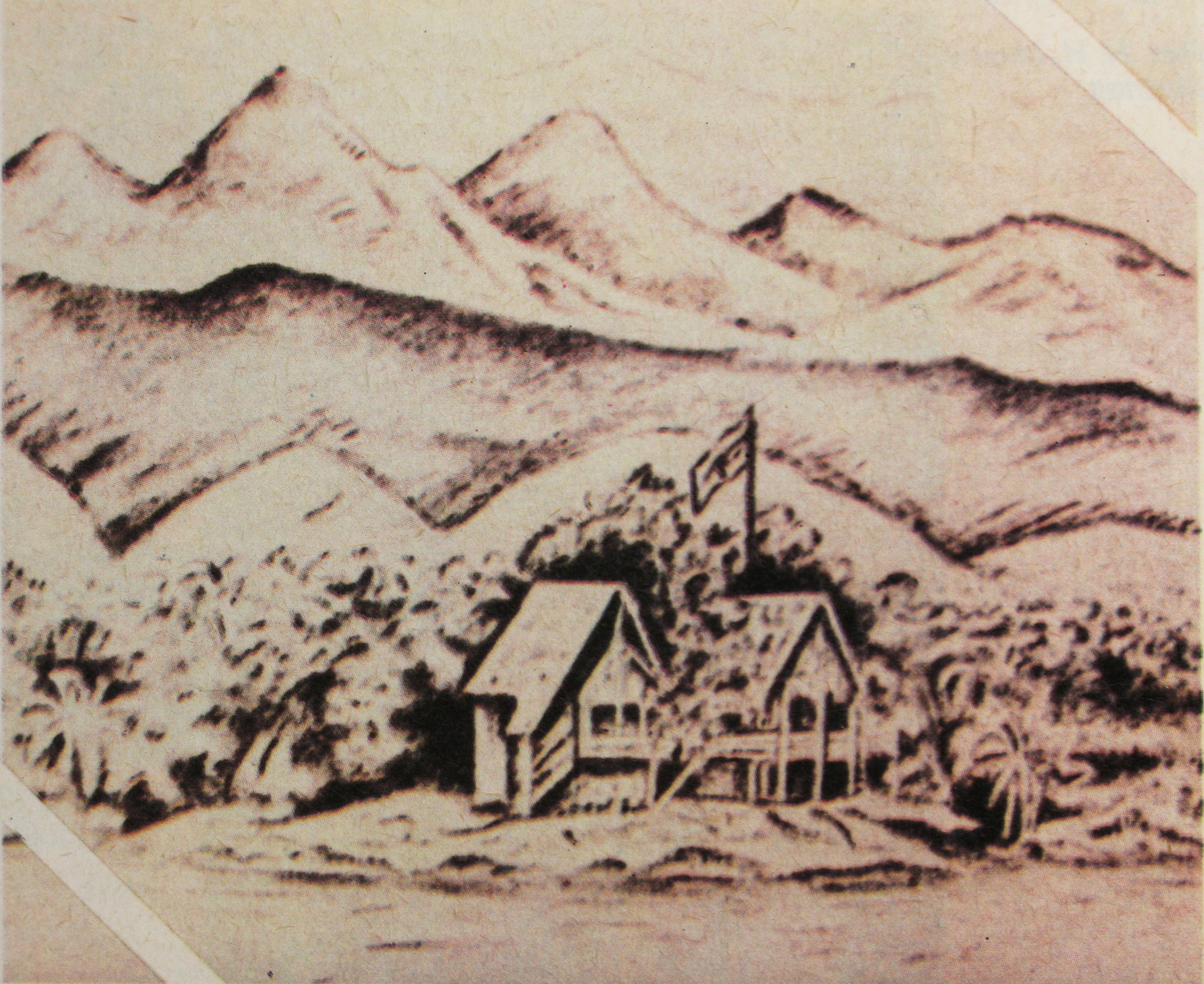
Двойной домик на мысе Бугарлом близ деревни Бонгу. Над крышей русский флаг. Рисунок Миклухо-Маклая

На борту шхуны «Си Бёрд» Миклухо-Маклай написал открытое письмо для отправки Остен-Сакену, которое пришло в Петербург летом 1876 года. Главным в этом письме было заявление, что он один, не рассчитывая на чью-либо помощь, попытается отстоять независимость папуасов. По получении письма было решено его не печатать, а взамен дать в официозной прессе статью о деятельности учёного. Такая статья — «Значение деятельности Миклухо-Маклая» — от имени редакции увидела в свет в газете «Голос» 2 (14) ноября 1876 года. Судя по финальной части статьи, русское правительство всё-таки решило осторожно поддержать инициативу Миклухо-Маклая, не давая ему, впрочем, никаких гарантий. Это позволяло в будущем использовать его деятельность в российских интересах, в качестве «разменной карты» в дипломатической игре.
До Берега Маклая пришлось добираться кружным путём через Западную Микронезию и Северо-Западную Меланезию. Вирхову учёный писал о сильнейшем нездоровье — непрекращающейся лихорадке, поражении печени и невралгии. По пути, несмотря на болезни, Миклухо-Маклай продолжал этнографические исследования, наиболее подробные наблюдения он сделал на Палау и Япе, где остановился на две недели. Не владея местными языками, он использовал в качестве переводчиков европейских торговцев и островитян, которые освоили английский язык. На острове Бабелтуап он нанял двух слуг и взял себе временную жену, о которой писал Мещерскому и сестре Ольге, причём даже отправил ей портрет этой жены. 27 июня 1876 года исследователь высадился в Заливе Астролябия.
Хотя второе пребывание на Новой Гвинее оказалось самым длительным в экспедиционном опыте Миклухо-Маклая — 17 месяцев, его описания не столь подробны, как дневники 1871—1872 годов, более того, оригиналы полевых дневников утрачены.
На сей раз Миклухо-Маклай разместил свою резиденцию на мысе Бугарлом близ деревни Бонгу (от старого дома на мысе Гарагаси остались только сваи, изъеденные термитами). Его слуги и плотник со шхуны за шесть дней соорудили двойной домик на сваях длиной 10 и шириной 5 м. Людей и кухню разместили отдельно, а учёный имел в своём распоряжении кроме спальни и веранды ещё и анатомичку, кабинет для антропологических измерений и склад, которые располагались под свайным навесом двухметровой высоты. Близ дома был разбит огород, на котором выращивались кукуруза, тыквы, арбузы и огурцы, уже через несколько месяцев и местные жители стали заимствовать эти культуры.
Папуасы тепло приняли исследователя, а усовершенствовав знание языка, он получил возможность расширить круг наблюдений: получил приглашение на свадьбу и даже смог наблюдать обряд умыкания невесты, присутствовал на похоронах и собрал интересные материалы о погребальных обычаях. Однако ему так и не удалось зафиксировать обряд инициации (включающий обрезание), поскольку он проводился один раз в 6 или 7 лет.
Исследователь использовал те же методы, что и в 1871—1872 годах, и заявлял, что опросы не помогают в его условиях. В отчёте РГО он писал: 

Единственный путь — видеть всё собственными глазами, а затем, отдавая себе отчёт (при записывании) виденного, надо быть настороже, чтобы не воображение, а действительное наблюдение дало бы полную картину обычая или церемонии
При таком подходе, как и во время первого пребывания на Берегу Маклая, почти не поддавались интерпретации формы социальной организации, а также религиозные верования, фольклор и вообще проявления духовной культуры. Например, Миклухо-Маклай заметил, что деревни папуасов обычно делятся на кварталы, имеющие особые названия, но так и не смог установить, что такой квартал населяет родственная группа — клан.
Объясняя причины переориентации с зоологических на антропологические исследования, Миклухо-Маклай писал: 

В будущем те же райские птицы и бабочки будут восхищать зоолога, те же насекомые насчитываться тысячами в его коллекциях, между тем как почти наверное при повторённых сношениях с белыми не только нравы и обычаи теперешних папуасов исказятся, изменятся и забудутся, но может случиться, что будущему антропологу придётся разыскивать чистокровного папуаса в его примитивном состоянии в горах Новой Гвинеи, как я искал сакай и семанг в лесах Малайского полуострова.
Особенность второй экспедиции на Берег Маклая — многочисленные экскурсии, совершённые учёным; всего он посетил более 20 деревень. Вероятно, они преследовали и цели создания Папуасского Союза, о существовании которого он публично объявил. Собственно научная деятельность не прекращалась: он составил 14 кратких словников языков, на которых говорили обитатели 27 деревень.
Из записей и статей учёного следует, что папуасы считали его не просто «очень большим человеком» (тамо боро-боро), но и сверхъестественным существом. Одновременно начинали складываться его культ и мифология, причём в папуасских мифах о Маклае на первый план стали выходить черты, присущие культурному герою.
За 17 месяцев второго пребывания на Берегу Маклая так и не появилось ни одного европейского судна. Тем не менее учёного не покидали опасения о нашествии авантюристов и работорговцев, не случайно, что именно в Бугарломе он написал статью об известных ему случаях похищения людей капитанами торговых судов. На Новой Гвинее он пришёл к следующей идее:

…Части света с их различными условиями жизни не могут быть заселены одною разновидностью Species Homo <…>, поэтому существование многих рас совершенно согласно с законами природы… придётся признать за представителями этих рас права людей, согласиться, что истребление тёмных рас не что иное, как применение грубой силы, и что каждый честный человек должен осудить или, если может, восстать против злоупотреблений ею.
По договору с Шомбургком он должен был прислать за Миклухо-Маклаем судно через 6 месяцев, но договора не выполнил. Это вновь поставило учёного на грань физического выживания: закончились съестные припасы и даже писчая бумага. Пришлось перейти на подножный рацион, а записи делать на листах, вырываемых из книг, обёрточной бумаге и проч. Неопределённость положения нервировала Николая Николаевича. Вновь резко ухудшилось состояние его здоровья: на ногах появились незаживающие язвы, более всего его мучили невралгии первой и второй ветвей тройничного нерва. Впрочем, его микронезийские слуги страдали лихорадкой в ещё более тяжёлой степени, чем он сам.
Только 6 ноября 1877 года появилось судно: Шомбургк с годичным опозданием прислал шхуну «Флауэр оф Ярроу». Она вела меновую торговлю в Северо-Западной Микронезии и заодно была направлена в бухту Астролябии. На шхуне свирепствовала цинга. Миклухо-Маклай оставил дом со всей обстановкой жителям Бонгу, взяв с собой только книги и рукописи, но перед отъездом собрал вождей всех окрестных деревень и повелел при появлении европейских судов уводить женщин и детей в горы, а самим папуасам соблюдать крайнюю осторожность. Сообщил он и тайные знаки для опознания своего посланца, если не сможет приехать сам.

## Австралия. 1878—1882 годы

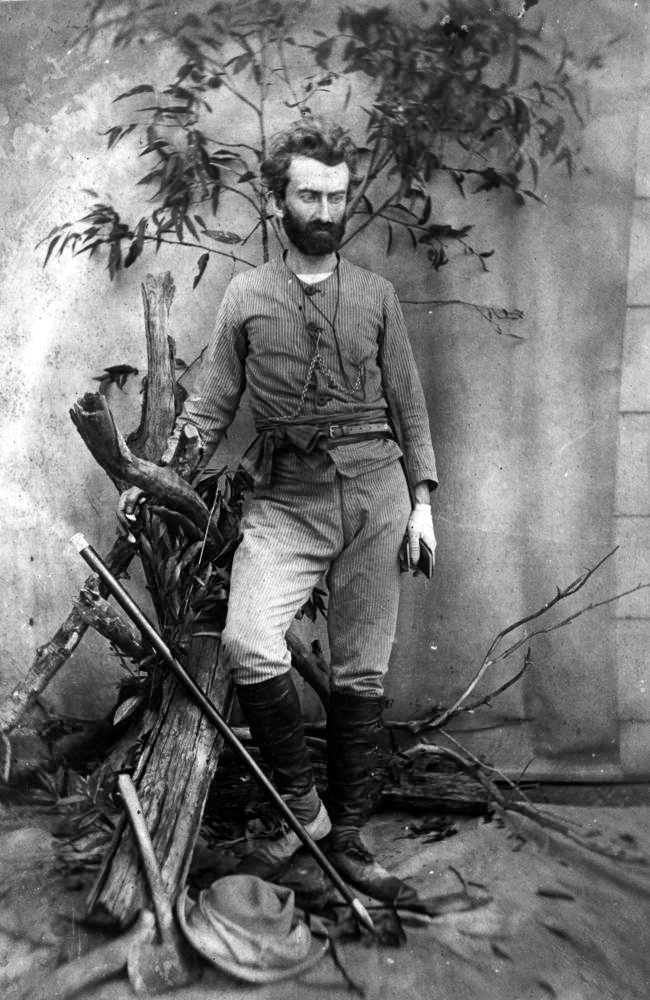
Миклухо-Маклай в Квинсленде в 1880 году. Постановочная фотография. Обращают на себя внимание атрибуты «экзотики»: походное снаряжение, туземное копьё и ветви эвкалипта на заднем плане

### Пребывание в Сингапуре
Плавание в Сингапур продолжалось около двух месяцев и сильно ухудшило состояние здоровья Миклухо-Маклая. Вследствие плохого питания к малярии присоединились цинга и хронический колит. К моменту прибытия, 18 января, он был почти не в состоянии писать. Телесные недуги в результате привели к тяжёлому нервному срыву. Видимо, в состоянии помрачения, он писал Остен-Сакену, что рассчитывает поехать в Африку, ибо такая экспедиция «будет важна для разрешения этнографических вопросов папуасов и негритосов». Больше он никогда не упоминал об этом замысле. Тяжёлое физическое состояние учёного усугубляли денежные проблемы. Благодаря призывам к Мещерскому и Остен-Сакену, 9 апреля 1877 года Миклухо-Маклай получил 3577 долларов переводом. Денег хватило только на расплату с Шомбургком, однако долги по первой экспедиции на Новую Гвинею так и не были погашены. Себе исследователь оставил 450 долларов.
Больной жил на иждивении доктора Денниса в его сингапурском доме, но, несмотря на уход, видимого улучшения не было. Он неоднократно писал в Россию, выражая желание приехать на год-два, а потом вернуться на Новую Гвинею. Поскольку от матери не было никаких известий, а русский военный флот не собирался посылать суда в Южные моря (в том числе из-за русско-турецкой войны), Миклухо-Маклай решил переехать в Австралию. Отправив за собственный счёт своих палауских слуг на родину, Николай Николаевич купил билеты на пароход «Сомерсет». Как писал он сам, последнюю неделю перед отъездом он находился в забытьи, плохо понимая, что делает. За день до отплытия он распорядился отнести в банк дневники и зарисовки своей второй экспедиции, при этом не запомнив названия банка и не взяв расписки. Только в 1882 году он предпринял поиски рукописей, но они ни к чему не привели. Он даже не смог самостоятельно взойти на борт парохода, в каюту его внесли на руках.

### Сидней. 1878—1879 годы
Плавание на пароходе, прохладная погода — в Южном полушарии была зима — улучшили самочувствие Миклухо-Маклая: прекратилась депрессия, уменьшились проблемы с желудком, по собственным словам, он за месяц поправился на 12 кг. 18 июля 1878 года пароход прибыл в Сидней. Путешественника принял почётный консул России Э. М. Поль, в доме которого он и остановился. В Сиднее о Миклухо-Маклае хорошо знали, и уже на следующий день — 19 июля три ведущие газеты опубликовали статьи о прибытии «барона Маклая». Путешественник не стал опровергать сведений о своём титуле и даже заказал себе визитные карточки и почтовую бумагу с вензелем «М» под баронской короной. Уже через несколько дней он переселился в Английский клуб, где познакомился с попечителем Австралийского музея У. Макартуром и У. Маклеем — главой Линнеевского общества Нового Южного Уэльса, влиятельным политиком. Уже 29 июля — через 11 дней после прибытия в Австралию — Миклухо-Маклая избрали почётным членом Линнеевского общества.
В своём докладе, состоявшемся 26 сентября, Миклухо-Маклай призвал основать в Сиднее биологическую станцию. Директором станции он предложил сделать У. Маклея, который чрезвычайно загорелся идеей и поселил Николая Николаевича в своей усадьбе Элизабет-бэй-Хаус. Впрочем, их близкие отношения продлились недолго. Уже в ноябре 1878 года Миклухо-Маклай переселился в Австралийский музей, где ему была предоставлена комната и лаборатория. Научная деятельность его была разнообразна: он сопоставлял мозг хрящевых рыб с мозгом ехидны, а также препарировал мозги шестерых океанийцев, умерших в сиднейской больнице. Увлёкшись работой, он даже отклонил возможность вернуться в Россию: русский военный корабль тогда мог зайти в Сидней, направляясь на Балтику.

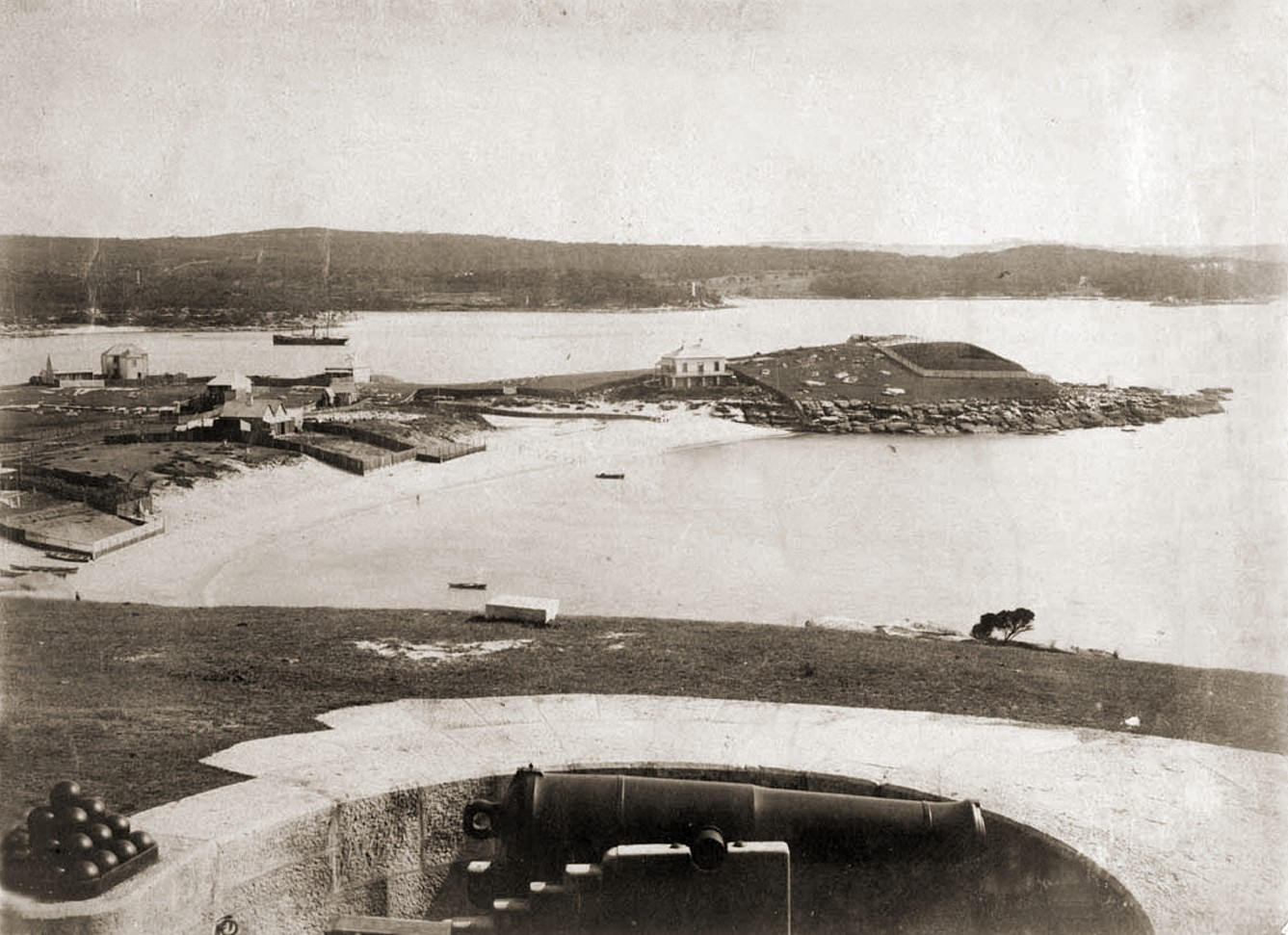
Бухта Уотсонс-бэй в Сиднее в 1880-е годы. Биологическая станция Миклухо-Маклая — в центре

В связи с готовящейся в Сиднее международной выставкой, приуроченной к 100-летию высадки европейцев в Новом Южном Уэльсе, Миклухо-Маклаю удалось заинтересовать правительство колонии проектом устройства биологической станции в бухте Уотсонс-бэй (англ. Watsons Bay). Для неё требовался земельный участок в 0,7 акра (2800 м²) и сумма в 600 фунтов стерлингов. Однако при этом возник конфликт с Маклеем, который рассчитывал на коммерциализацию деятельности будущей станции. Хотя половину расходов взяло на себя правительство (учреждение было признано «полезным для колонии»), Миклухо-Маклаю удалось собрать для работы станции только 100 фунтов. Вместо того чтобы довести дело до конца, он при первой же возможности сел на шхуну и вновь отправился в Южные моря.

### Меланезия. Квинсленд
На шхуне «Сэди Коллер», команда которой занималась добычей гуано, Миклухо-Маклай отплыл 27 марта 1879 года. В сиднейских газетах утверждалось, что он собирался посетить Новую Британию и Новую Каледонию, а потом вернуться на Новую Гвинею. Деньги на поездку, 150 фунтов, одолжил ему У. Маклей. Уже в Нумеа исследователь столкнулся с фактами работорговли, а потом на Новых Гебридах специально занялся методами охоты на людей и их перепродажи. Одновременно он испортил отношения с капитаном Уэббером, который бесчеловечно обращался с туземным экипажем, и принял решение высадиться на архипелаге Луизиада, что и осуществил 18 января 1880 года. Через три дня на острове Вари его подобрали английские миссионеры, которые совершали инспекционную поездку по юго-восточному побережью Новой Гвинеи. Заразившись там новой формой злокачественной лихорадки, измученный путешественник 12 мая 1880 года прибыл в Брисбен — главный город колонии Квинсленд. Неизвестно, вёл ли он в Австралии дневники, во всяком случае, они не сохранились до наших дней.
Миклухо-Маклай задержался в Брисбене по двум причинам: во-первых, из-за отсутствия ясных целей, во-вторых, из-за восторженного приёма, оказываемого ему. Местные власти и влиятельные семьи соперничали за право принять у себя знаменитого путешественника. С главой правительства Квинсленда, Артуром Палмером, Миклухо-Маклай был знаком ещё по Малакке с 1875 года. Благодаря этому путешественнику предоставили бесплатный переезд по железной дороге, выделили лабораторию в Квинслендском музее и разрешили использовать аппаратуру Землемерного ведомства (фотоаппараты и химикаты для проявки и печати фотографий). Палмер даже передал Миклухо-Маклаю для препарирования тела трёх казнённых преступников — китайца, тагала и австралийского аборигена. Учёный изучил и сфотографировал их мозги, а труп аборигена заспиртовал и отправил Р. Вирхову в Берлин.
В июле он совершил поездку на 280 миль вглубь континента, чтобы проверить легенды о некоем «безволосом племени». На ферме Гулнарбер ему удалось обнаружить несколько семей аборигенов, тела которых были лишены волосяного покрова, фотографии и образцы также были отправлены Вирхову. После исследования аборигенов Миклухо-Маклай согласился с Томасом Гексли, который первым выделил австралоидов в отдельную расу.
В Брисбене Миклухо-Маклай познакомился с влиятельными политиками колонии — Огастасом Грегори (1819—1905), Дональдом Ганном и Джошуа Беллом, который до декабря 1880 года исполнял обязанности губернатора. Он подолгу жил в их поместьях, где мог также заниматься исследованиями австралийских аборигенов, особенно Николая Николаевича интересовали сексуальные обычаи, которые тогда вошли «в моду» в немецких антропологических журналах. Новый, 1881-й год Миклухо-Маклай встречал в имении Ганна, где обнаружил останки доисторических животных, в частности, Diprotodon australis, Phoscolomys gigas и других представителей плейстоценовой фауны. Ныне его находки хранятся в Сиднейском университете. Жизнь в поместьях также дала Миклухо-Маклаю богатый материал по отношению англо-австралийцев к аборигенному населению, а также рабам-меланезийцам, которых ввозили «охотники за чёрными дроздами» — малайские и европейские работорговцы. Он пришёл к выводу, что ни в коем случае нельзя допустить поглощения востока Новой Гвинеи Австралией; с этой точки зрения превращение Новой Гвинеи в британскую колонию было меньшим злом.
Финансовое положение учёного оставалось довольно напряжённым: пребывая в Квинсленде, он не нёс вообще никаких расходов, вскоре консул Э. М. Поль получил из Петербурга 4500 рублей для него, что при тогдашнем курсе составляло 606 фунтов стерлингов. Это позволило вернуть долг У. Маклею и вернуться в Сидней. Однако главный долг фирме Дюммлера в Батавии достиг 13 500 гульденов, то есть 1000 фунтов, и оставался непогашенным. Деньги прислал князь А. Мещерский, организовавший в Европе большую кампанию по помощи учёному.

### Сидней, 1881 год. «Проект развития Берега Маклая»

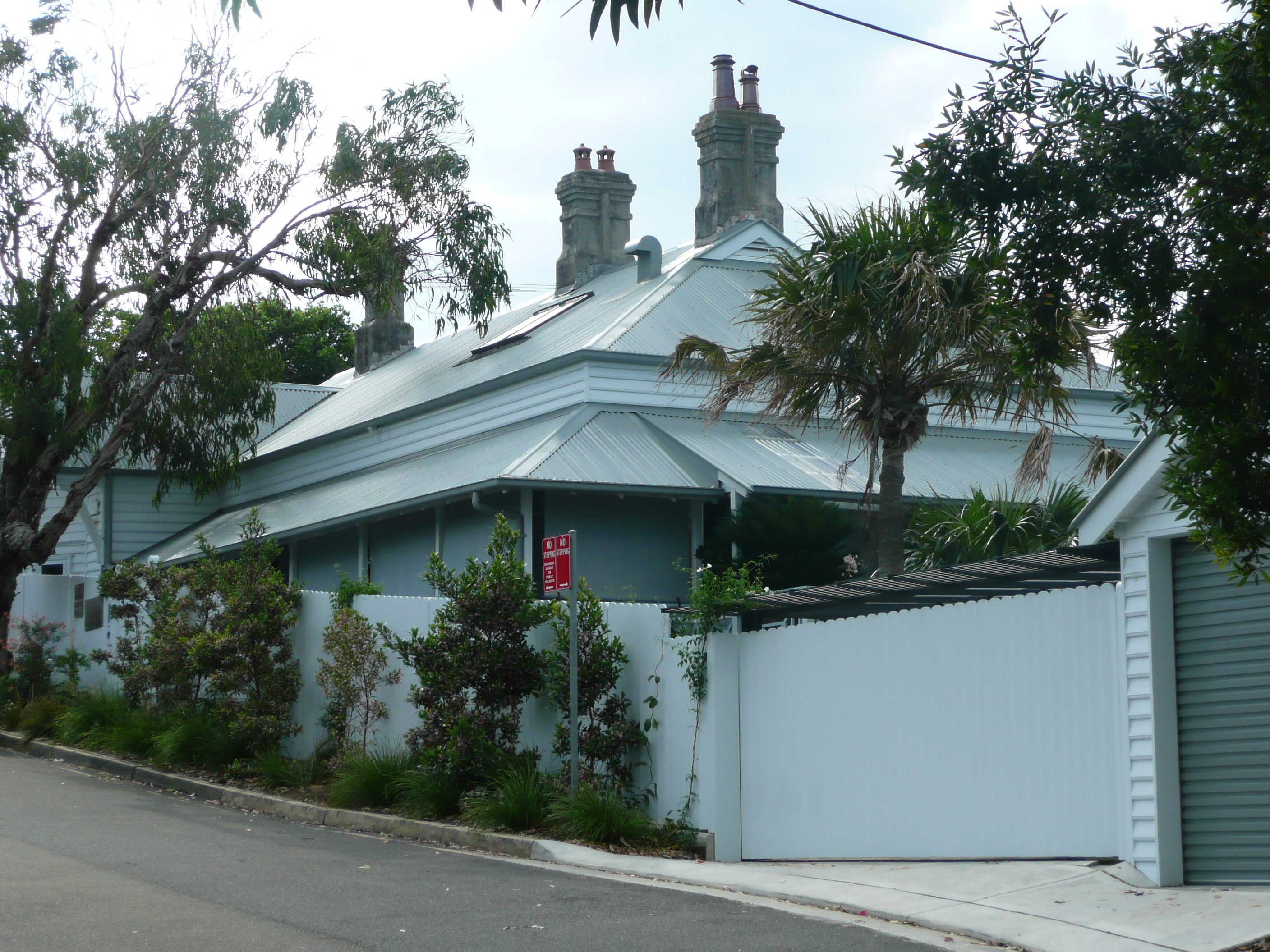
Фасад биологической станции Миклухо-Маклая. Фото 2008 года

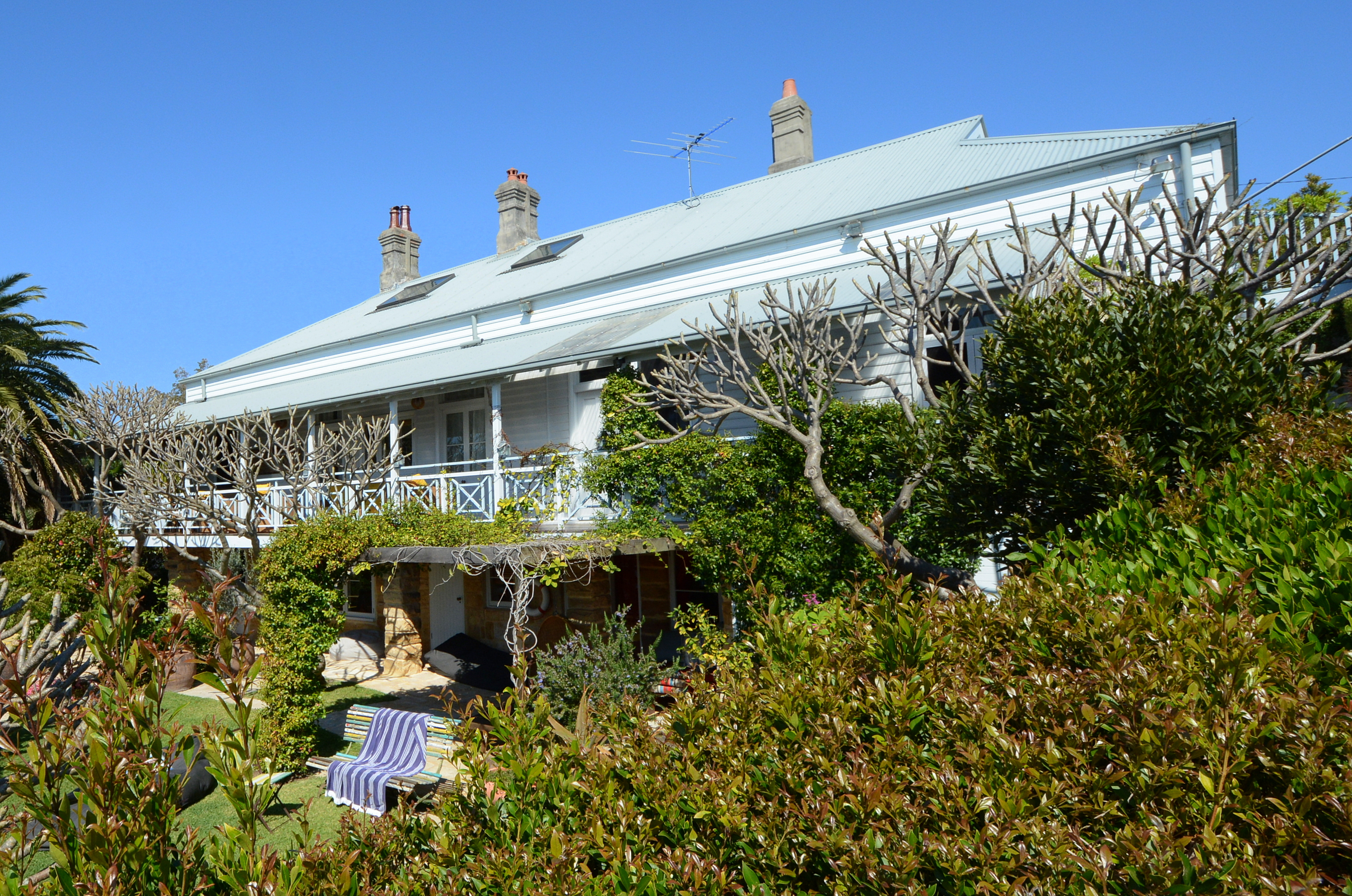
Здание биологической станции Миклухо-Маклая, вид со двора. Фото 2015 года

В конце января 1881 года Миклухо-Маклай вернулся в Сидней и вновь занялся делами биологической станции. Правительство безвозмездно предоставило землю и назначило попечительский совет, председателем которого был известный врач Дж. Кокс; Миклухо-Маклай был избран почётным секретарём. Министр просвещения Нового Южного Уэльса — Дж. Робертсон — назначил Миклухо-Маклая директором заведения, получившего название Морской биологической станции. На счету станции было около 100 фунтов, собранных ещё в 1879 году. Чтобы увеличить сумму, учёный решил использовать соперничество крупнейших городов Австралии — Сиднея и Мельбурна. В марте он отбыл в Мельбурн, где был принят директором Национального музея и профессором университета Ф. Маккоем, президентом Королевского общества (Академии наук) Виктории — Р. Эллери, издателями газеты и другими влиятельными лицами. Одновременно и Королевское общество Нового Южного Уэльса, конфликтовавшее с Линнеевским обществом, выделило 300 фунтов. Учитывая, что половина требуемой суммы была собрана, правительство Нового Южного Уэльса выделило недостающие средства и начало строительство. Стройка окончилась 14 мая 1881 года, о чём сообщила газета Sydney Mail. В доме предусматривались две спальни и пять лабораторий. К октябрю Миклухо-Маклай уже смог поселиться в здании. Он не ограничился достигнутым, а ещё и основал Австралазийскую биологическую ассоциацию, которая должна была открывать новые станции в Австралии и Новой Зеландии и координировать исследования во всём регионе южного Тихого океана. Ассоциация, впрочем, просуществовала только до отъезда учёного в Россию.
24 ноября 1881 года датирован «Проект развития Берега Маклая», адресованный коммодору Дж. Уилсону — командующему британскими ВМС в юго-западной части Тихого океана. Это было ответом на события августа — октября 1881 года, когда в Сиднее стало известно, что в деревне Кало на юго-восточном побережье Новой Гвинеи были убиты несколько христианских миссионеров. Коммодор Уилсон решил устроить показательную акцию — деревню сжечь, вырубить плодовые деревья и плантации и, по возможности, расправиться с жителями. Миклухо-Маклай настоял на своём присутствии в карательном походе (в Порт-Морсби и деревню Кало), и ему удалось спасти аборигенов от расправы.
В «Проекте развития» Миклухо-Маклай решительно заявлял, что намерен вернуться на побережье своего имени, чтобы спасти островитян от белых захватчиков. Главной своей задачей он заявлял достижение более высокой ступени самоуправления на основе уже существующих местных обычаев. Из изолированных дотоле деревень должен быть составлен Большой Совет, членами которого были бы самые авторитетные старейшины деревень, но внутренние дела каждой деревни оставались бы в ведении традиционных советов. В качестве первоочередной задачи выдвигалось строительство школ, пристаней, дорог и мостов, а также всемерное развитие местной экономики. На себя Миклухо-Маклай возлагал обязанности консультанта Большого Совета и министра иностранных дел. Первоначальное финансирование он надеялся получить от филантропически настроенных европейцев, а по мере развития туземной экономики проект стал бы самоокупаемым. В заключение Миклухо-Маклай заявил, что в случае успешной реализации его проекта от имени Большого Совета он готов согласиться на протекторат Великобритании над восточной частью Новой Гвинеи.

### Знакомство с М. Кларк. Возвращение в Россию

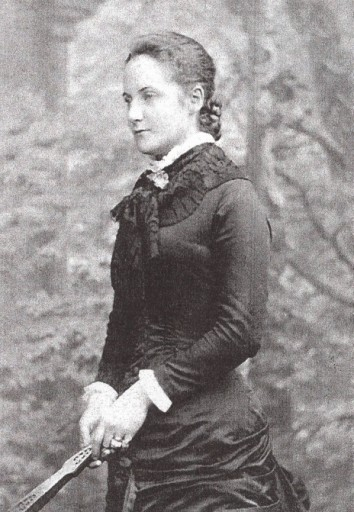
Маргарет-Эмма Робертсон-Кларк — будущая жена Миклухо-Маклая

В конце декабря 1881 года в Сидней пришла русская эскадра в составе крейсера «Африка» и клиперов «Пластун» и «Вестник» под командой контр-адмирала А. Б. Асланбегова. Это было удобной возможностью для Миклухо-Маклая посетить Россию, где он не был к тому моменту 12 лет. Судя по ноябрьскому письму П. П. Семёнову, в Петербурге он надеялся спокойно обработать результаты своих открытий и найти деньги для расплаты с кредиторами. К тому времени Миклухо-Маклай имел в жизни обстоятельство, которое препятствовало его отъезду из Австралии.
Рядом с биологической станцией располагалось поместье сэра Джона Робертсона — неоднократного премьер-министра колонии Новый Южный Уэльс. В своё время Робертсон отстаивал идею станции Миклухо-Маклая и даже лично выбрал участок для строительства и наблюдал за ходом стройки. Летом 1881 года 35-летний путешественник познакомился с его дочерью — недавно овдовевшей 25-летней Маргарет Робертсон-Кларк. Маргарет была весьма образованной женщиной, она несколько раз ездила в Европу, а с Миклухо-Маклаем у них оказалась общая знакомая — Наталия Герцен (старшая дочь революционера). Свидетельств о развитии их отношений до отъезда Миклухо-Маклая в Россию не существует, но известно, что Маргарет хотела сделать карьеру оперной певицы и собиралась ехать для этого в Италию, а также симпатизировала католицизму. Расстались они 17 февраля 1882 года и, видимо, уже тогда решили вступить в брак.
В ответ на запрос контр-адмирала Асланбегова Морское министерство разрешило Миклухо-Маклаю следовать на борту клипера «Вестник», который тогда находился в Мельбурне. Отплытие из Австралии было омрачено громким скандалом: в прессе появились сенсационные репортажи о том, что цель эскадры — захват Мельбурна, а «барон де Маклай» — главный русский секретный агент. Эскадра покинула Австралию 24 февраля; на борту «Вестника» путешественник добрался до Сингапура, где перешёл на борт крейсера «Азия». Крейсер 9 июня достиг Суэца и далее следовал в Неаполь, но 11 июня начались вооружённые события в Александрии, из-за которых «Азия» простояла на рейде Суэца до 15 июля. Только 18 июля Миклухо-Маклай покинул Египет, а далее сошёл на берег в Генуе и перешёл на борт броненосца «Пётр Великий», идущего на Балтику. 31 августа (12 сентября) 1882 года броненосец ошвартовался на Кронштадтском рейде.

## Россия и Европа

### Россия

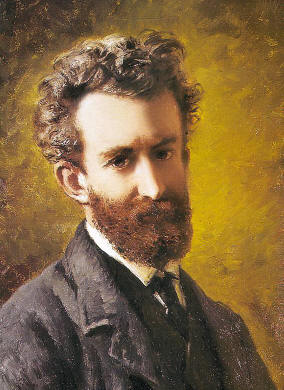
Портрет Миклухо-Маклая, выполненный К. Маковским. Хранится в Кунсткамере

Российская публика с нетерпением ждала возвращения Миклухо-Маклая: газета «Голос» отслеживала этапы передвижения путешественника и получала от него краткие телеграммы. Однако Николаю Николаевичу почти нечего было представить в РГО — черновые рукописи дневников нуждались в обработке, поэтому во время плаваний он написал множество конспектов лекций о путешествиях и лабораторных изысканиях. Подготовка лекций была полезна и в другом отношении: по сути, он впервые систематизировал собранный материал и расположил его в определённой последовательности.
Первый визит в Петербурге Миклухо-Маклай нанёс П. П. Семёнову, который охотно разрешил прочитать несколько публичных лекций в РГО и даже приказал напечатать в газетах объявление о предстоящих выступлениях. Первое «Чтение» состоялось 29 сентября (11 октября) в зале Географического общества и было посвящено двум путешествиям на Новую Гвинею. Стенограмма лекции была немедленно опубликована в столичных газетах, при этом сами выступления не отличались особой эффектностью.

Миклухо-Маклай довольно плохо говорит по-русски — результат его 12-летних странствований и пребывания на чужбине — и не обладает способностью к гладким фразам и ярким эффектам. Говорит он тихо, вяло, ищет иногда подходящие выражения и за недостатком их иногда вставляет иностранные слова…
В той же манере исследователь прочитал ещё три лекции — все в октябре, но их пришлось переместить в зал Технического общества, вмещающий до 800 слушателей. В Петербурге были написаны два портрета: первый, кисти К. Маковского, ныне хранится в петербургской Кунсткамере. Портрет кисти А. Корзухина был подарен матери Миклухо-Маклая и ещё в 1930-е годы находился у родственников путешественника, но далее был утерян. С этого портрета была снята авторская копия, преподнесённая Маргарет Робертсон-Маклай; после смерти мужа она увезла портрет в Австралию, где он хранится в сиднейской библиотеке Митчелла.
На пике общественной популярности Миклухо-Маклая П. П. Семёнов, ещё 30 сентября, обратился с просьбой о представлении исследователя императору Александру III; аудиенция была назначена на среду, 6 (18) октября в Гатчине. По сообщению британского посла в Петербурге, впервые будущий император и молодой исследователь встретились ещё весной 1871 года в Ораниенбауме у великой княгини Елены Павловны, и Александр Александрович был увлечён планом новогвинейской экспедиции и в дальнейшем судьбу Миклухо-Маклая отслеживал.
На аудиенции у императора Миклухо-Маклай доложил о проведённых экспедициях и пожаловался на безденежье. Через пять дней он получил приглашение от императрицы Марии Фёдоровны рассказать царской семье и придворным несколько наиболее знаменательных эпизодов. Вероятно, тогда же император распорядился урегулировать финансовые дела исследователя. 12 октября, накануне заседания Совета РГО, Миклухо-Маклай уехал в Москву.
Накануне приезда учёного Общество любителей естествознания, антропологии и этнографии приняло Миклухо-Маклая своим непременным членом и наградило золотой медалью. 15 октября Николай Николаевич выступал в большом зале Политехнического музея, где собралось более 700 человек.
13 октября прошёл Совет РГО, по результатам которого было направлено письмо министру финансов Н. Х. Бунге: предлагалось в течение двух лет выплачивать Миклухо-Маклаю по 400 английских фунтов в год до завершения его большого труда и погасить лежащий на нём долг в 1350 фунтов. 31 октября император постановил выплатить эти суммы из его личных средств, но с условием, что труд учёного будет напечатан на русском языке и издан в России.
Неизвестно, поднимался ли вопрос о статусе Новой Гвинеи во время аудиенции у императора, однако управляющий Морским министерством адмирал И. А. Шестаков общался с Миклухо-Маклаем, его неопубликованный дневник остаётся самым подробным свидетельством по данному вопросу. Первая встреча Миклухо-Маклая и Шестакова произошла 30 сентября и вызвала раздражение адмирала. Он писал, что Маклай «хочет стать на Новой Гвинее „царьком“». Тем не менее исследователь сумел заинтересовать императора идеей организовать заправочную базу для русского флота, и Александр III поручил Шестакову рассмотреть данный вопрос. Было решено отправить путешественника в Новую Гвинею из Австралии на корвете «Скобелев» (бывший «Витязь»), чтобы заодно присмотреть подходящее место для угольной базы.

### Европа

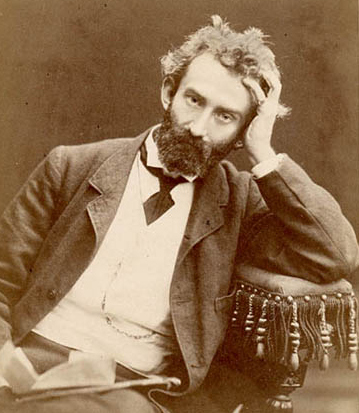
Миклухо-Маклай. Фото А. А. Пазетти

Здоровье Миклухо-Маклая сильно ухудшилось после пребывания в Москве и Петербурге, в письме Вирхову он жаловался на мышечный ревматизм и многочисленные невралгии. В результате 28 ноября 1882 года он покинул Россию и отправился поездом в Берлин. 16 декабря он присутствовал на заседании Берлинского общества антропологии, этнологии и первобытной истории (руководимого Вирховым). Далее исследователь проследовал в Амстердам, где полностью расплатился с долгами. В конце декабря он добрался до Парижа, где встретился с А. Мещерским, Н. Герцен и Габриэлем Моно — автором большой статьи об исследователе. Очень неприятным был разговор с тяжело больным Тургеневым, состоявшийся 29 декабря: писатель ожидал урологической операции. Воспоминания об этой встрече были Миклухо-Маклаем написаны, но впервые опубликованы только в 1933 году. Тургенев после встречи оставил в дневнике следующую запись: «Чёрт знает почему мне кажется, что весь этот господин — пуф и никакой такой работы после себя не оставит».
В январе 1883 года Миклухо-Маклай неделю провёл в Англии, где попытался реализовать «Проект развития Берега Маклая». Конкретных договорённостей с потенциальными спонсорами достигнуть не удалось, и в письме к брату Николай Николаевич писал, что сможет взяться серьёзно за проект не раньше, чем через два года.
Через Геную и Неаполь Миклухо-Маклай добрался до Порт-Саида, где получил корреспонденцию из Австралии, в том числе письмо от Маргарет, в котором она соглашалась стать его женой. Это означало, что, если «Скобелев» придёт в Сидней в конце марта, у исследователя не останется времени для встречи с невестой. Он немедленно написал Шестакову, прося скорректировать планы. Однако 22 февраля, когда пароход с Миклухо-Маклаем прибыл в Батавию, там находился и «Скобелев» под флагом командующего отрядом русских судов на Тихом океане — контр-адмирала Н. В. Копытова. Планы вновь резко поменялись: 24 февраля 1883 года корвет с Миклухо-Маклаем на борту взял курс на Новую Гвинею.

## Австралия. 1883—1886 годы

### Третье пребывание на Берегу Маклая
Контр-адмирал Копытов отнёсся к Миклухо-Маклаю настороженно, поскольку поначалу путешественник повёл себя надменно. На «Скобелеве» не было свободных кают, но он категорически требовал себе отдельное помещение. В конце концов на палубе над полуютом для Николая Николаевича соорудили просторную брезентовую палатку. Отношения с командиром быстро наладились, уже на третий день после выхода из Батавии Копытов писал жене:

Без Миклухо-Маклая я бы мог выполнить чрезвычайно поверхностно своё дело. Теперь, имея его с собою, мне будет всё вдесятеро легче. Он же сам по себе человек чрезвычайно интересный, проделавший вещи почти невероятные во время жизни с дикарями… Слушать рассказы о его приключениях доставляет мне много удовольствия, и часто не верится, чтобы такой маленький и слабенький человек мог бы делать такие дела…

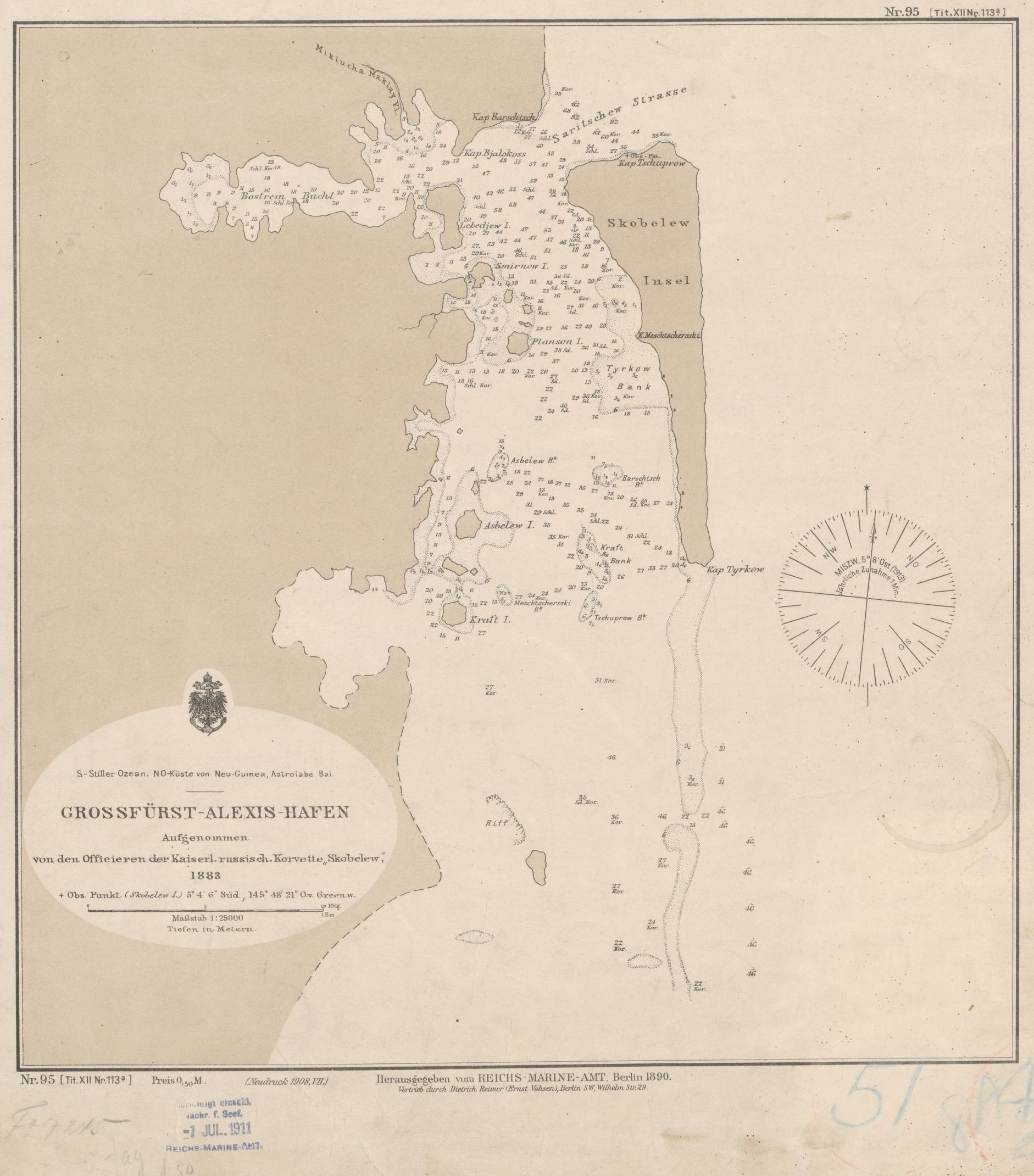
Карта залива Астролябия, выполненная экипажем «Скобелева» в 1883 году. Немецкая версия опубликована в 1908 году

17 марта 1883 года «Скобелев» вошёл в Залив Астролябия и ошвартовался в бухте Константина. Третье пребывание на Берегу Маклая оказалось самым кратким — всего 8 дней, в подготовленном собрании сочинений Миклухо-Маклай свою последнюю встречу с папуасами описал в очерковой форме, малоинформативны также его дневники и письма. Более содержательны дневники Н. В. Копытова и его письма к жене.
Миклухо-Маклай обнаружил, что большинство его старых друзей уже умерли (в том числе Туй), два квартала в Бонгу полностью обезлюдели, а прежде большая деревня Горенду была брошена. Сами бонгуанцы объясняли убыль населения болезнями, насланными колдунами из горных деревень, и выражали желание, чтобы Маклай поселился среди них. Копытов также зафиксировал, что Маклай явно не оставлял желания осесть на «своём» острове. Однако упадок Бонгу и затянувшаяся война между деревнями повергла его в уныние, и он осознал тщетность своего проекта создания единого сообщества папуасов. С этого времени он мыслил Папуасский Союз как управляемую лично им территорию, по выражению Ф. Погодина, — «этнографический заповедник» под протекторатом какой-либо европейской державы, причём необязательно России. Путешественник высадил в Бонгу неизвестные папуасам садовые культуры — хлебное дерево, манго, апельсин, лимон. Он привёз и зёрна кофе, однако рекомендовал отправить их обитателям горных деревень с наказом горцам, что их привёз сам Маклай. Расставаясь с папуасами через неделю, Миклухо-Маклай пообещал не оставлять их в беде и «со временем» поселиться в этих местах. 23 марта на рассвете «Скобелев» покинул Берег Маклая.
Следовало также выполнить программу, намеченную Шестаковым. В итоговом отчёте Н. В. Копытов пришёл к выводу, что ни одна из гаваней, обследованных им на Новой Гвинее и на Палау, не подходит для устройства угольных складов для крейсеров. Вместе с тем он полагал, что продуктивнее другая схема: водворение на островах частного русского лица вместо прямой колонизации. Копытов, будучи разработчиком концепции крейсерской морской войны, видел, что все пункты, предлагаемые Миклухо-Маклаем, крайне удалены от основных океанских коммуникаций. Однако он подчёркивал, что без путешественника миссия была бы не выполнена: Миклухо-Маклай служил переводчиком при общении с островитянами и получил для русского морского ведомства массу сведений о европейцах, высаживавшихся на островах. В результате Н. Копытов выдал путешественнику 320 долларов из сумм на непредвиденные расходы и высадил его 17 апреля 1883 года в Маниле, чтобы оттуда он самостоятельно добрался до Австралии.

### Аннексия Новой Гвинеи
Сойдя со «Скобелева», Миклухо-Маклай на испанском пароходе переехал в Гонконг, чтобы ожидать там оказии до Сиднея. В Гонконге он узнал, что 4 мая 1883 года правительство Квинсленда собственным произволом объявило восточную Новую Гвинею своим владением и обратилось в Лондон за утверждением данной аннексии. Явно преувеличив своё влияние на ход событий, Николай Николаевич вообразил, что данная акция была спровоцирована рейсом «Скобелева» и возможным российским протекторатом над Новой Гвинеей. Материалы австралийских архивов показывают, что правительство Квинсленда руководствовалось идеей обеспечения нормального судоходства в Торресовом проливе, а также предотвращения угрозы британским колониям в Австралии в случае захвата востока Новой Гвинеи какой-либо европейской державой. Хотя в официальных документах держава не называлась, но в австралийской прессе чаще всего упоминалась Германия. Страх перед Германией был силён в Австралии с 1882 года, после появления в ноябре того же года официального призыва присоединить Папуа — Новую Гвинею к германским владениям. В правительственном архиве Австралии в материалах по Новой Гвинее Миклухо-Маклай упоминается, но лишь как исследователь папуасов и борец против ввоза рабов-меланезийцев на плантации Квинсленда.
Не зная, чем закончится колониальная акция Квинсленда, Миклухо-Маклай написал великому князю Алексею Александровичу и самому императору. В письмах путешественник вернулся к идее 1875 года о российском протекторате над Берегом Маклая, вероятно, надеясь совместить его с Папуасским Союзом. Александр III, получив письмо, поручил Шестакову разобраться, почему Копытов забраковал все предложения Миклухо-Маклая. В дневнике Шестакова от 16 (28) января 1884 года написано, что он ещё раз проштудировал материалы Миклухо-Маклая и отчёт Копытова, и раздражённо назвал путешественника «прожектёром». На императора наибольшее впечатление произвёл самый простой аргумент: все пункты, предложенные для военной базы флота Миклухо-Маклаем, расположены так далеко от морских торговых путей, что запас угля, полученный на Новой Гвинее крейсером, будет истрачен ещё до выхода на неприятельские коммуникации.

Переписка Н. Н. Миклухо-Маклая с императором и морскими властями
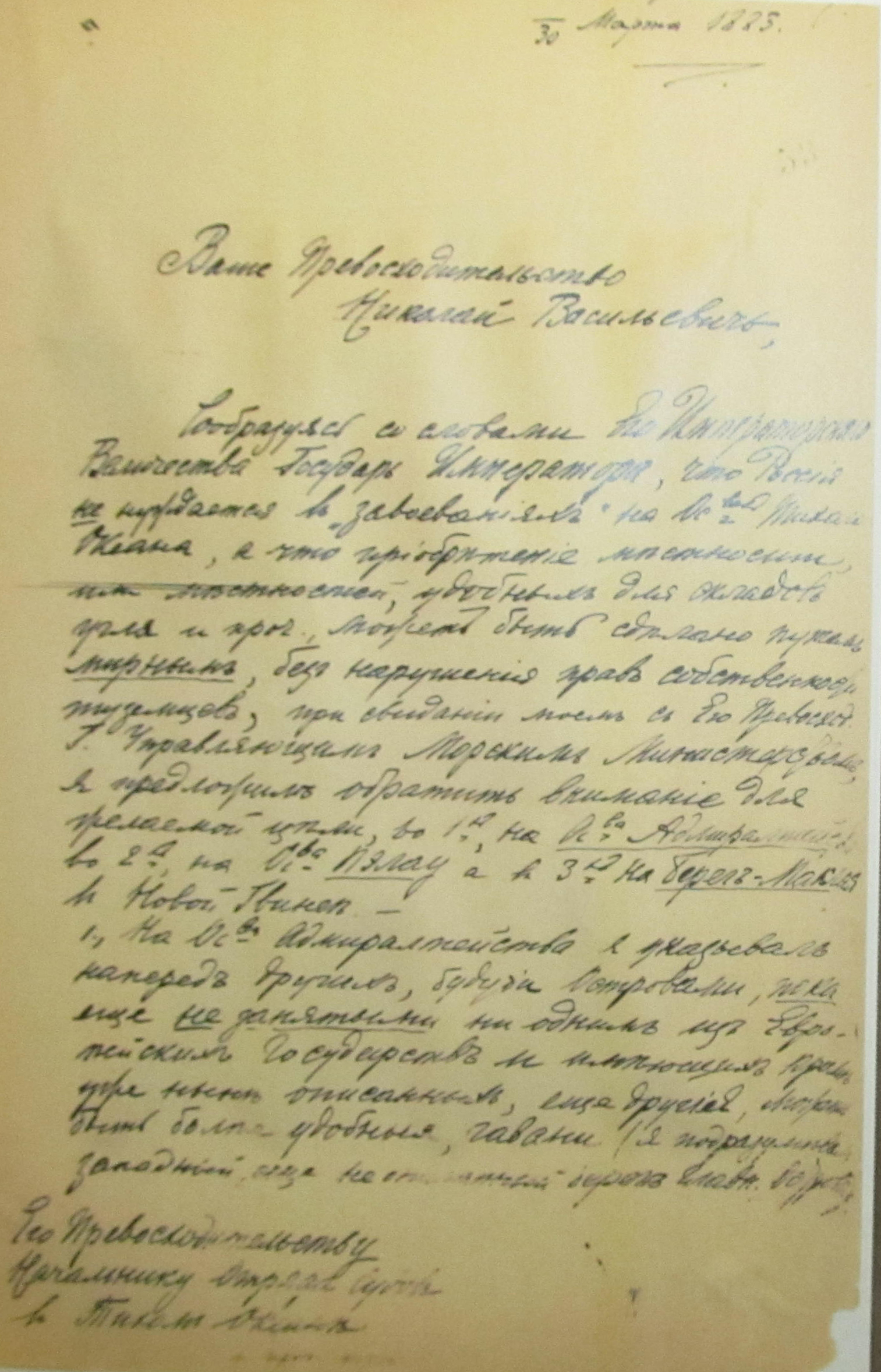
Письмо Н. Н. Миклухо-Маклая начальнику отряда судов в Тихом океане о создании угольных складов на островах Тихого океана. 30 марта 1883 года
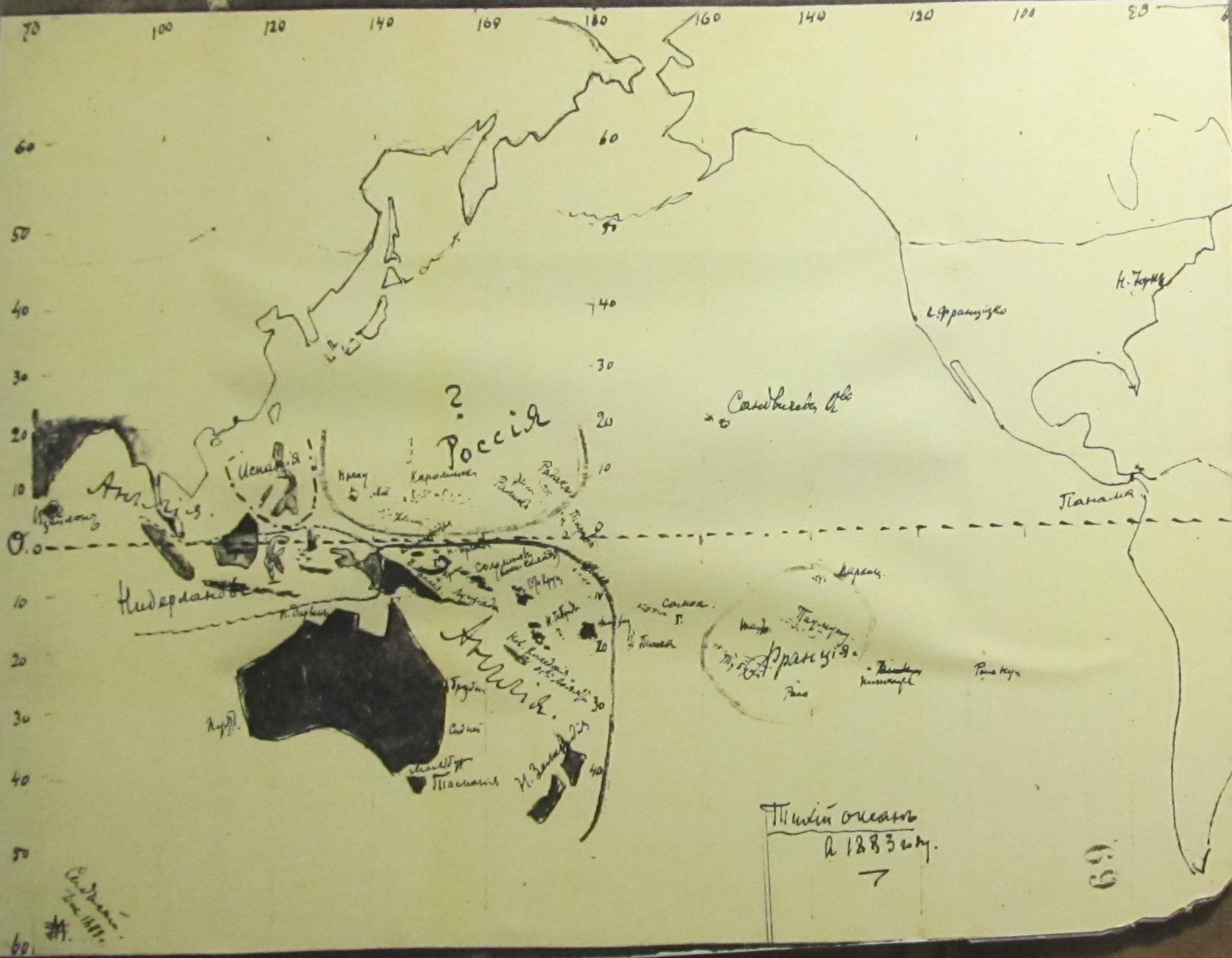
Карта предполагаемых территориальных приобретений России в Тихом океане, поданная Миклухо-Маклаем в письме Александру III. Декабрь 1883 года
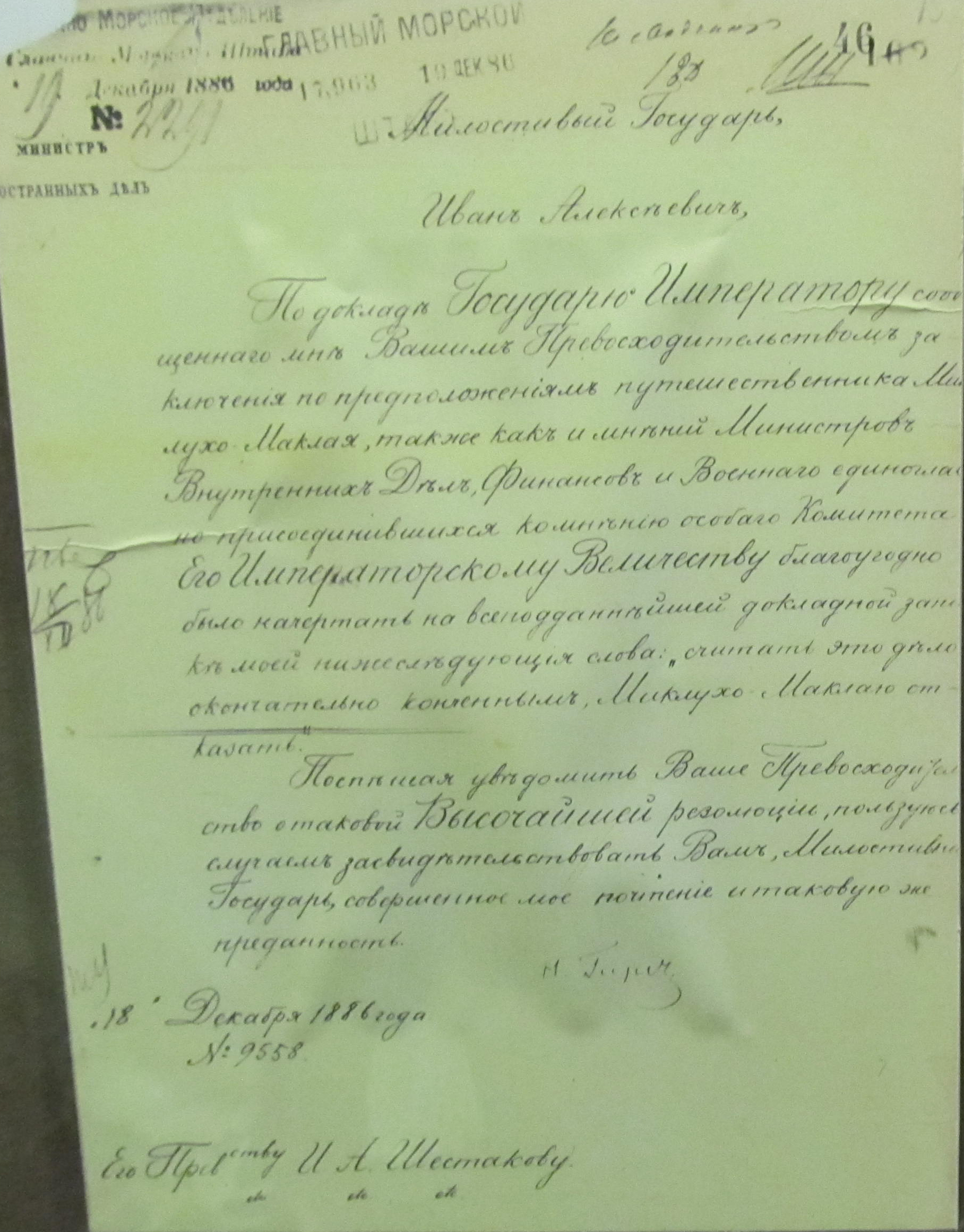
Письмо МИД в Главный морской штаб по поводу предложения Н. Н. Миклухо-Маклая с резолюцией «…считать это дело окончательно конченным. Миклухо-Маклаю отказать». Декабрь 1886 года

### Женитьба

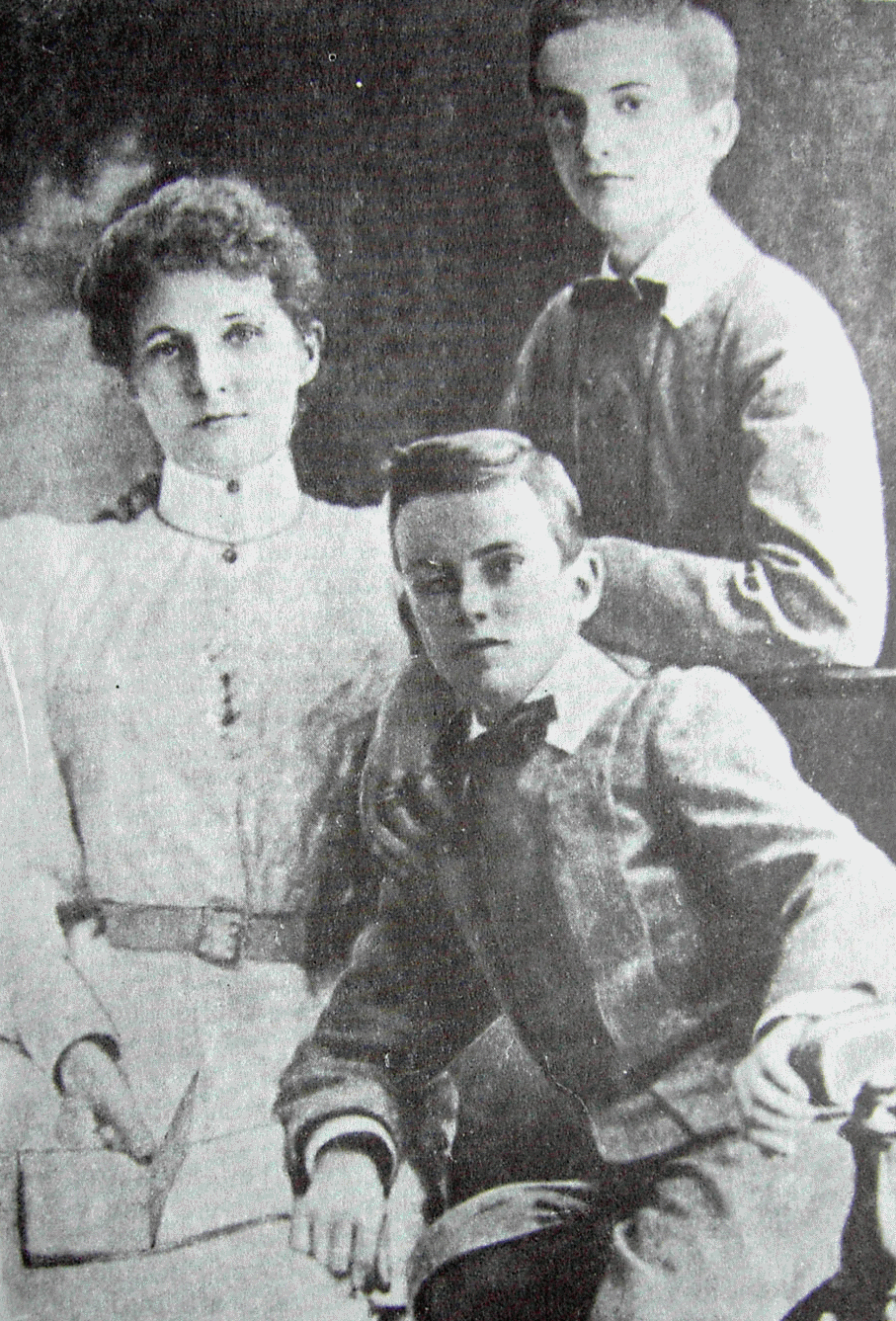
Маргарет Миклухо-Маклай с сыновьями Александром и Владимиром

10 июня 1883 года Миклухо-Маклай вернулся в Сидней и обосновался в здании Биологической станции, занявшись прежде всего матримониальными делами. Родственники невесты были против заключения брака, о чём Николай Николаевич писал брату Михаилу. Объяснялось это тем, что иностранец «барон Маклай» не имел никаких источников дохода, отличался слабым здоровьем и собирался увезти жену то ли на Новую Гвинею, то ли в Россию. Впрочем, наиважнейшей причиной было то, что Маргарет теряла в случае повторного брака 2000 фунтов годовой ренты (по завещанию первого мужа), которая была важным подспорьем для семейства Робертсонов, переживавшего тогда не лучшие времена.
Сэр Джон Робертсон, отец Маргарет, обратил внимание на то, что брак православного с протестанткой, совершённый по протестантскому обряду, не будет признан законным в России. Миклухо-Маклай в ноябре 1883 года отправил телеграмму обер-гофмаршалу В. С. Оболенскому с просьбой разрешить женитьбу на протестантке с условием, что родившиеся в браке дочери будут протестантского вероисповедания. Обер-прокурор Святейшего Синода К. П. Победоносцев по распоряжению императора в конце января 1884 года отправил в Австралию телеграмму на английском языке, которая разрешала все спорные моменты. Сэр Робертсон вынужден был уступить, и 27 февраля 1884 года Нильс и Рита (как они называли друг друга) обвенчались. В ноябре родился первенец — Александр. Семья жила в доме близ биологической станции, по-прежнему испытывая материальные трудности: императорская субсидия оказалась недостаточной, — временное облегчение принёс перевод на 200 фунтов от матери Миклухо-Маклая, первый за долгие годы. В декабре 1885 года родился второй сын — Владимир. В Австралии детей исследователя чаще называли Нильсом и Алленом.

### Британо-германский раздел Новой Гвинеи

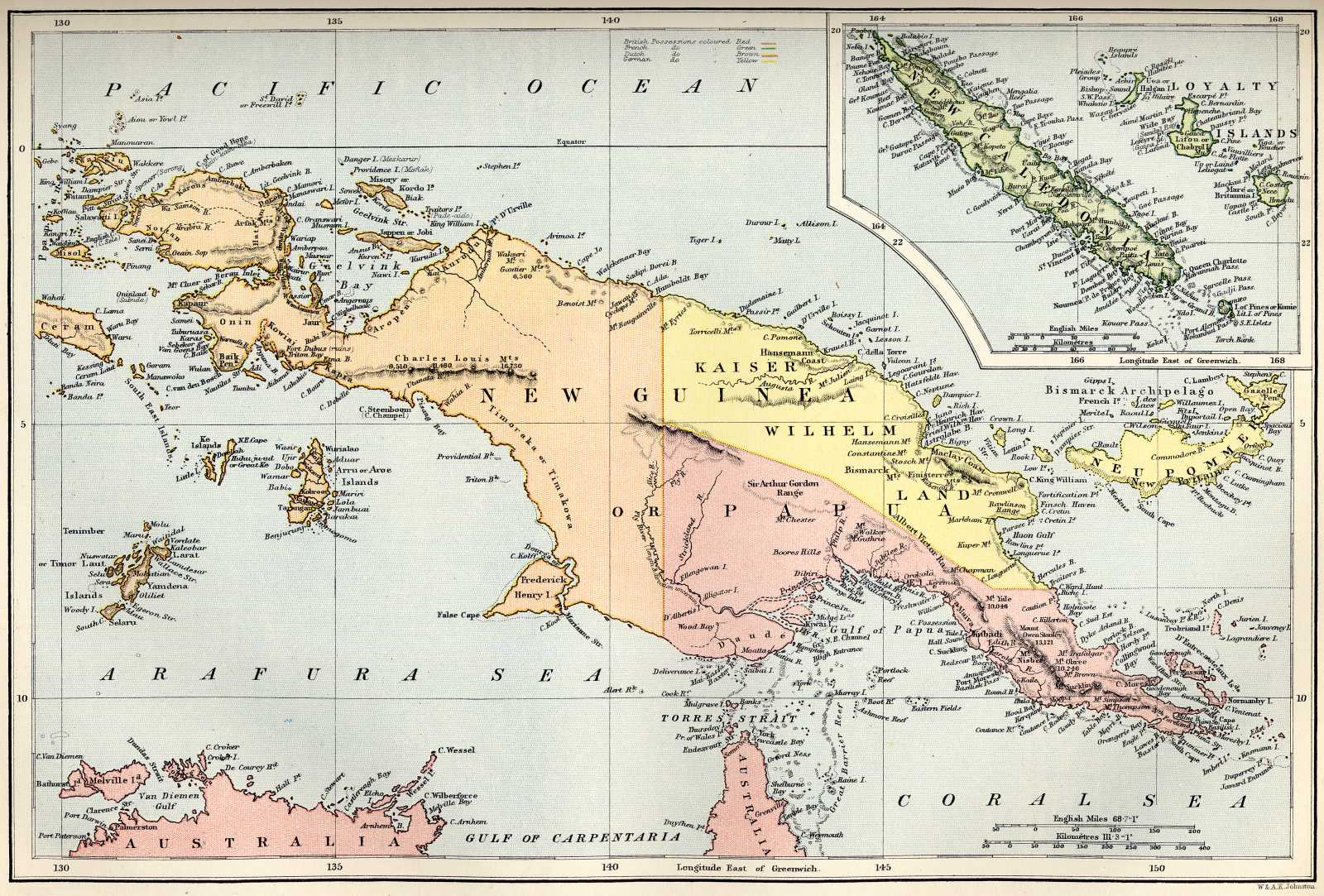
Карта Новой Гвинеи 1884 года с зонами аннексии. На германской территории обозначен и Берег Маклая

Ещё в декабре 1883 года в Сиднее состоялась межколониальная австралийская конференция, поскольку акция Квинсленда вызвала недовольство и в самой колонии, и у её соседей. На конференции от лондонского правительства потребовали присоединения к Британской империи всей части Новой Гвинеи, на которую не претендовали Нидерланды. Кабинет Гладстона пошёл на компромисс: новую колонию должны были финансировать власти Австралии, вопрос о Береге Маклая оставался открытым. 6 ноября 1884 года юго-восточное побережье было провозглашено британским, а в Порт-Морсби был поднят «Юнион Джек». Миклухо-Маклай попытался вмешаться в будущее Берега Маклая и вновь написал Алексею Александровичу и британскому премьеру Гладстону. Написал он и Бисмарку, причём письмо было весьма противоречивым: Германия должна была,

…не просто предохранить от захвата англичанами саму землю, но и взять под защиту права темнокожих туземцев островов Тихого океана как людей, от бессовестной несправедливой и жестокой эксплуатации (похищение людей, рабство и т. п.) не только англичанами, но и всеми белыми вообще.
Комментируя противоречащие друг другу одновременные послания Миклухо-Маклая главам правительств России, Британии и Германии, морской министр Шестаков писал, что своим «привыкшим к дисциплине воображением не мог постичь такие совместные поступки г-на Миклухи».
Ещё в 1881 году в Сиднее с Миклухо-Маклаем встретился Отто Финш — доверенное лицо германской Новогвинейской компании. Он сумел научиться у путешественника диалекту Бонгу и даже условным знакам, по которым папуасы должны были отличить чужаков от «своих». В октябре 1884 года Финш отплыл на Берег Маклая, выдал себя за брата Маклая и смог купить участки земли под плантации и угольную базу. Почти одновременно с аннексией Порт-Морсби в Залив Астролябии пришёл немецкий крейсер, и над Северо-Восточной Новой Гвинеей был установлен германский протекторат. В Сиднее об этом стало известно 19 декабря. Новости стали ударом для Миклухо-Маклая, он отправил Бисмарку телеграмму: «Туземцы Берега Маклая отвергают германскую аннексию». Отчаянные попытки учёного столкнуть между собой Британию, Россию и Германию по вопросу о Новой Гвинее в результате ни к чему не привели, раздел был узаконен британо-германским договором 1885 года.

### Решение о возвращении в Россию
В начале 1885 года правительство Нового Южного Уэльса приняло решение об отчуждении земли и здания Биологической станции для военных нужд — она располагалась прямо у входа в залив Порт-Джексон. 12 июля Миклухо-Маклай получил предписание освободить здание станции. Это решение было напрямую связано с ростом антирусских настроений в Австралии. Впрочем, на статусе зятя сэра Робертсона оно не слишком отразилось, а сам Миклухо-Маклай в интервью газете «Сидней Дейли Геральд» от 31 августа заявил, что решил продолжать работать на станции до последней возможности; но вскоре строение было конфисковано военными властями и использовано для размещения офицеров. Потеря станции натолкнула учёного на мысль о возвращении в Россию. Из-за нездоровья — в особенности поражена была печень — он смог выехать из Брисбена только в конце февраля 1886 года.

## Возвращение в Россию

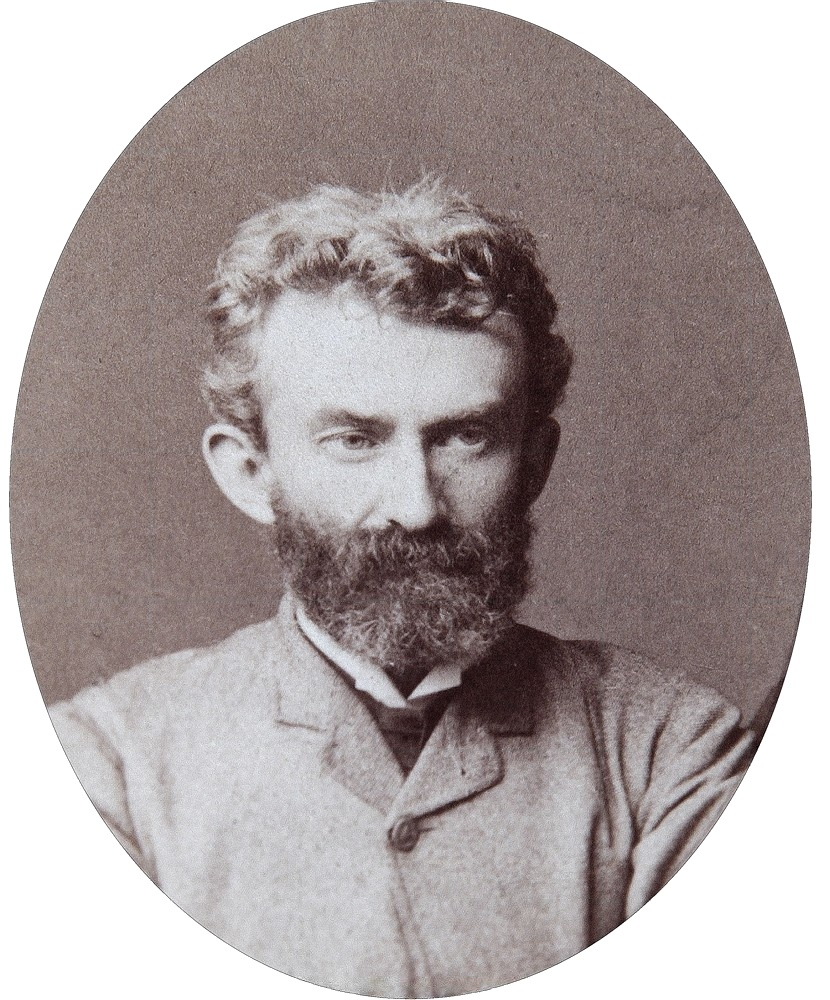
Миклухо-Маклай в 1886 году

При заходе в Батавию Миклухо-Маклай смог забрать из заклада свои рукописи и коллекции, находившиеся там с 1873 года, — долги были выплачены за счёт российского императора. Прибыв в Одессу в начале апреля 1886 года, путешественник немедленно получил приглашение от императорского семейства посетить Ливадию. Аудиенция прошла в два дня — 23 и 24 апреля, император живо интересовался делами путешественника, но полностью изложить свои планы о провозглашении независимости Новой Гвинеи Миклухо-Маклай так и не смог, о чём писал брату Сергею.
Далее он отправился в имение своей матери в Малине, примерно в 100 км от Киева, проведя в кругу семьи больше месяца. Положение Миклух заметно улучшилось: поместье площадью 13 км² стало приносить большие доходы в связи с общим ростом цен на зерно в 1880-е годы. Екатерина Семёновна Миклуха расплатилась с долгами и даже смогла построить двухэтажный кирпичный особняк с флигелем. Дом не сохранился до наших дней, будучи разрушенным во время бомбёжек в Великую Отечественную войну.
22 июня 1886 года Миклухо-Маклай приехал в Петербург, и вскоре в издании «Новости и Биржевая газета» появилась заметка о приглашении желающих заняться какой-либо деятельностью на Берегу Маклая. Неожиданно на объявление откликнулись сотни человек со всей России, в том числе и замеченные в связях с революционерами и находящиеся под полицейским надзором. У путешественника спонтанно возник план создания переселенческой колонии, и уже 1 июля он обратился к императору с просьбой дать разрешение на основание такой колонии на Берегу Маклая. Известный публицист В. Модестов в тот же день опубликовал в «Новостях и Биржевой газете» аналитическую статью, в которой делал весьма смелые выводы: массовый приток желавших уехать на Новую Гвинею объяснялся тем, что в России есть большой контингент людей, недовольных Родиной, но сохранивших веру в прогресс человечества. Миклухо же Маклай предоставлял возможность создать при этом такое общественное устройство, которое будет наиболее удобным, вплоть до идеальной республики Платона или социалистического фаланстера. Путешественник узнал в редакции адрес Модестова и нанёс ему благодарственный визит. Однако учёный неосторожно заявил в интервью петербургской газете на немецком языке «Герольд», что намерен связать Берег Маклая с Россией путём его населения русскими колонистами. Данное сообщение не осталось незамеченным и в Европе и было перепечатано газетой «Таймс». Из-за усилившегося давления на него уже в августе Миклухо-Маклай признал свой замысел неосуществимым.
Одновременно Миклухо-Маклай крайне медленно и мучительно готовил издание о своих путешествиях. Он решил разделить книгу на два тома, первый из которых должен был быть посвящён путешествиям на Новую Гвинею, а второй — в другие районы Океании, на Филиппины, в Индонезию и Малакку. Работа шла в несколько этапов: держа под рукой свои дневники и записные книжки, учёный диктовал текст родным и близким. Полученный текст дорабатывался автором и подвергался переписчиком стилистической правке, поскольку за годы пребывания за границей Николай Николаевич начал забывать русский язык.
К этому времени относится заочное знакомство Миклухо-Маклая с Львом Толстым. В письме от 25 сентября писатель горячо выражал своё восхищение:

Вы первый несомненно опытом доказали, что человек везде человек, то есть доброе общительное существо, в общение с которым можно и должно входить только добром и истиной, а не пушками и водкой. И вы доказали это подвигом истинного мужества…
Толстой оказал влияние на литературный стиль описания новогвинейского путешествия: в ответном письме Миклухо-Маклай подчёркивал, что благодаря советам Льва Николаевича решил оставить многие эпизоды личного характера, рассказывающие о взаимоотношениях с островитянами, которые намеревался выпустить при подготовке дневников к печати.
22 октября в Петербурге открылась выставка этнографических коллекций Миклухо-Маклая, которые преподносились им в дар Академии наук. Выставка пользовалась успехом, особенно у молодёжи — в день её посещало до 1000 человек. Своеобразным продолжением выставки стали семь лекций, прочитанных в ноябре — декабре 1886 года в зале Городской думы.

## Болезнь, смерть и похороны

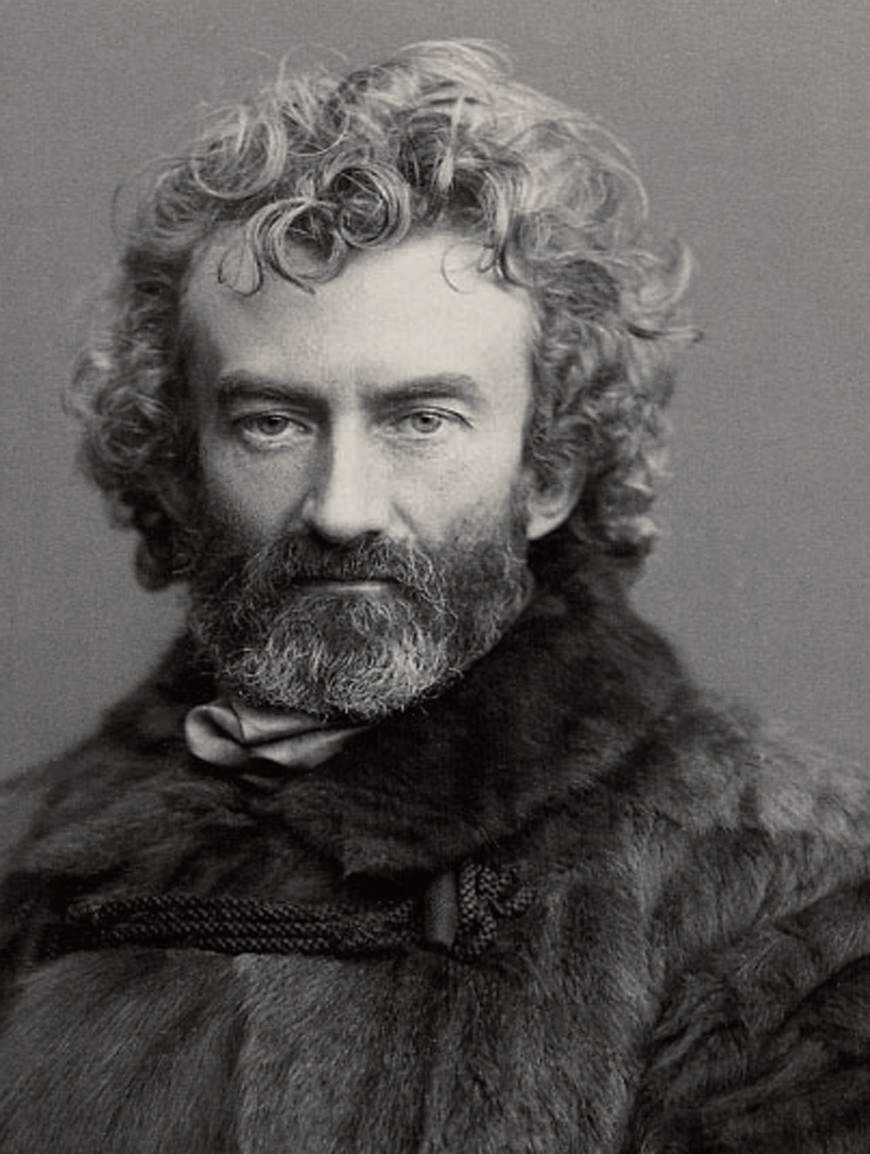
Миклухо-Маклай зимой 1886—1887 годов. Санкт-Петербург

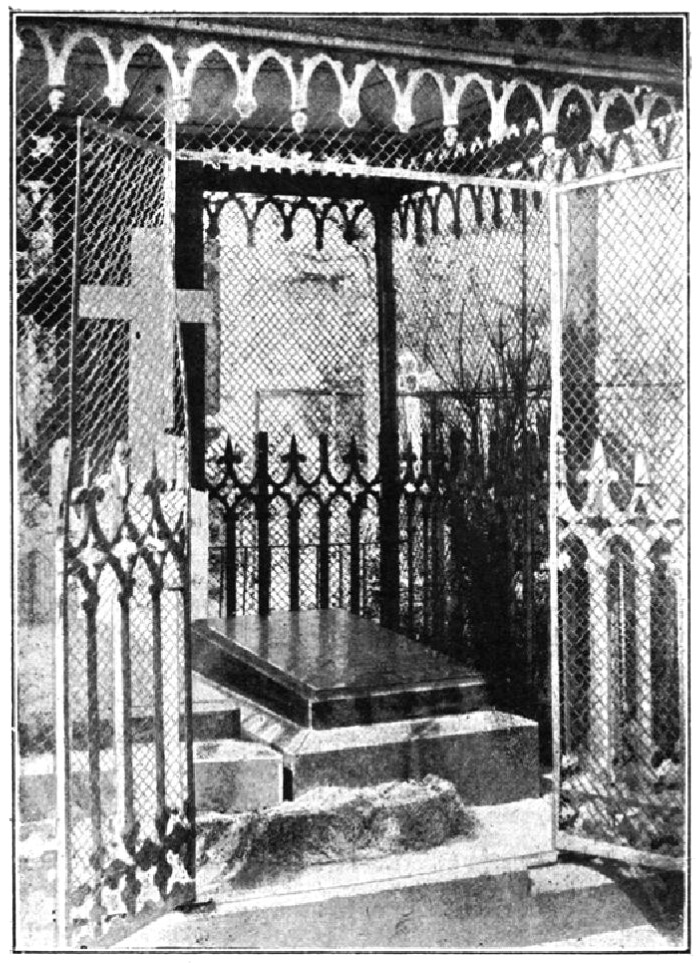
Надгробие Н. Н. Миклухо-Маклая на Волковском кладбище. Фото 1898 года

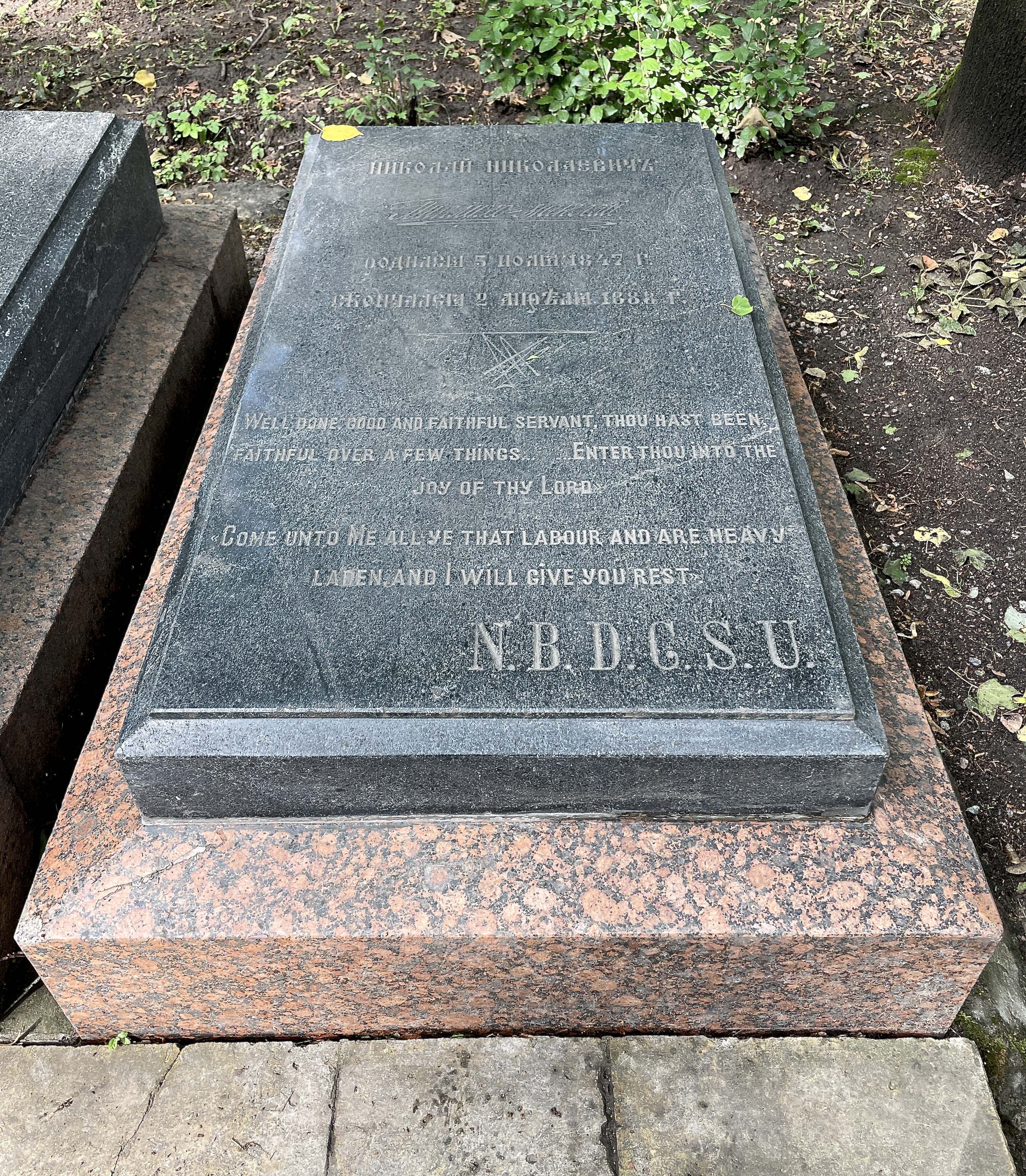
Надгробная плита Н. Н. Миклухо-Маклая на Литераторских мостках Волковского кладбища. Фото 2021 года

Изменения во внешности путешественника отмечали все люди, которые общались с ним после приезда в Петербург — 40-летний учёный резко ослаб и одряхлел, волосы совершенно поседели. Окончательный провал колонизационных планов обострил старую болезнь: давно возникшие боли в челюсти в феврале 1887 года усилились, возникла опухоль. Лучшие петербургские врачи не сумели определить причину болезни, диагноз был поставлен только через три четверти века. После перезахоронения тела Миклухо-Маклая в 1938 году его череп поступил в МАЭ во исполнение его последней воли. В 1962 году череп подвергли рентгено-анатомическому исследованию, в результате был поставлен следующий диагноз: «раковое поражение с локализацией в области правого нижнечелюстного канала, причём поражение нижнечелюстного сустава было связано с поражением нижней ветви тройничного нерва». Также считается, что путешественник умер от опухоли мозга.
Поскольку финансовое положение Миклухо-Маклая не позволяло жить «на два дома», он решил перевезти семью в Россию. Александр III распорядился выдать на эти нужды 400 фунтов стерлингов. Сильно заболевший исследователь 17 марта 1887 года выехал в Одессу и 20 мая прибыл в Сидней. Семья отбыла из Сиднея уже через 4 дня, на том же пароходе, на котором исследователь приехал из Порт-Саида.
Семейство сошло с парохода в Генуе и через Вену поехало в Россию. 6 июля 1887 года в Вене Николай Николаевич и Маргарет вторично обвенчались по православному обряду. В Петербург они прибыли 14 июля и поселились по адресу: Галерная улица, дом 53, квартира 12 (семь комнат на четвёртом этаже). В «Новостях» и «Биржевой газете» сообщали, что здоровье путешественника совсем плохо, а правую руку, страдающую от ревматизма, он носил на перевязи. Главной трудностью было найти бонну для детей, говорящую по-английски, поскольку они не владели другими языками. Жена В. Миклухи подыскала для семьи мещанку Марью Дмитриевну Аронову, которая, вероятно, была связана с революционным подпольем.
Летом 1887 года болезнь несколько ослабла, Миклухо-Маклай даже успел съездить в Малин, навестить заболевшую мать. Напряжённая работа над вторым томом «Путешествий» привела к тому, что в ноябре он уже не мог выходить из дома. Вскоре отнялась правая рука, видимо, это свидетельствовало о появлении ракового метастаза в левом полушарии мозга. По свидетельству В. И. Модестова, путешественник лежал в затемнённой комнате, испытывая сильнейшие боли, особенно в челюстях во время разговора. К дню рождения Маргарет (21 января 1888 года) он даже не смог выйти в гостиную, куда пришли его братья с жёнами. Семья жила в обстановке хронического безденежья, существуя за счёт Екатерины Семёновны Миклухи и мелких сумм, получаемых у брата Михаила.
В конце января 1888 года у Миклухо-Маклая появились отёки ног и нижней части живота, боли не прекращались, началась бессонница. Единственным средством, облегчавшим боли, был морфий. Врач Н. П. Черепнин (лечивший Ф. М. Достоевского) предложил отправить больного в Крым, с чем согласились братья путешественника, предлагавшие поселить детей Николая Николаевича, с трудом переносивших петербургскую зиму, в Малине. Однако созванный 9 февраля консилиум постановил, что дороги путешественник не переживёт. На следующий день его отвезли в клинику Виллие при Военно-медицинской академии к лейб-медику С. П. Боткину, у которого он провёл около полутора месяцев. Состояние больного непрерывно ухудшалось, Боткин тоже не сумел поставить диагноз, поэтому начал симптоматическое лечение. К 9 марта лечение пришлось прекратить: больной сильно исхудал, а любая принимаемая пища вызывала приступы рвоты. К 20-м числам наметилось улучшение, и Миклухо-Маклая выписали домой.
Из-за резкого похолодания выписку пришлось отменить, а 29 марта проявились симптомы сильнейшей простуды, которая перешла в бронхит и пневмонию. В 20 часов 15 минут 2 (14) апреля 1888 года Миклухо-Маклай скончался. Вскрытие не проводилось по просьбе вдовы, отпевание состоялось в больничной церкви. К выносу тела подошли немногие, в том числе несколько членов РГО во главе с П. П. Семёновым, адмиралы П. Н. Назимов и Н. Н. Копытов. Больше людей пришло на Волковское кладбище, надгробную речь произнёс В. И. Модестов. Николая Николаевича похоронили справа от кладбищенской церкви, на Мухинских мостках, рядом с отцом и сестрой Ольгой (умершей родами в 1880 году). Надпись на плите из чёрного мрамора гласит: «Николай Николаевич Миклухо-Маклай родился 5-го июля 1847 года, скончался 2-го апреля 1888 года». Ниже приведены по-английски два евангельских текста: Мф. 25:21 и Мф. 11:28. Маргарет велела выбить на плите аббревиатуру N.B.D.C.S.U. (Nothing But Death Can Separate Us). В 1938 году захоронения Николая Николаевича и его отца были перенесены на Литераторские мостки (Плитная дорожка).

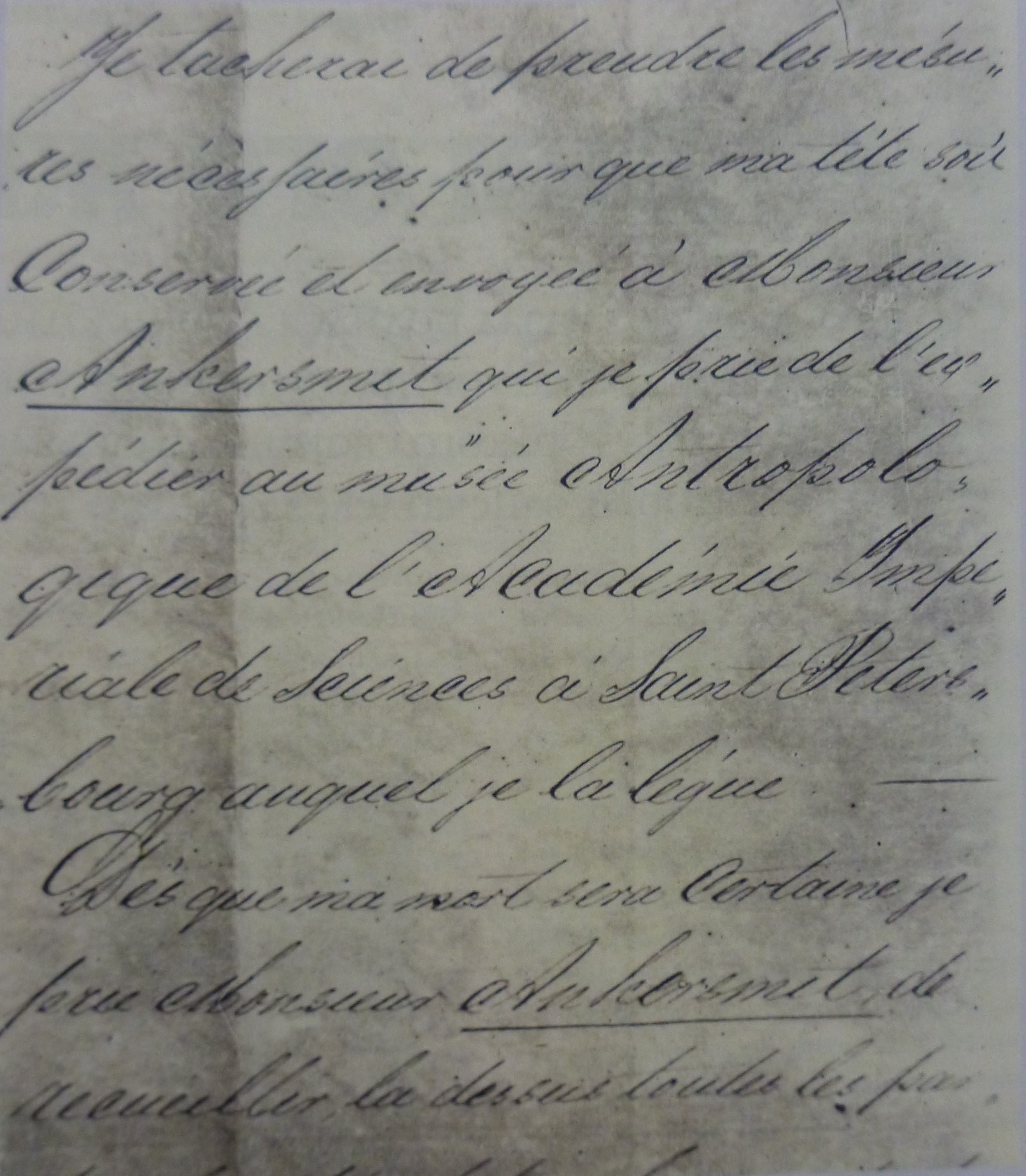
Завещание Миклухо-Маклая, ноябрь 1874 года

В своем завещании (составлено в ноябре 1874 года в Батавии) Николай Миклухо-Маклай завещал сохранить свою голову и передать ее в Музей антропологии императорской Академии наук. В 2015—2016 годах сотрудниками Лаборатории пластической реконструкции Института этнологии и антропологии РАН было проведено исследование черепа ученого и была создана пластическая реконструкция внешнего облика Миклухо-Маклая.

## Судьба Маргарет Миклухо-Маклай

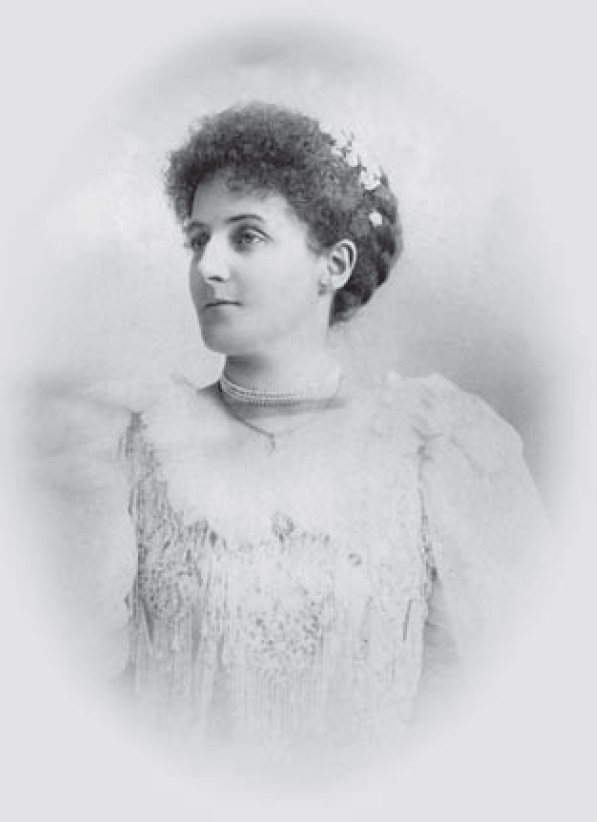
Фотография Маргарет Миклухо-Маклай

30 апреля (12 мая) 1888 года Маргарет Миклухо-Маклай была принята в Гатчине императрицей Марией Фёдоровной, которая передала глубокие соболезнования от имени императора и своего собственного. Узнав, что вдова собирается вернуться в Сидней, императрица дала ей обещание, что проезд в Австралию будет оплачен и в дальнейшем дети русского путешественника не будут оставлены на произвол судьбы. Действительно, Александр III назначил вдове пожизненную пенсию в 5000 руб (350 фунтов) в год, которая выплачивалась через русского консула. Пенсию перечисляли вплоть до конца 1917 года, когда Австралия отказалась признавать РСФСР.
Лето (с 18 мая по 26 августа) 1888 года вдова с детьми провели в Малине, где Маргарет впервые познакомилась с матерью своего покойного супруга и с Александром Мещерским, ставшим бессарабским помещиком. 31 августа Маргарет с детьми вернулась в Петербург, где деятельно занялась изданием трудов Миклухо-Маклая, но при этом сожгла часть бумаг, преимущественно личных писем и дневников. В середине сентября вдова передала бо́льшую часть оставшихся рукописей в РГО. 23 сентября она покинула Петербург и уехала в Лондон, в конце декабря вернулась в Австралию. Маргарет надолго пережила Николая Николаевича: 7 января 1936 года в газете The Sydney Morning Herald появилась заметка о кончине «баронессы де Миклухо-Маклай» в новогодние дни.

## Личность. Научное наследие
По мнению Д. Д. Тумаркина, Миклухо-Маклай — один из последних в истории науки натуралистов широкого профиля, который активно работал как в области зоологии и ботаники, антропологии и этнографии, так и в областях науки, непосредственно с ними не связанных (океанография, геология и проч.). Однако за прошедшее столетие все его выводы устарели, и значение сохранили только результаты пионерных исследований на Берегу Маклая.
В личностном отношении он был романтиком и мечтателем, крайне непрактичным в повседневной жизни, несколько бо́льший практицизм и меркантилизм он демонстрировал в последние годы жизни. Его часто сравнивали с Дон-Кихотом, впрочем, и сам Миклухо-Маклай в 1877 году полушутя уподобил себя ему. По мнению Т. Соловей, «тяга к папуасам составляла оборотную сторону отвращения Маклая к современной ему западной цивилизации. В психологическом плане его экспедиция к первобытным племенам была …формой эскапизма, а не цивилизаторской миссией».
Главным достижением Миклухо-Маклая, оценённым современниками, стало практическое доказательство видового единства человечества. Этот принцип он почерпнул из статьи К. Бэра «О папуасах и альфурах» (нем. Über Papuas und Alfuren, 1859). В 1850—1860-х годах приобрели популярность антропологические теории Дж. Ханта, Дж. Глиддона и С. Мортона о том, что культурное неравенство человечества объясняется врождёнными свойствами. После публикации дарвиновской теории позиции расистов существенно укрепились: приверженцы дарвинизма полагали, что теория о близости темнокожих рас к обезьянам помогает обосновать тезис о происхождении человека от приматов. Такую точку зрения отстаивал Эрнст Геккель — учитель Миклухо-Маклая, что и привело к разрыву их отношений.
Прямого продолжения его научные занятия в XIX веке не получили. Р. К. Баландин писал:

…Не был Миклухо-Маклай мудрецом, изрекающим вечные истины. Более того, он избегал мудрствований, теоретических обобщений… <…> Проводил достаточно узкие специальные исследования, даже не стремясь придать им законченный вид. Полностью пренебрегал академической карьерой, которая дала бы ему возможность безбедно существовать и более плодотворно заниматься наукой. Он отвергал обычный путь служения в науке (подобно служению по какому-либо ведомству) с защитой диссертаций, работой на кафедрах, изданием солидных монографий. Не мудрено, что со стороны добропорядочных учёных он выглядел этаким «вольным художником», не признающим авторитетов и организаций анархистом, нарушителем традиций, не желающим приспосабливаться к текущей политической ситуации и правилам «хорошего тона», принятым в научной среде. Короче, он представлялся и путешественником и учёным-одиночкой.
Миклухо-Маклай после окончания университета лишь спорадически поддерживал отношения с учёным миром и фактически работал в обстановке научной изоляции. Ко времени высадки на Новой Гвинее в методологическом отношении он перешёл на позиции крайнего позитивизма — придерживаясь только точно установленных (по собственному мнению) фактов и воздерживаясь от любых догадок и гипотез. Это означало, что Николай Николаевич сознательно отказался от исследования социального строя и религиозных верований. Сказывалось здесь и то, что он не был знаком с трудами Э. Тайлора и Дж. Макленнана — разработчиков проблем родовой организации, экзогамии и анимизма. Впрочем, в 1997 году немецкая исследовательница Ф. Шмидт обнаружила в дневниках Миклухо-Маклая некоторые следы идей и принципов, которые в будущем — если бы не оторванность его от европейского научного сообщества, — могли бы продвигаться по пути, который привёл Б. Малиновского к методологии функционализма, но это мнение осталось единственным. В то же время П. Л. Белков полагал, что преувеличение научной изоляции Миклухо-Маклая также является своего рода формой биографического мифа, связанного с тем, что он больше контактировал с европейским научным миром, а не российским:

Его представления об этнографии существенно отличались от представлений соотечественников. Суть дела заключается, во-первых, в том, что в свое время в России он был единственным профессиональным этнографом, во всяком случае единственным учёным, который относился к этнографии как к научной дисциплине, требующей специального образования, а, во-вторых, в том, что его интересы выходили за рамки территорий, принадлежавших России.
У позитивизма Миклухо-Маклая была оборотная сторона. Научная теория создаёт критерии того, что является фактами, поскольку, по современным представлениям, научных фактов вне теории вообще не существует. Отсутствие предварительной теории приводит к тому, что отбор фактов носит произвольный характер, и существует опасность либо «утонуть» в море фактов, не имеющих отношения к предмету исследования, либо упустить некие важные аспекты исследуемого предмета. Разделяя взгляды учёных своего времени, Николай Николаевич считал, что накопил недостаточно полевых материалов для обобщения, и так и не сумел (или не успел) представить его. По Т. Соловей, «корпус его научных работ не выглядит впечатляющим». Наиболее удавался Миклухо-Маклаю жанр путевых заметок, объединявших научные наблюдения с непосредственными впечатлениями.

## Миклухо-Маклай в мифологии и культуре папуасов

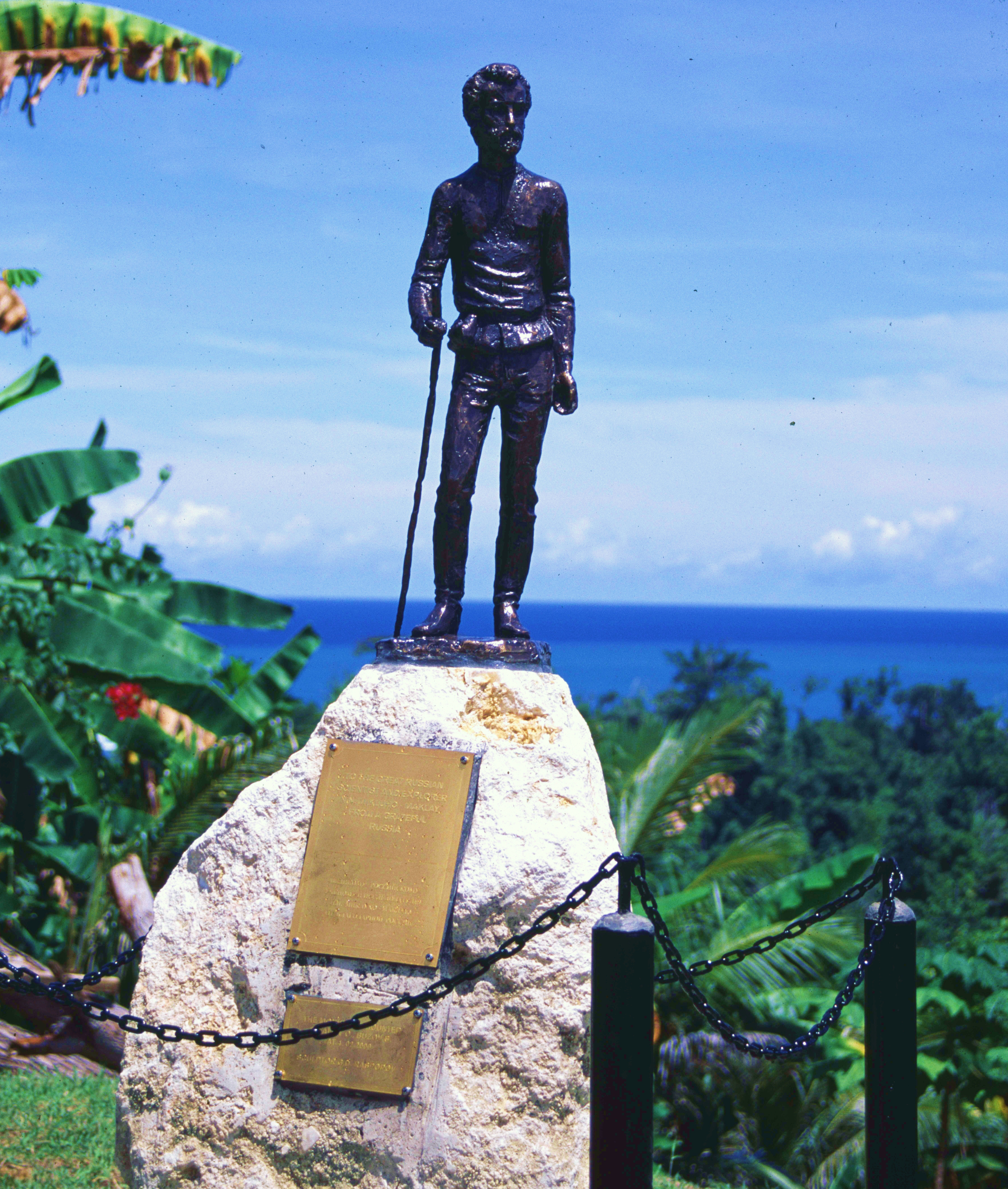
Памятник Маклаю на Новой Гвинее

Как сообщал Б. Хаген, собиравший в конце XIX века воспоминания папуасов о Н. Н. Миклухо-Маклае, прибытие его на корабле было воспринято местными жителями как конец света, но ничего особенного не произошло. Когда островитяне увидели, что к ним прибыл белокожий человек, они вначале даже обрадовались, так как подумали, что вернулся Ротей — их великий предок. Многие мужчины направились в лодках к кораблю, чтобы поднести ему подарки. На корабле их хорошо приняли и тоже одарили. Но на обратном пути к берегу вдруг раздался пушечный выстрел — команда корабля отсалютовала в честь своего прибытия. Со страха люди выпрыгнули из лодок, бросили свои подарки и вплавь пустились к берегу. Поджидавшим их возвращения они заявили, что прибыл не Ротей, а злой дух Бука.
В мифологии Берега Маклая и в течение XX века существовал образ Н. Н. Миклухо-Маклая, но он сложнее представлений о культурном герое, поскольку содержал верование о «белом папуасе» как о далёком предке. Советская этнографическая экспедиция 1971 года столкнулась с верой папуасов в Маклая в рамках карго-культа. Когда члены экспедиции прибыли в деревню Бонгу, сопровождавший их представитель местной администрации в первый же день настоятельно попросил советских учёных не ходить группами на мыс Гарагаси (там установлена мемориальная плита в память о пребывании Н. Н. Миклухо-Маклая в 1871—1872 годах), а главное — не устраивать вблизи неё никаких торжественных церемоний. Он предупредил, что папуасы могут истолковать такие церемонии в свете идей карго-культа: люди подумают, что под плитой зарыты присланные им товары и начнут здесь раскопки.
По мнению А. В. Туторского, предания о Миклухо-Маклае глубоко укоренились в культуре папуасов и составили значимый пласт мифологии. В связи с трансформацией традиционной культуры и мировоззрения этот мифологический пласт имеет тенденцию к расширению. Образ Миклухо-Маклая в мифах не совпадает с тем, который представлен в его дневниковых записях, хотя ещё в 1970-е годы было отмечено влияние печатных текстов на мифотворчество о Маклае. В известной степени образ Н. Н. Миклухо-Маклая олицетворяет для папуасов европейскую цивилизацию.

## Память
Миклухо-Маклай лично, по праву первого исследователя, поселившегося там, назвал своим именем северо-восточное побережье Новой Гвинеи между 5 и 6° ю. ш. протяжённостью около 300 км (между заливом Астролябия и полуостровом Хуон. Также его имя носит река Makley River в заливе Астролябия. Именем Миклухо-Маклая назван залив Южного океана у берегов Антарктиды (Земля Уилкса) на долготе Западной Австралии. Астероид 3196 Маклай (Maklaj), названный в его честь, был открыт в 1978 году. Именем Миклухо-Маклая названо множество иных объектов. Постановлением Совета Министров СССР от 29 января 1947 года имя Миклухо-Маклая было присвоено Институту этнографии АН СССР. Памятники учёному установлены в Окуловке (Новгородская область), Малине, Севастополе, Джакарте и других городах. Улицы Миклухо-Маклая существуют в Москве и Маданге (Папуа-Новая Гвинея). Вновь основанная деревня близ мыса Гарагаси в 2017 году официально получила имя Миклухо-Маклая.

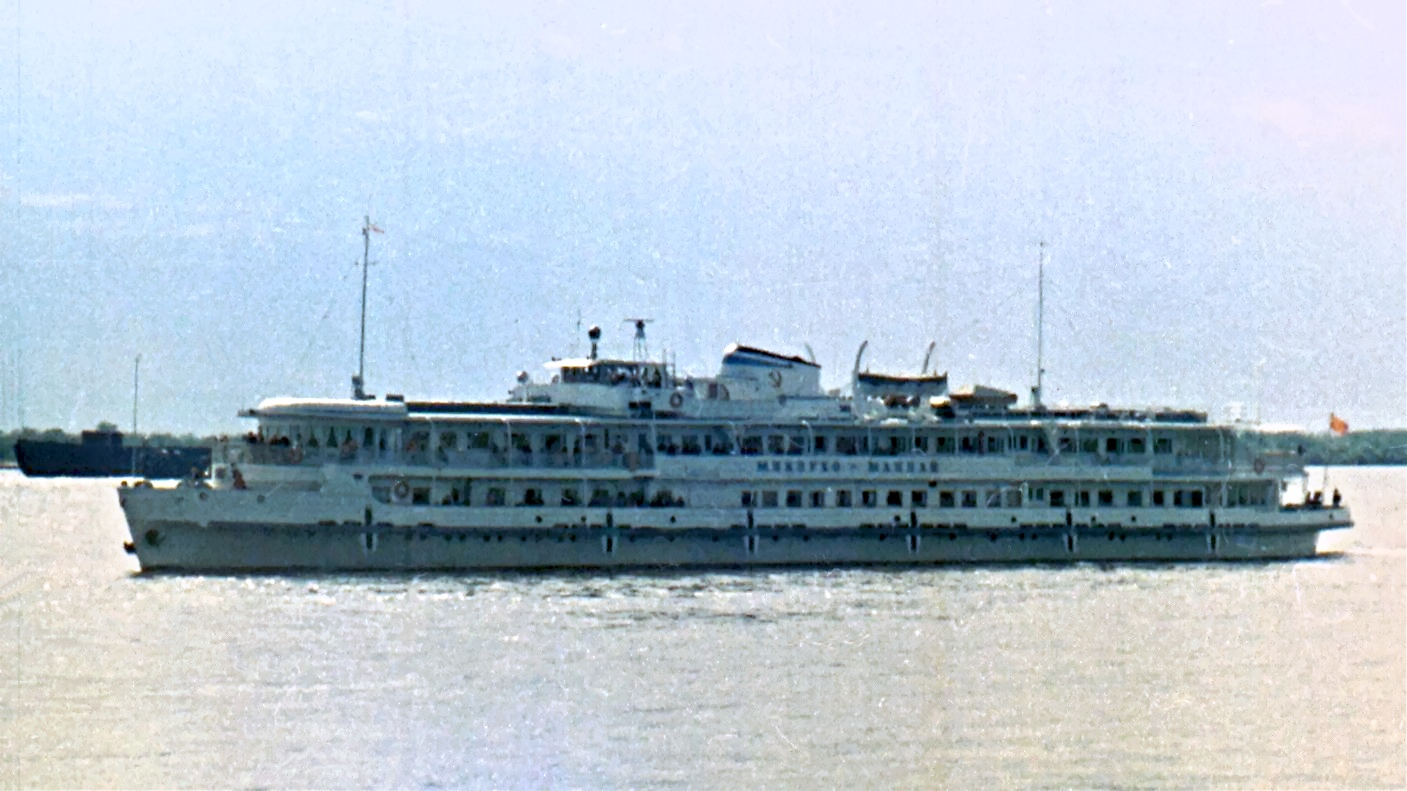
Теплоход «Миклухо-Маклай». Фото 1982 года

Имя Миклухо-Маклая носил в 1961—2004 годах пассажирский теплоход типа «Ерофей Хабаров» Амурского речного пароходства. В 2004 году он был переименован, а в 2010 году продан на металлолом.
Биографии Миклухо-Маклая несколько раз выпускались в серии «Жизнь замечательных людей». Художественные и документальные книги о путешественнике были написаны Л. Чуковской, С. Марковым, А. Клиентовым, Р. Баландиным, О. Орловым, А. Чумаченко, и некоторыми другими. В общем, в Советском Союзе был создан своеобразный «культурный миф» (термин Т. Соловей). Наследие Н. Н. Миклухо-Маклая укладывалось в претензии коммунистической системы на глобальную гуманистическую альтернативу капитализму. «Бескорыстный попечитель дикарей, гуманист и борец с расизмом, …явно или подразумеваемо противопоставлялся западным путешественникам, движимым духом капиталистической наживы и исповедовавшим расизм». В культурном отношении опыт Миклухо-Маклая легитимировал самоотверженное и бескорыстное служение науке и одновременно обосновывал право СССР выступать на внешнеполитической арене оплотом и надеждой всех «малых сил» на мировой периферии.
В 1947 году режиссёром А. Е. Разумным был снят художественный фильм «Миклухо-Маклай». Этот фильм в австралийской прессе (в частности, сыновьями Миклухо-Маклая — Александром и Владимиром) был назван «пародией и чистой пропагандой». В 1985 году актёром и режиссёром Ю. М. Соломиным снят трёхсерийный историко-биографический художественный телефильм «Берег его жизни». В 2002 году на основе дневниковых записей и зарисовок Миклухо-Маклая был создан анимационный фильм «Человек с Луны».
Миклухо-Маклаю посвящён первый украинский мюзикл «Экватор», премьера которого состоялась в 2003 году. Режиссёр мюзикла — театральный режиссёр Виктор Шулаков, композитор — Александр Злотник, автор либретто — поэт-песенник Александр Вратарёв.

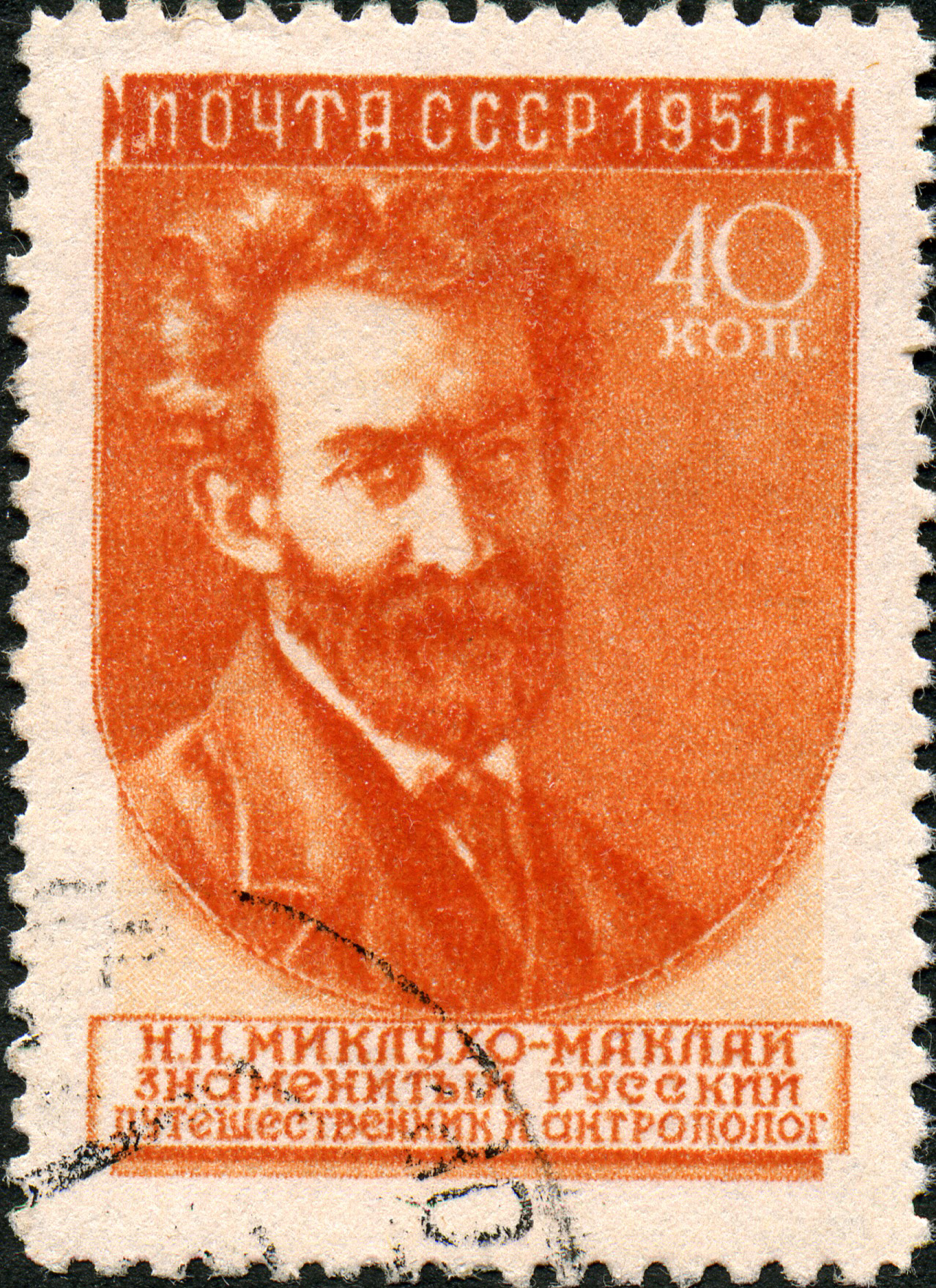
Н. Н. Миклухо-Маклай на марке СССР 1951 года

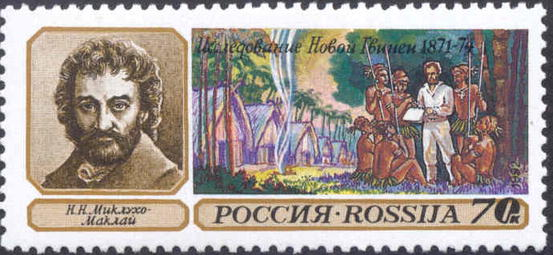
Н. Н. Миклухо-Маклай на марке России 1992 года

Почта СССР в 1951 году в серии «Учёные нашей Родины» выпустила марку, посвящённую Н. Н. Миклухо-Маклаю  (ЦФА [АО «Марка»] № 1632). В 1970 году была выпущена почтовая марка Папуа — Новой Гвинеи с портретом Н. Н. Миклухо-Маклая  (Yt #184). В 1992 году вышла марка России из серии «Географические открытия» с изображением Н. Н. Миклухо-Маклая  (ЦФА [АО «Марка»] № 30).
Внук исследователя (сын Владимира Миклухо-Маклая) — Робертсон Вентворт де Миклухо-Маклай (Robertson Wentworth de Miklouho-Maclay) — преподавал физику в учительском колледже Сиднея. В 1979 году он посетил СССР, и основал Австралийское Общество Миклухо-Маклая, которое в 1988 году отметило столетие со дня кончины Николая Николаевича. На собранные им средства была учреждена стипендия, которой в 1992 году удостоился Д. Д. Тумаркин, стипендия присуждалась и в 2013 году. После кончины Робертсона Маклая в 1994 году Общество прекратило своё существование.
В 1996 году ЮНЕСКО провозгласила Миклухо-Маклая гражданином мира.
На родине путешественника, в городе Окуловка Новгородской области открыт Окуловский краеведческий музей, с 2001 года носящий имя Н. Н. Миклухо-Маклая. Часть его экспозиции посвящена великому земляку.
На Западе имя Миклухо-Маклая было «открыто» австралийским журналистом Фрэнком Сидни Гринопом (1913—1975), который в 1944 году опубликовал в Сиднее книгу «Who travels alone». В 1989 году она была переведена на русский язык. В начале 1950-х годов новогвинейские дневники Миклухо-Маклая, как самая эффектная для широкой публики часть его трудов, были опубликованы в переводе на немецкий и чешский языки. Полный перевод дневников на английский язык, выполненный Майклом Сентинелла, был опубликован в Маданге на Новой Гвинее в 1975 году. Исследования по жизни и творчеству Миклухо-Маклая публиковались в 1980—1990-е годы в Австралии и Германии.
Потомок и полный тёзка Н. Н. Миклухо-Маклая организовал в Санкт-Петербурге фонд его имени, тесно сотрудничающий с МАЭ и Кунсткамерой. Его участниками в 2017—2018 годах были проведены экспедиции в местах, где когда-то побывал путешественник. Экспедиционная программа расписана до 2020 года.

## Издание сочинений
Одним из важнейших свидетельств создания Н. Н. Миклухо-Маклаем обобщающего труда по этнографии папуасов является большой том подшивок его собственных печатных работ из иностранных изданий. Он заключён в переплёт из чёрного коленкора, на котором золотом вытиснена надпись: «MIKLUHO-MACLAY. N.-GUINEA. 1871—1877». Главами этой книги являются опубликованные статьи Миклухо-Маклая, причём два печатных текста, вероятно, были написаны и набраны специально, и имели смысл только как части книги; отдельно они не публиковались. Так, в 1886 году была напечатана отдельная брошюра с текстом выступлений в РГО, преподнесённая в дар великому князю Константину Николаевичу. Переплёт тома научных статей о Новой Гвинее оформлен как обложка настоящей книги. По мнению П. Л. Белкова, это и был макет книги, причём между всеми печатными страницами её были вшиты чистые листы, многие из которых покрыты рукописными текстами, рисунками и фотографиями. Иными словами, Миклухо-Маклай занялся переработкой и сведением своих статей по Новой Гвинее воедино. Существует подобная этой книга, посвящённая путешествиям по Малайскому полуострову. На её переплёте наклеена вырезанная бумажная обложка: «Ethnologische Excursion in Johore (December 1874 — Februar 1875) (Vorläfige Mittheilung). Von Miklucho-Maclay. Batavia. Ernst & Co. 1875». Это точно такая же подшивка печатных статей из иностранных изданий, между страницами которых вшиты чистые листы, заполнявшиеся рисунками и текстами по мере работы. Ни одно из описаний путешествий Н. Н. Миклухо-Маклая не вышло в свет при его жизни.
После кончины Николай Николаевич довольно быстро оказался забыт, родственники тщетно призывали выпустить в свет уже подготовленный им к печати первый том издания дневников. В 1895 году по просьбе Совета РГО печатание материалов Миклухо-Маклая взял на себя Д. Н. Анучин, но работа чрезмерно затянулась. В 1913 году в связи с 25-летием со дня смерти Миклухо-Маклая Анучин объявил в печати, что из-за отсутствия у РГО заинтересованности в осуществлении такого издания он считает это дело «поконченным и подлежащим, за неимением в нём надобности, сдаче в архив».
Только в 1923 году в Москве 80-летний Анучин выпустил в свет первый том описания путешествий Миклухо-Маклая, снабжённый им большой вступительной статьёй. Дальнейшая работа по изданию трудов Миклухо-Маклая сосредоточилась в Институте этнографии АН СССР. В 1940—1941 годах были подготовлены «Путешествия» в двух томах, причём первый том был повторением публикации Анучина. В 1950—1954 годах Институт этнографии выпустил собрание сочинений в пяти томах, снабжённое научным комментарием и статьями, освещавшими биографию Миклухо-Маклая и его вклад в различные отрасли науки. Отдельное издание «Путешествий на Берег Маклая» было выпущено издательством географической литературы в 1956 году, и выходило также в 2006 и 2010 годах (последнее — в богато иллюстрированном виде).
В конце 1980-х годов под руководством Д. Д. Тумаркина в Институте этнографии была создана рабочая группа по публикации научного наследия Миклухо-Маклая. В 1990—1999 годах она осуществила издание шеститомного (в семи книгах), наиболее полного на сегодняшний день собрания сочинений. Для него было принято жанрово-предметное расположение материалов по томам. Содержание первых двух томов составили дневники путешествий, заметки, близкие к дневниковым, отчёты об отдельных путешествиях. Том 3 включал научные труды по этнографии, антропологии и смежным научным дисциплинам; том 4 — по естественным наукам. В томе 5 представлены письма, документы, автобиографические материалы. В томе 6 — этнографические коллекции, рисунки, не вошедшие в другие тома, указатели ко всему собранию сочинений. П. Л. Белков, отмечал, что «научная литература о Миклухо-Маклае обладает, по сути, структурой мифа» и на этом основании критиковал шеститомное собрание сочинений. С его точки зрения, «надо чётко осознавать, что является целью — собрание сочинений или собрание источников. Термин „собрание сочинений“ предполагает, что мы имеем дело с неким памятником истории науки, что несовместимо с понятием внутренней критики источников».
В 2014 году вышел в свет сборник архивных документов «Неизвестный Миклухо-Маклай», отражающий его деятельность как информатора российского правительства и Русского Географического общества по вопросам внешнеполитической ситуации в Юго-Восточной Азии, Австралии и Океании. Представлено 192 документа из архивов России, Австралии, Великобритании, Германии и Италии. Издание вызвало негативную рецензию Д. Д. Тумаркина.